# 500-ліття Запорозького козацтва

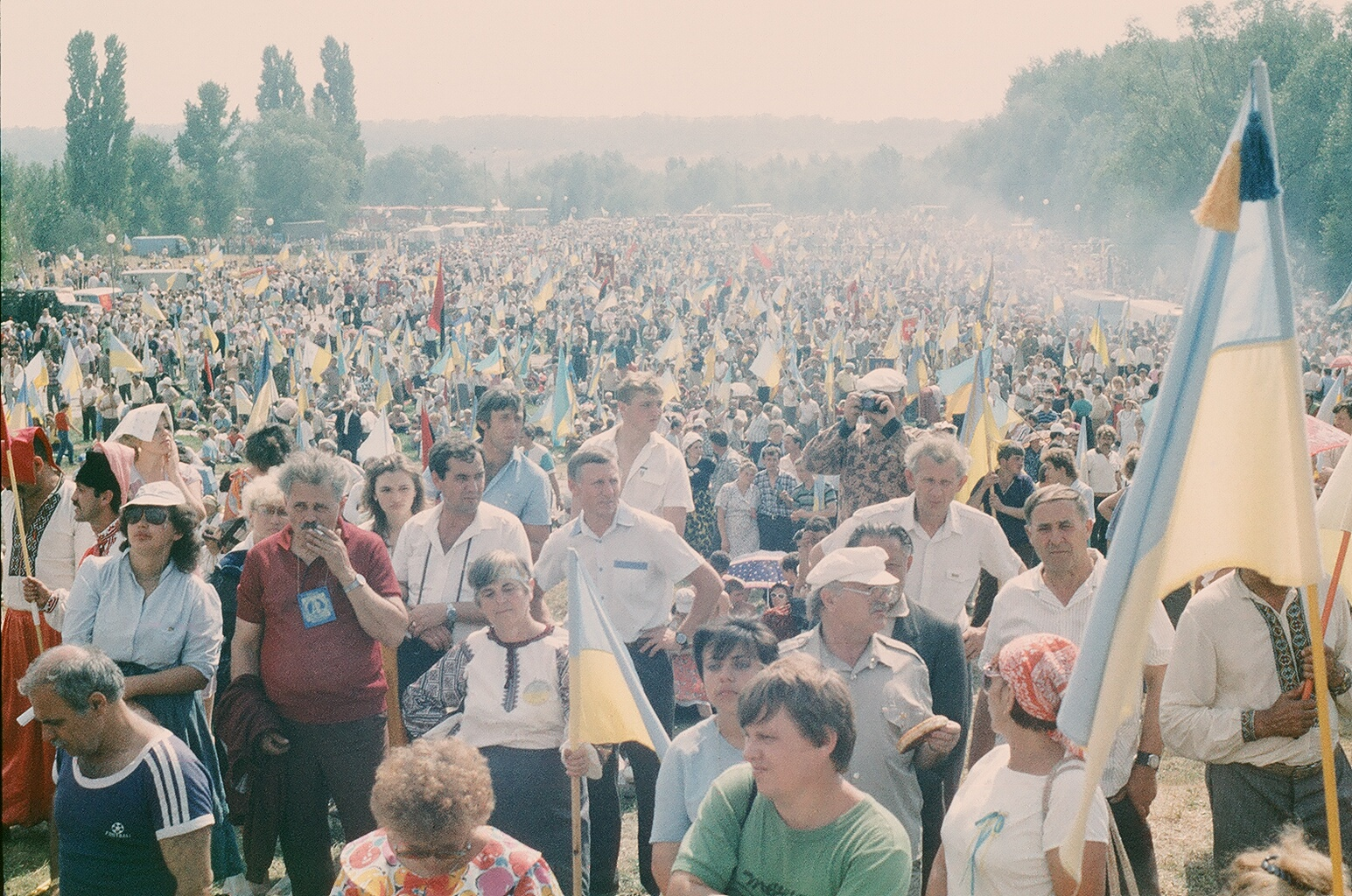

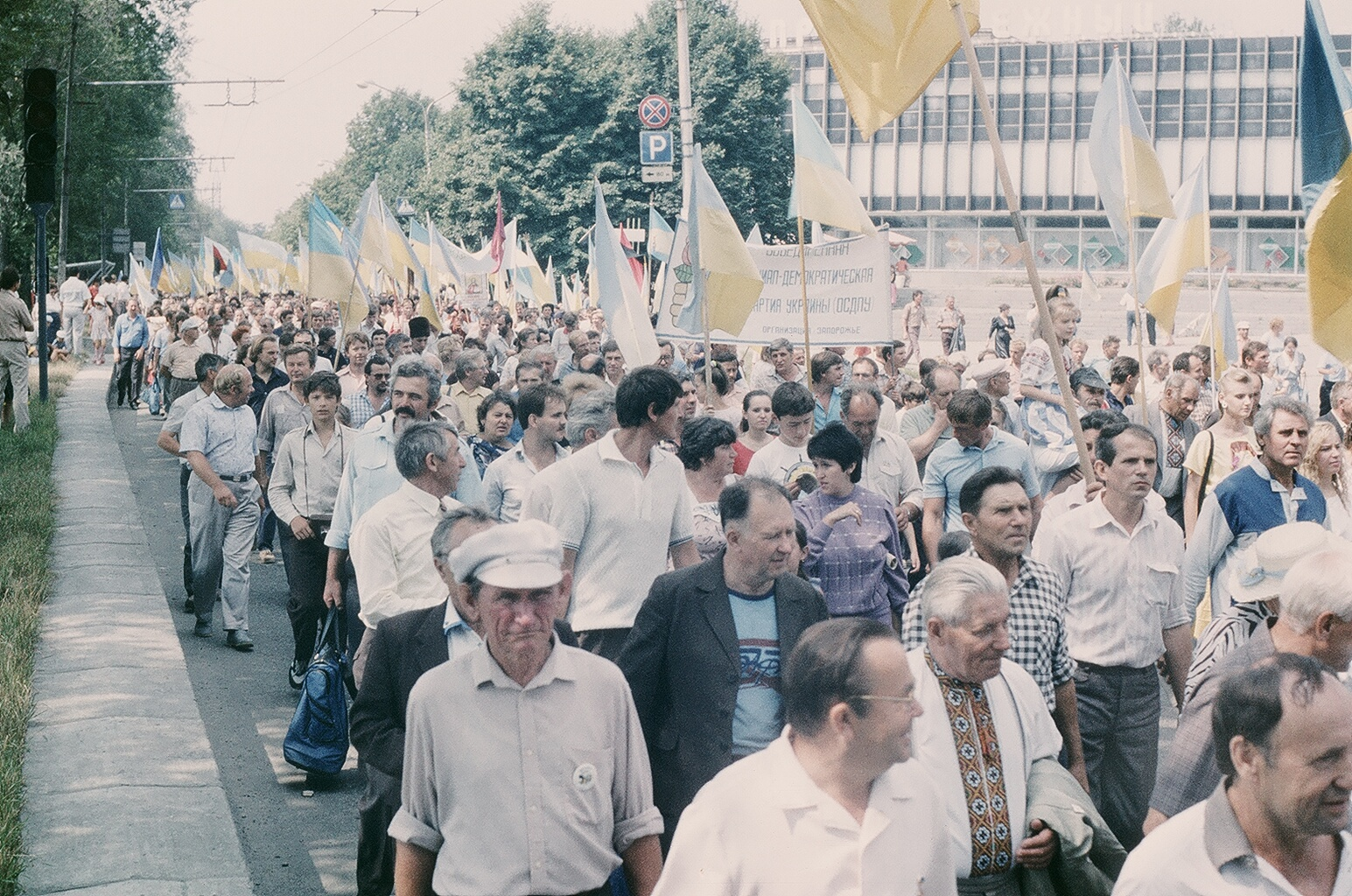

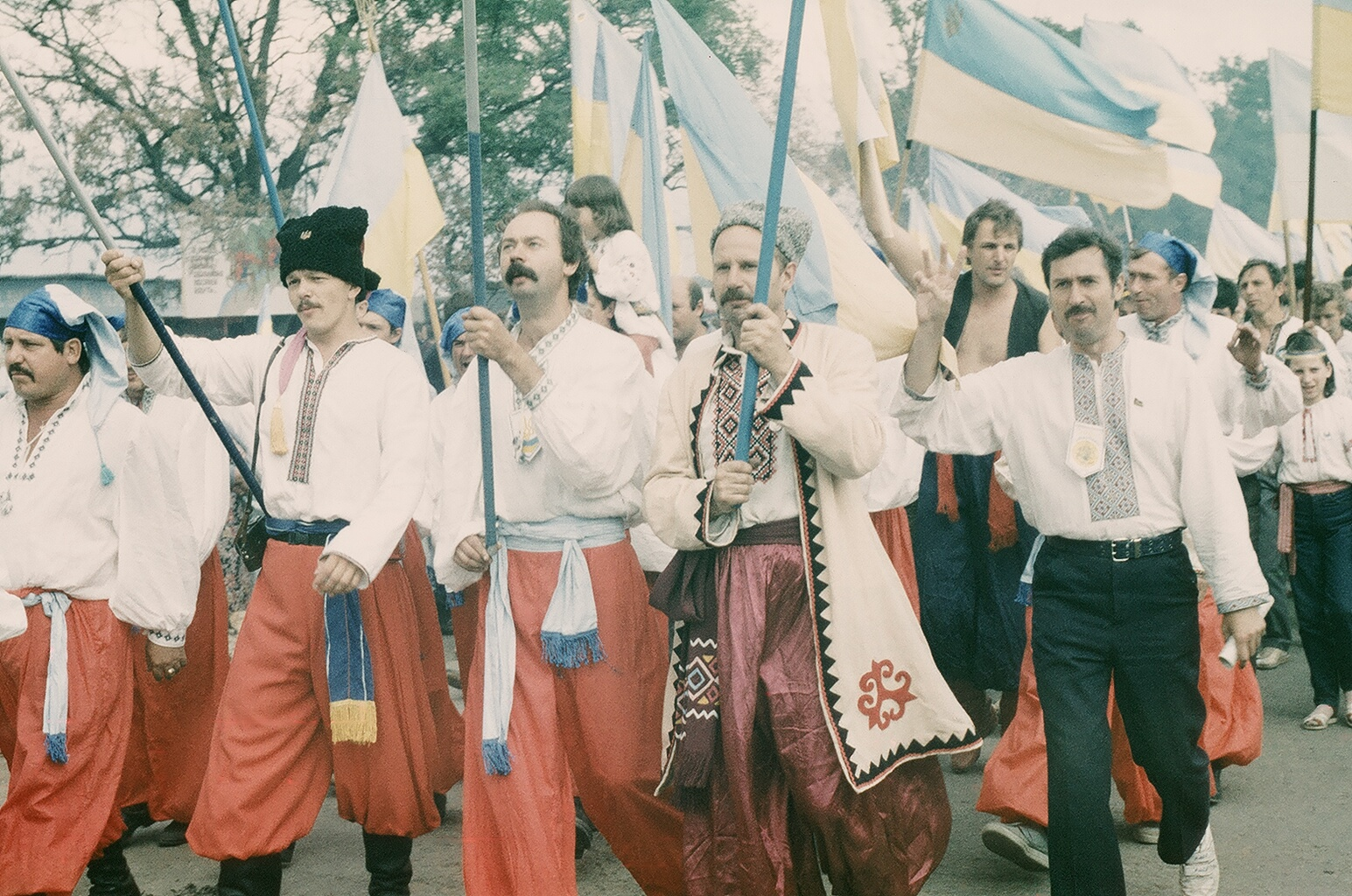

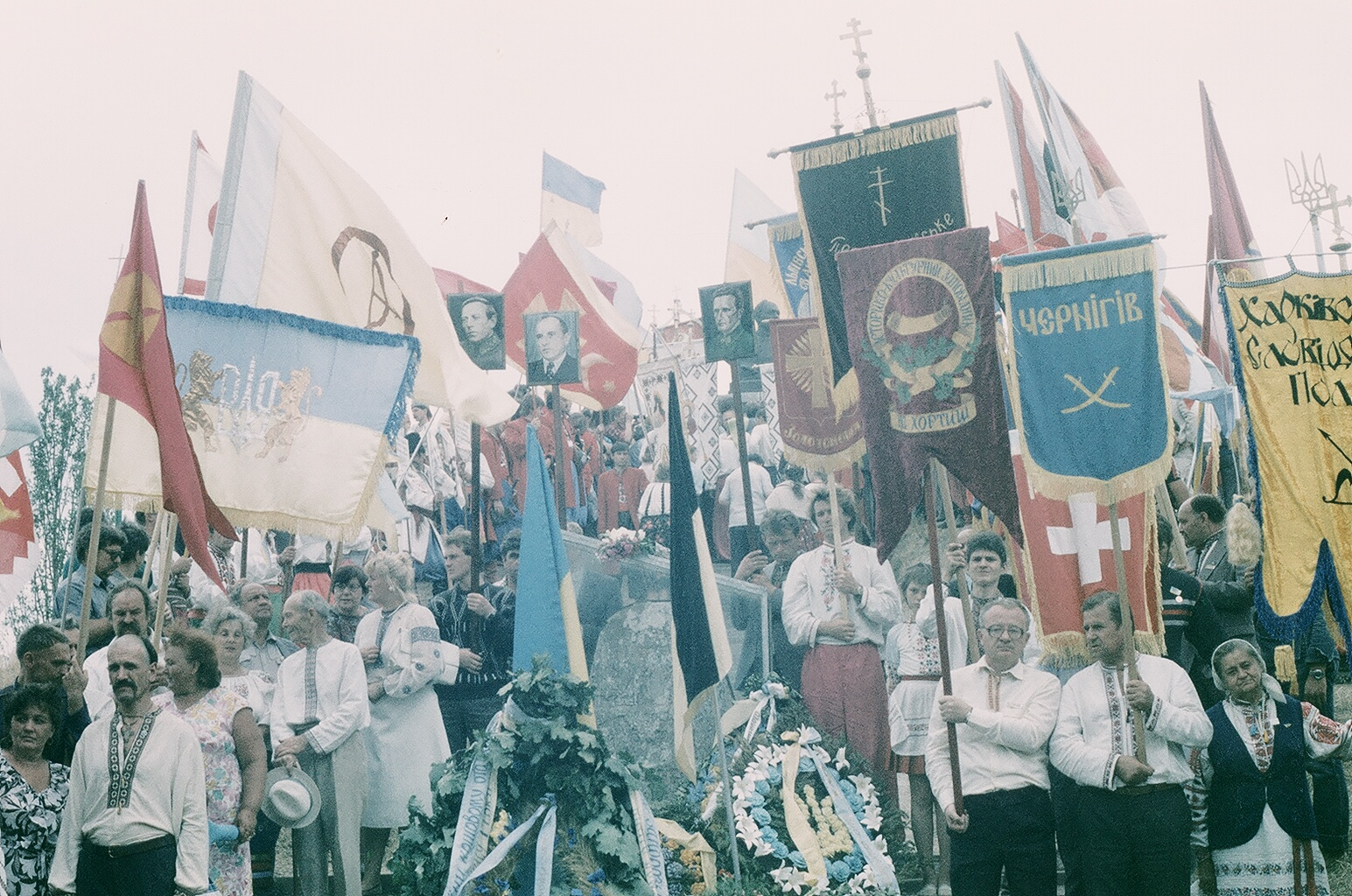

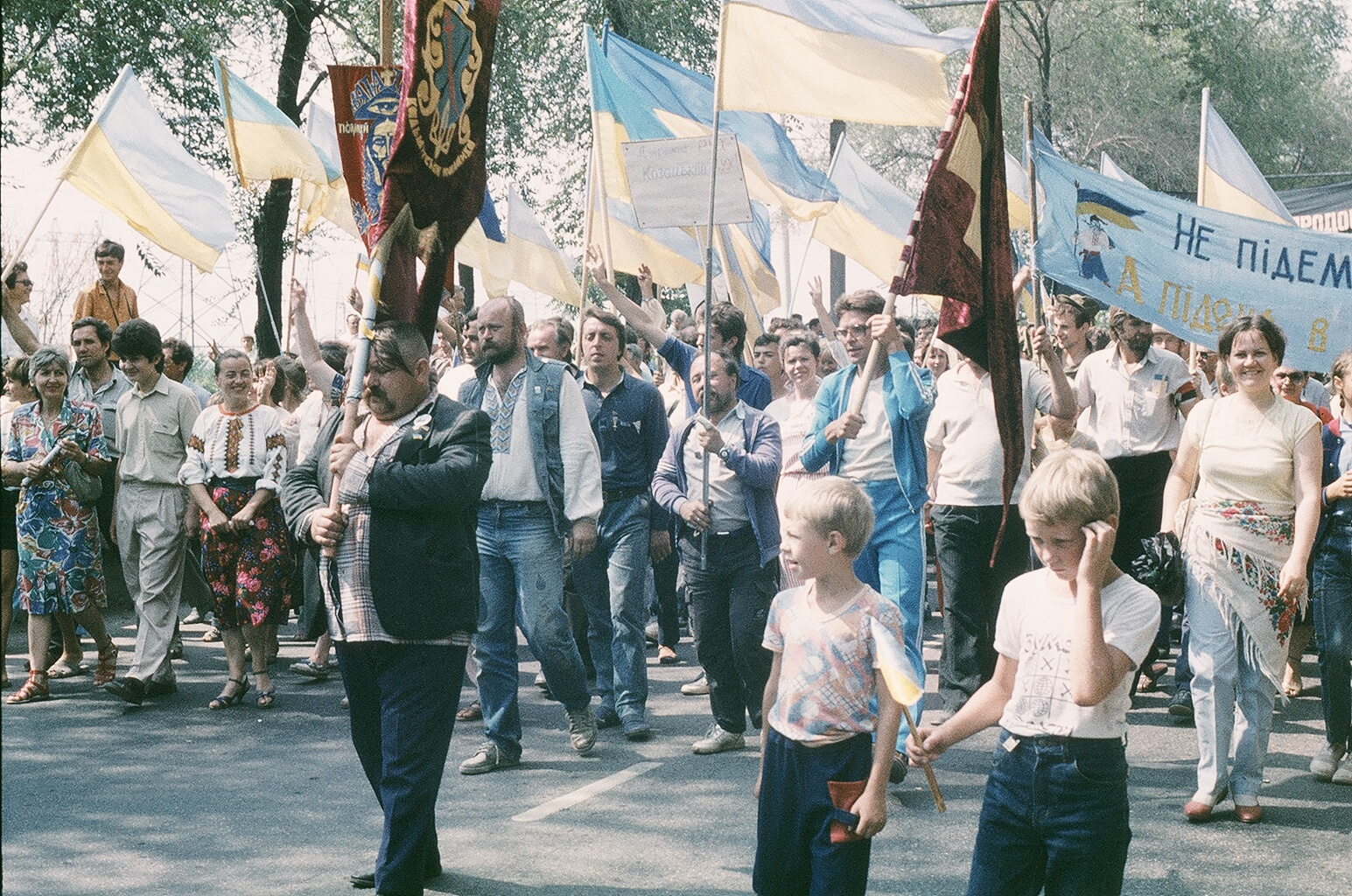

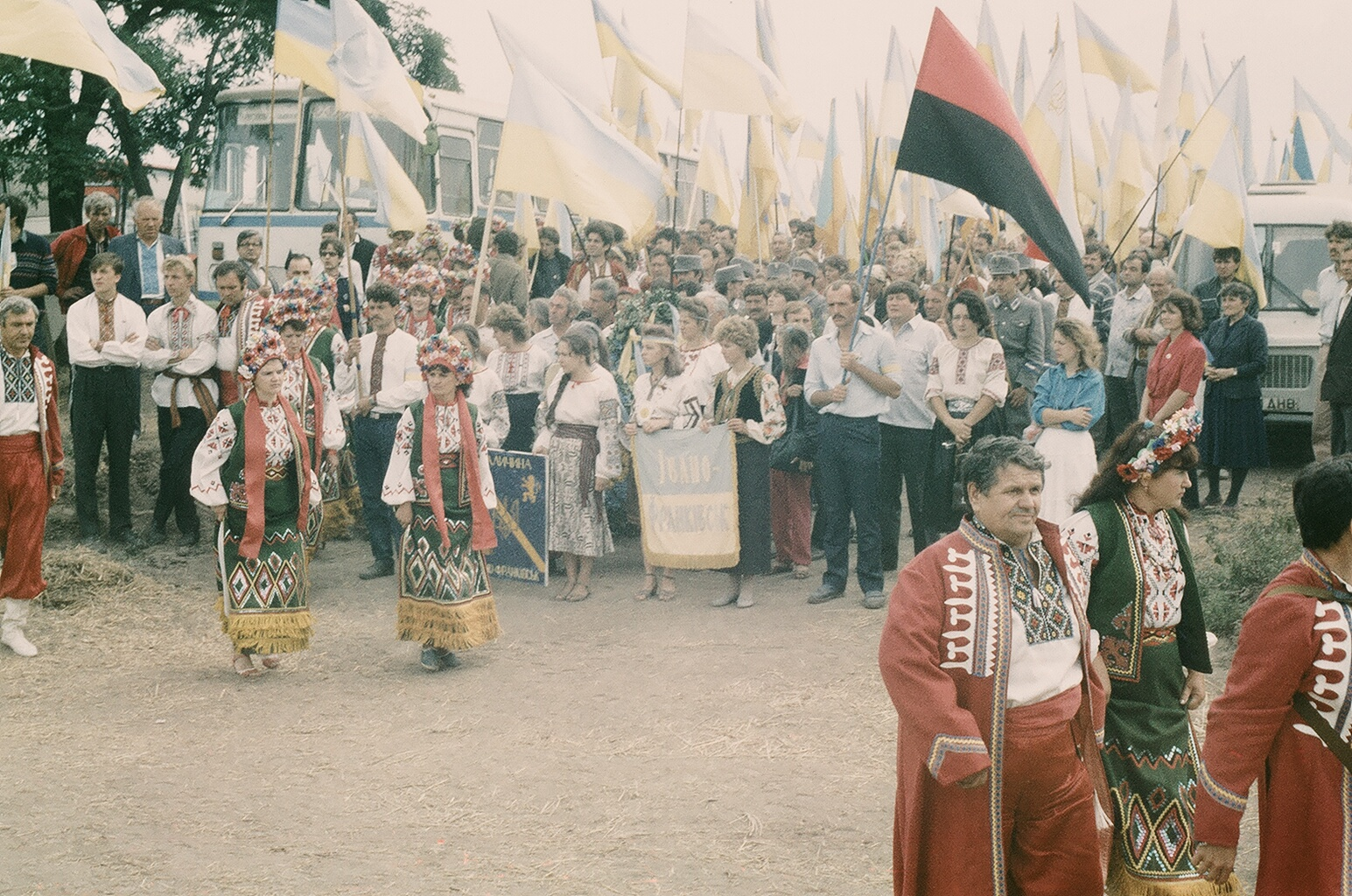

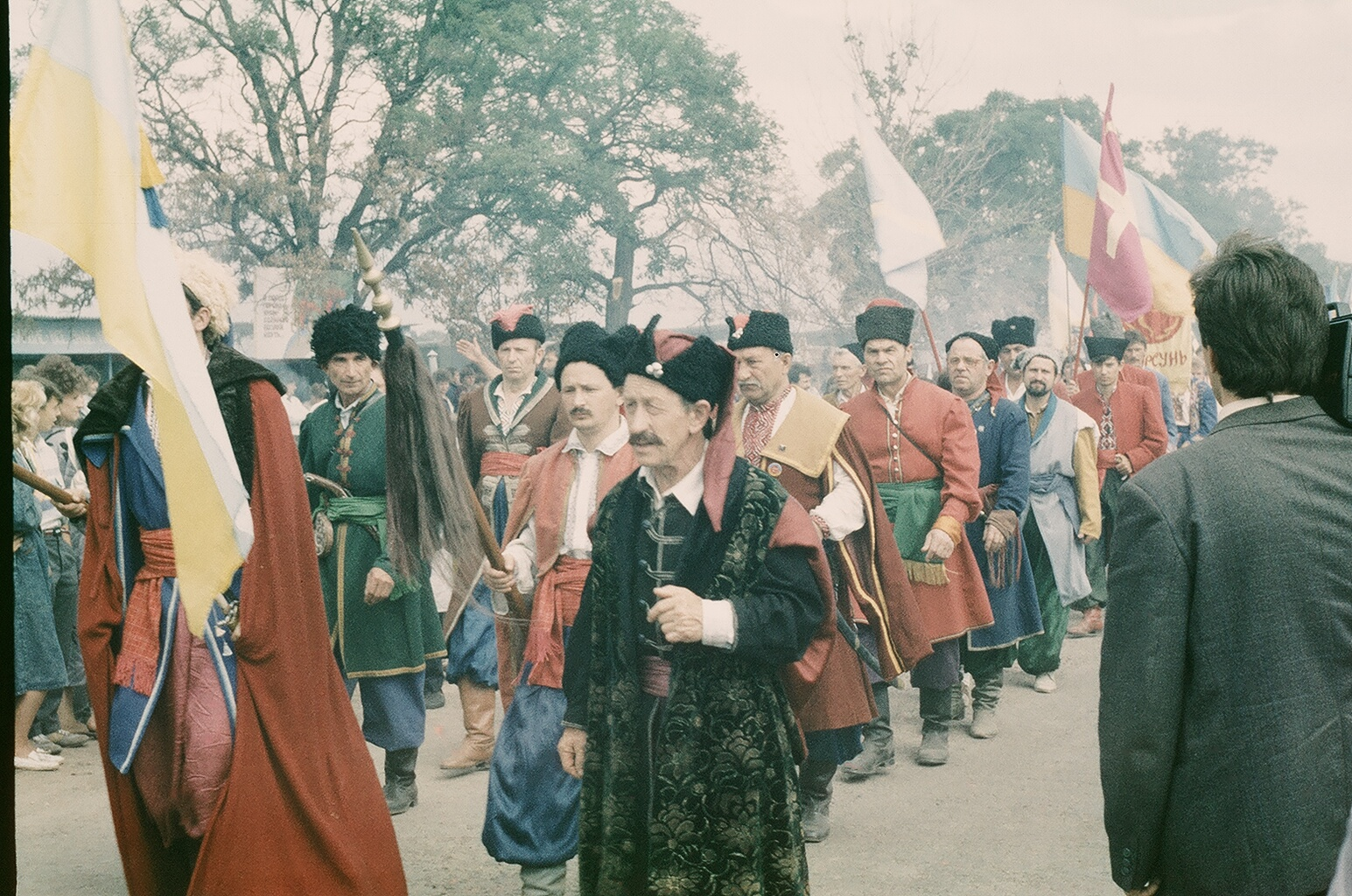

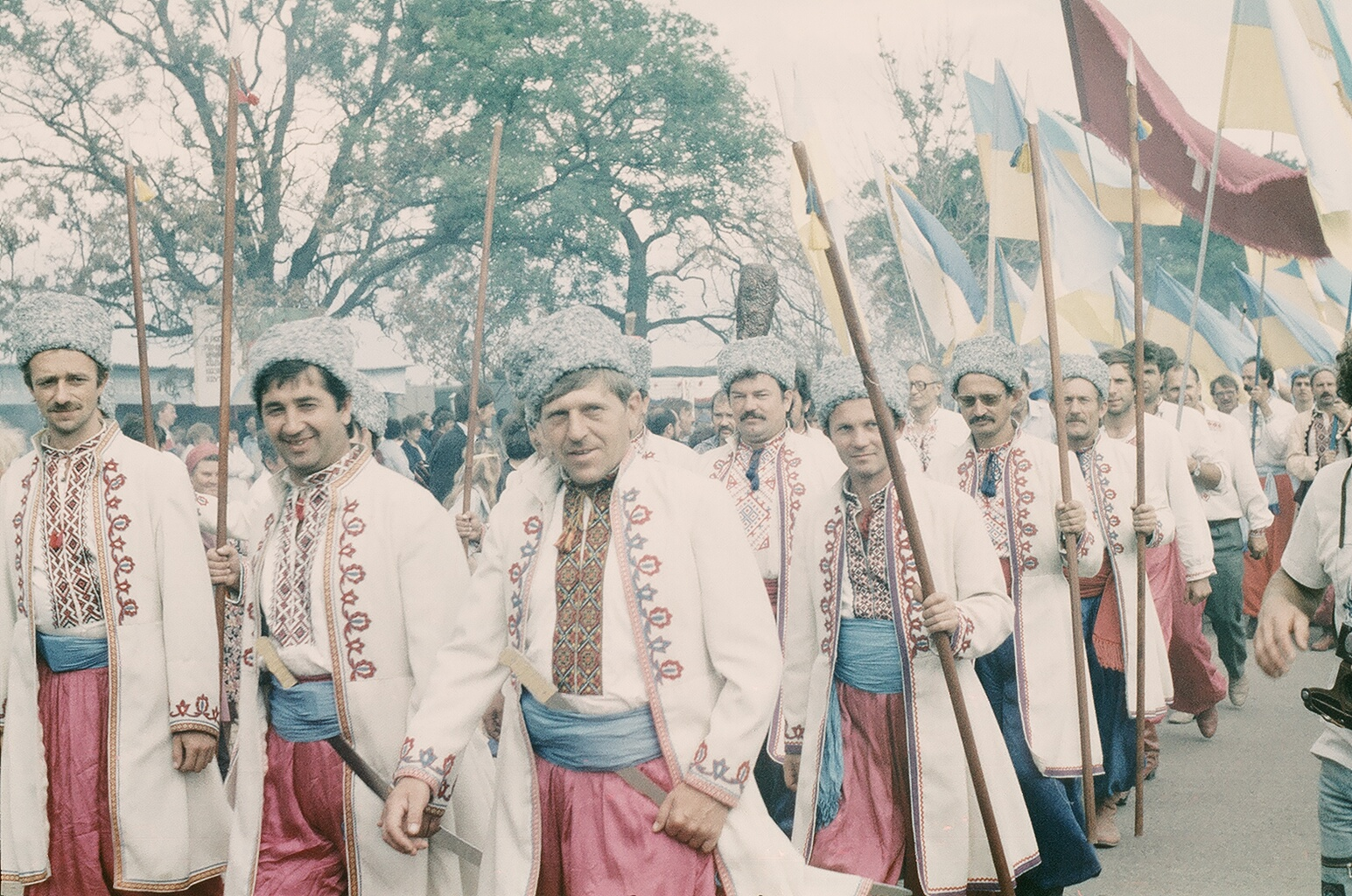

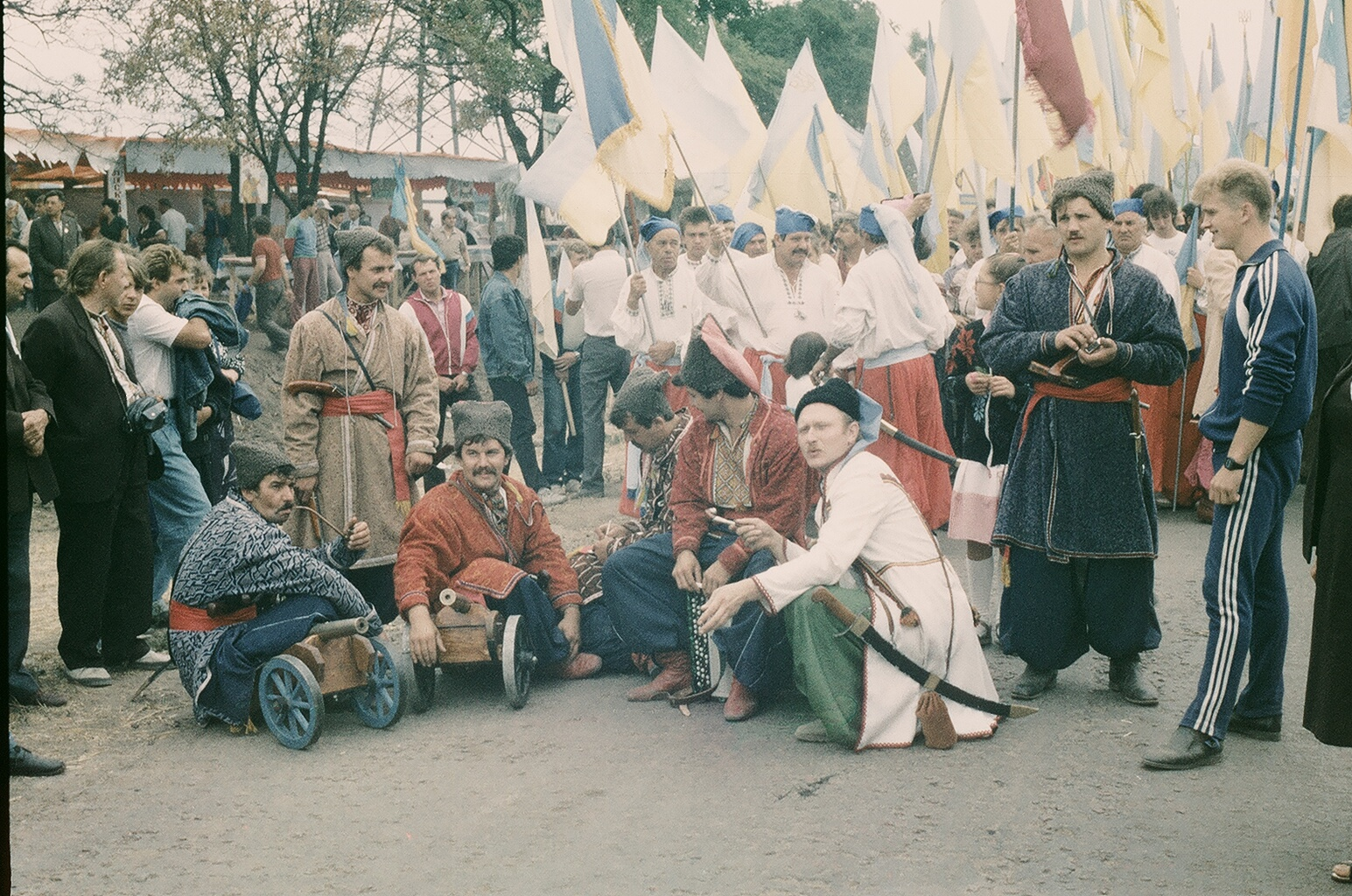

Відзначення 500-ліття Запорозького козацтва — масовий історико-просвітницький захід Народного Руху України у 1990 р.

## Загальна інформація
Відзначення відбувалося у Дніпропетровській та Запорізькій областях 1-5 серпня. Загальна кількість учасників святкування за різними оцінками від 300 до 500 тис. осіб. Численні делегації були від усіх областей України включно з Кримською.
Основні організатори свята: Народний Рух України та Товариство української мови імені Т.Г.Шевченка. Допомогу в організації Свята Козацької слави надали ряд місцевих адміністрацій, зокрема Дніпропетровщини та м. Запоріжжя, Нікополя.

## Основні заходи
- 1 серпня — вшанування пам'яті дослідника Січі академіка Дмитра Івановича Яворницького в Дніпропетровську (Дніпрі).
- 2 серпня — розташування делегацій всіх областей України і Кубанського козацтва на Олексіївській затоці Дніпра в наметовому таборі.
- 3 серпня — наукова конференція з історії Запорозької Січі в Нікополі. Походи‚ концерти‚ урочисті мітинги на майданах та стадіонах.
- 4 серпня — вшанування пам'яті уславленого Кошового Запорозької Січі Івана Сірка. Відкриття пам'ятного хреста на Могилі Пам'яті.
- 5 серпня — свято на острові Хортиця — колисці запорозького козацтва‚ де мав залоги ще князь Дмитро Вишневецький(Байда). Хід по Запоріжжю та Велика ватра на березі Дніпра.

Загальна кількість учасників свят на Олексіївській затоці Дніпра (неподалік колишньої Чортомлицької Січі) сягнула 300 тисяч осіб. Надзвичайною подією стало насипання Могили Пам'яті, яке велося за старим козацьким звичаєм всіма учасниками зібрання. Всі делегації привезли на Запорожжя землі зі своїх країв і заклали її в єдину Могилу Пам'яті.
У Запоріжжі‚ на Хортиці свято сягло свого піку. Великий Хід по Запоріжжю зібрав близько 500 тис. осіб.

## Фоторепортаж подій

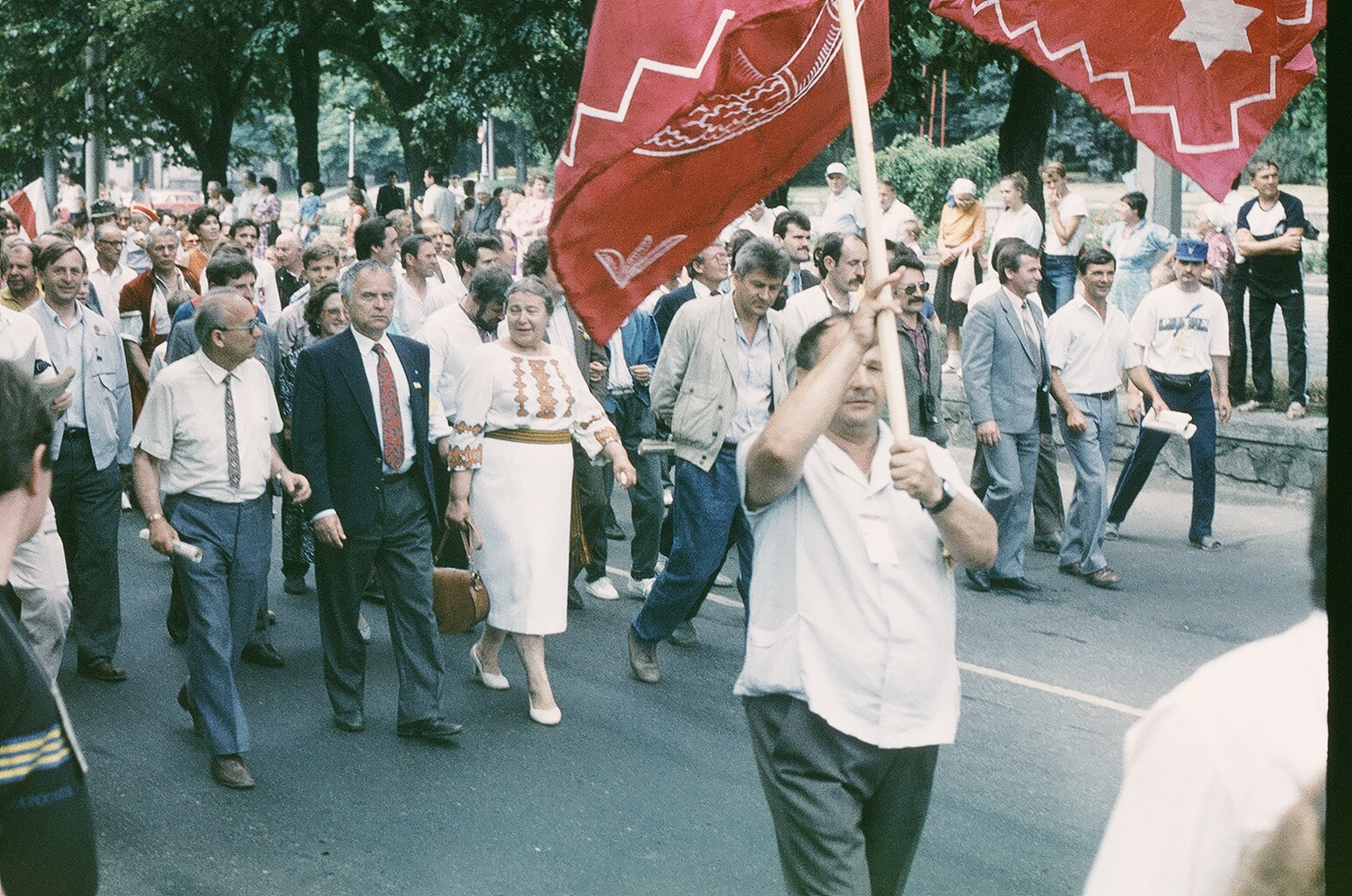
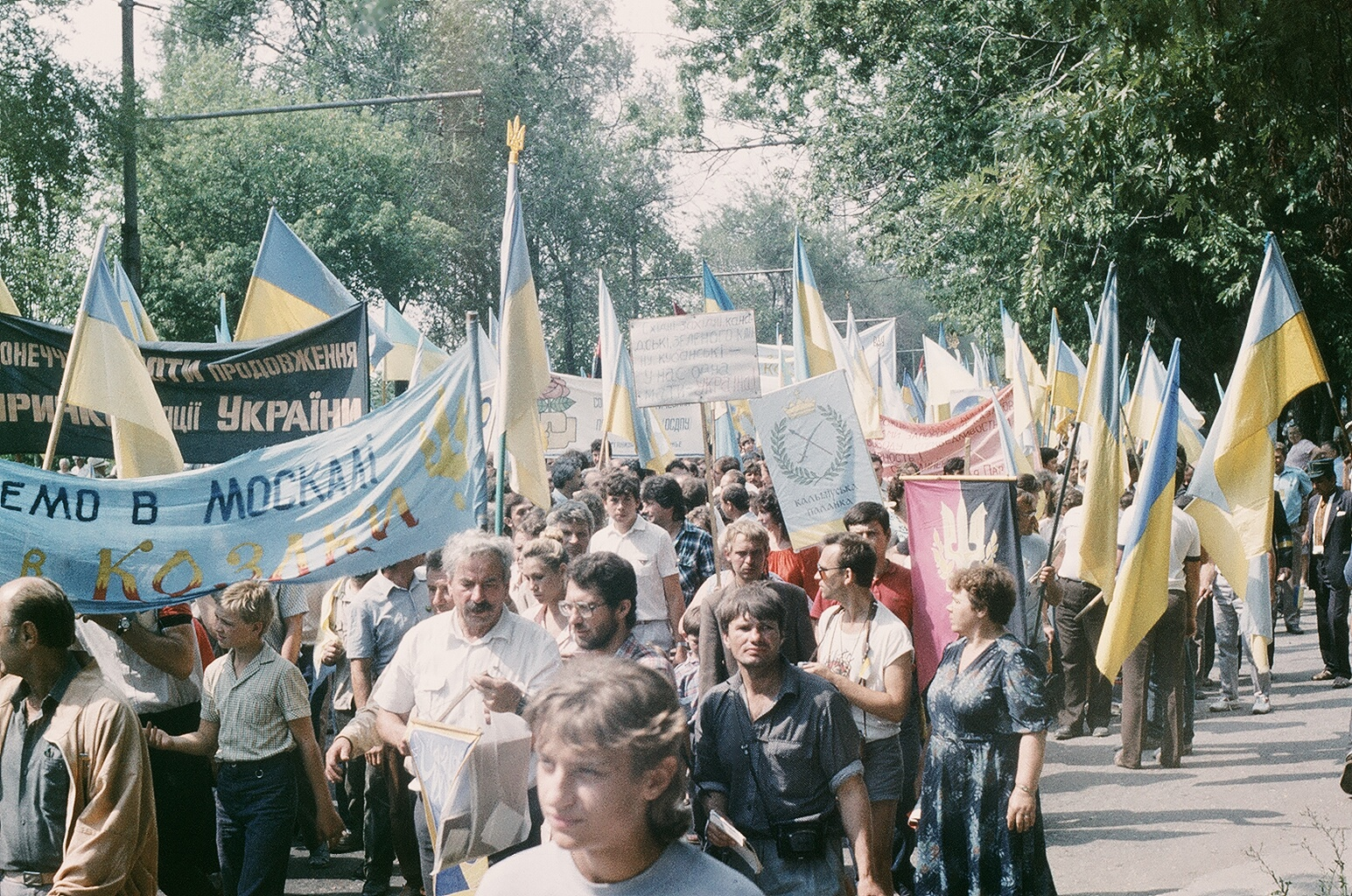
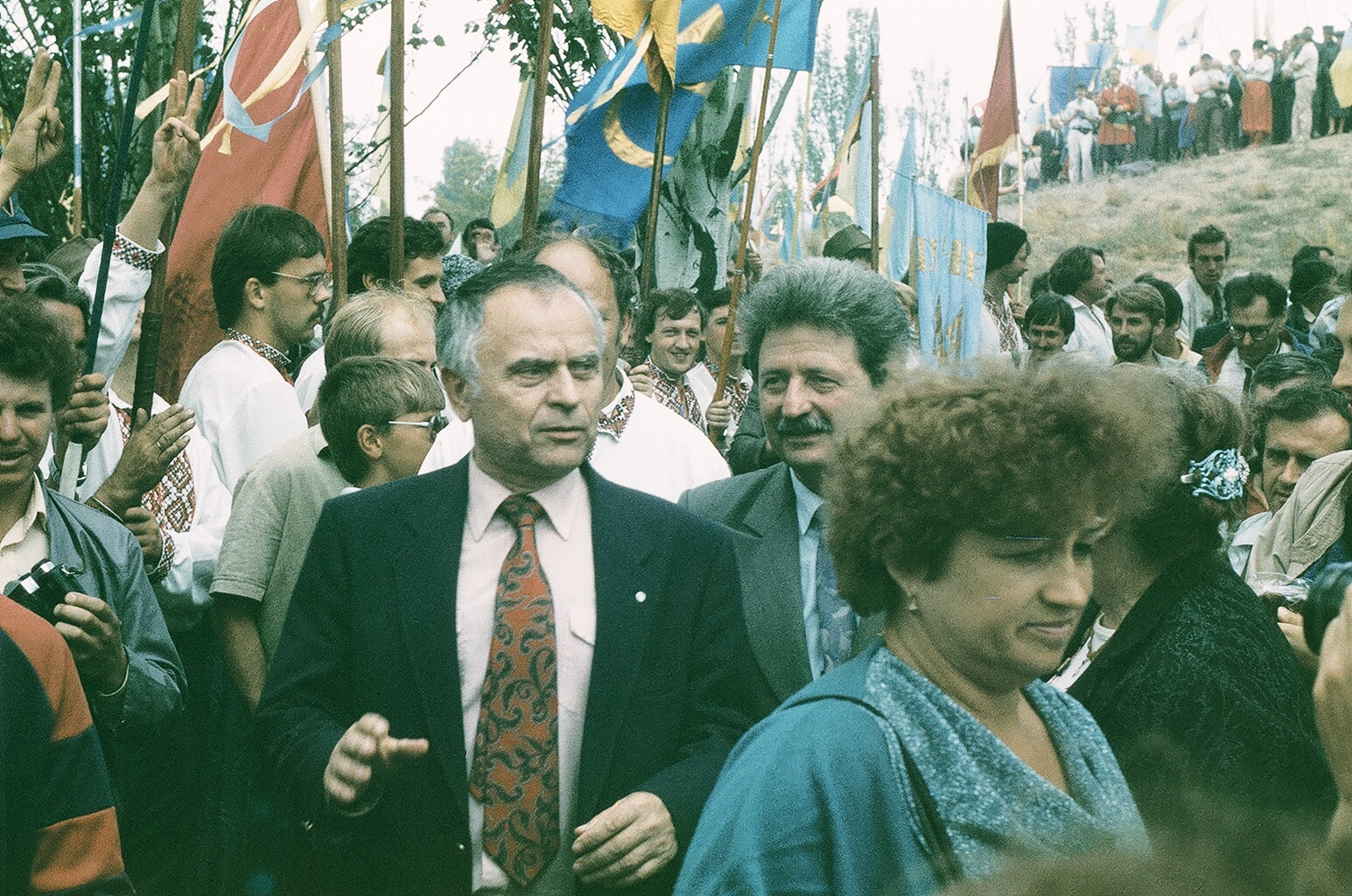
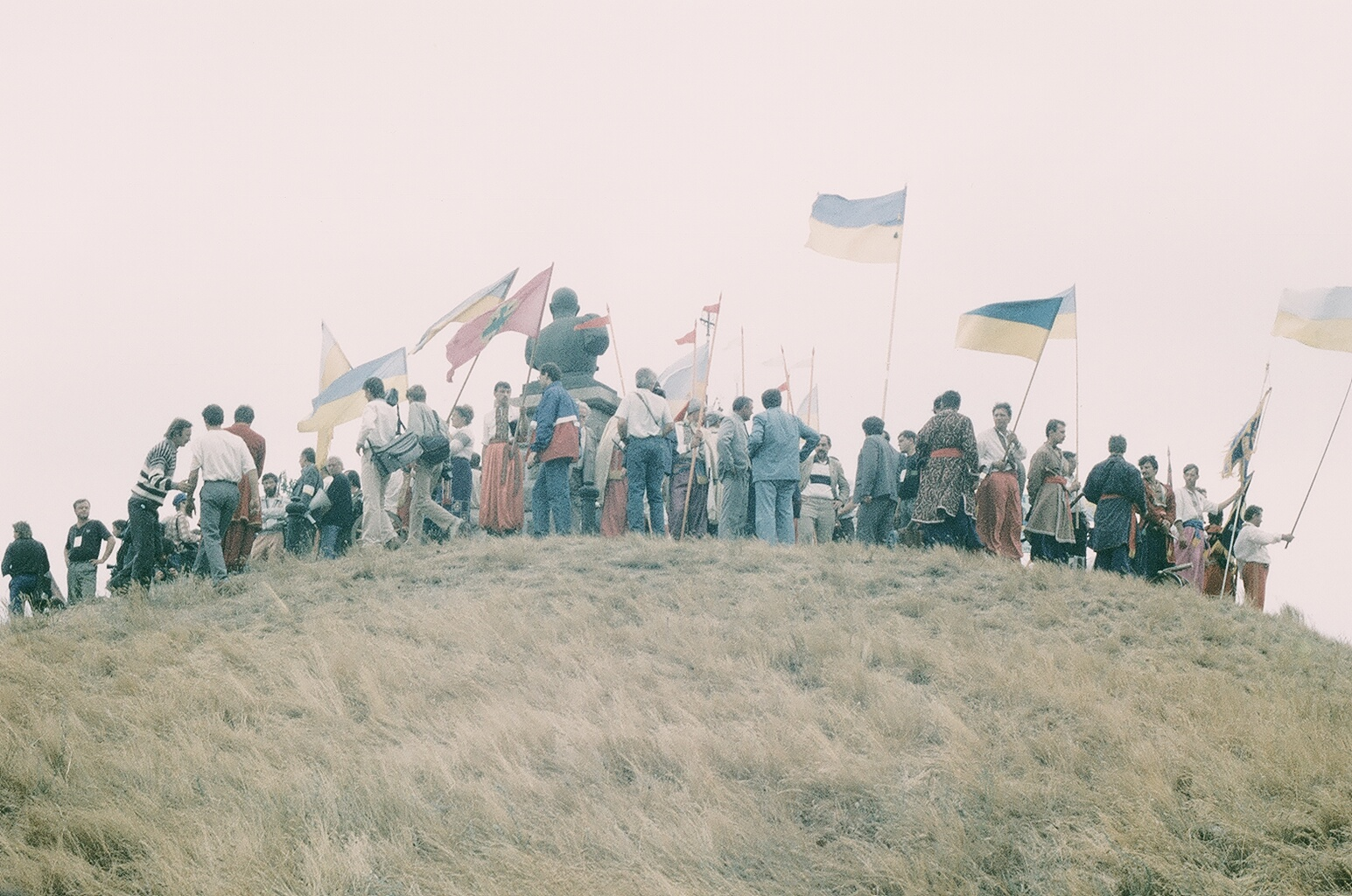
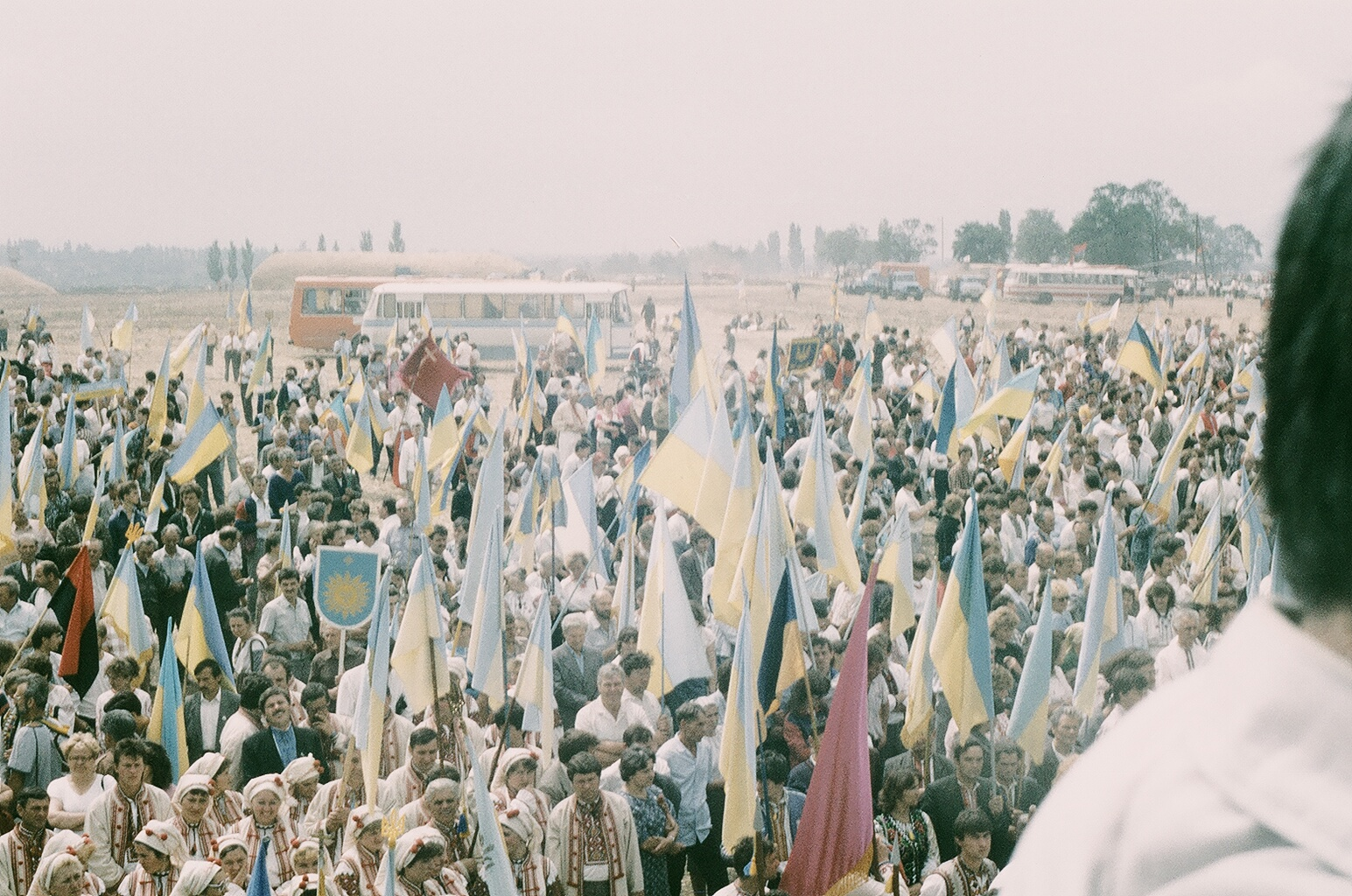
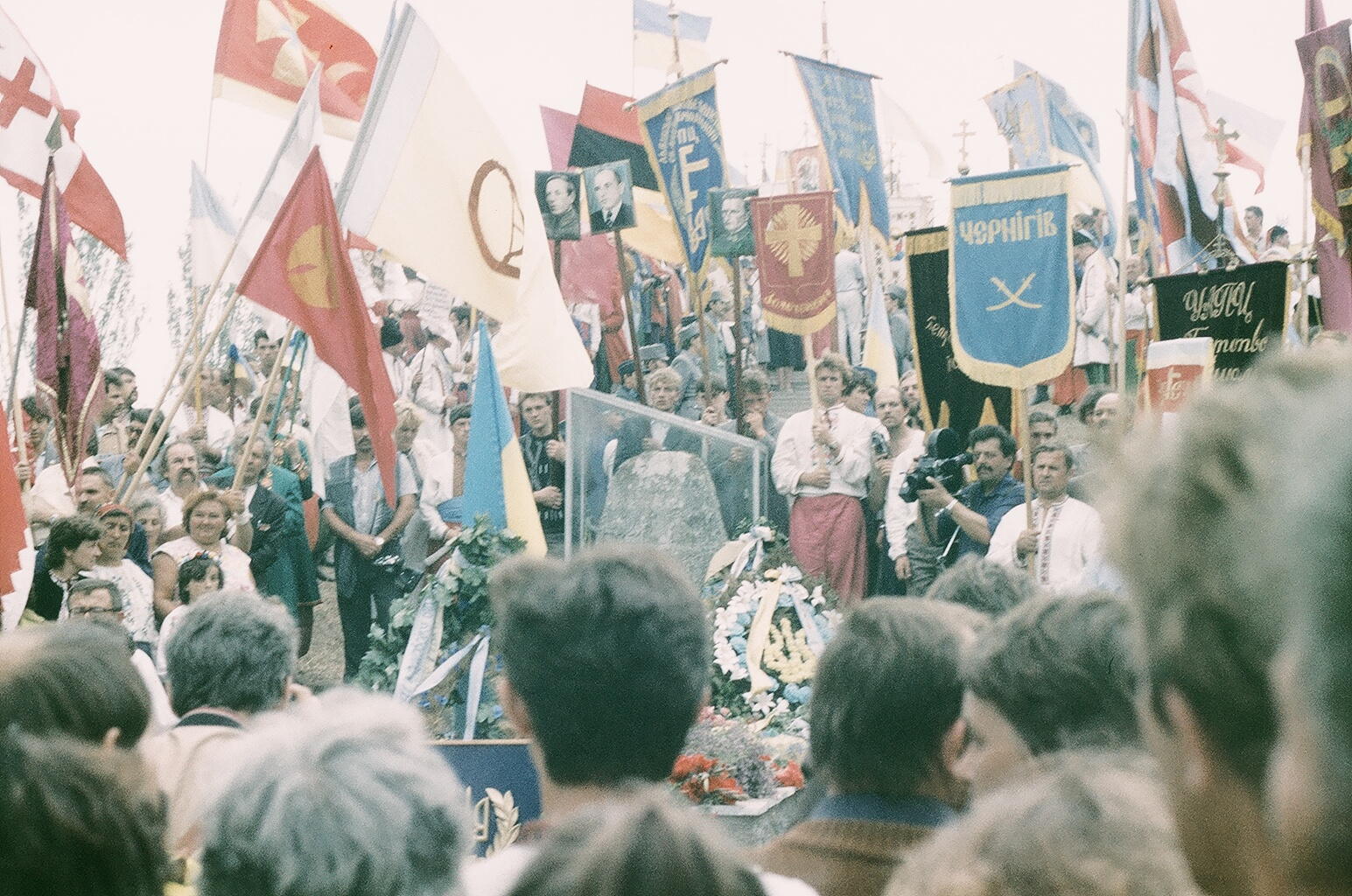
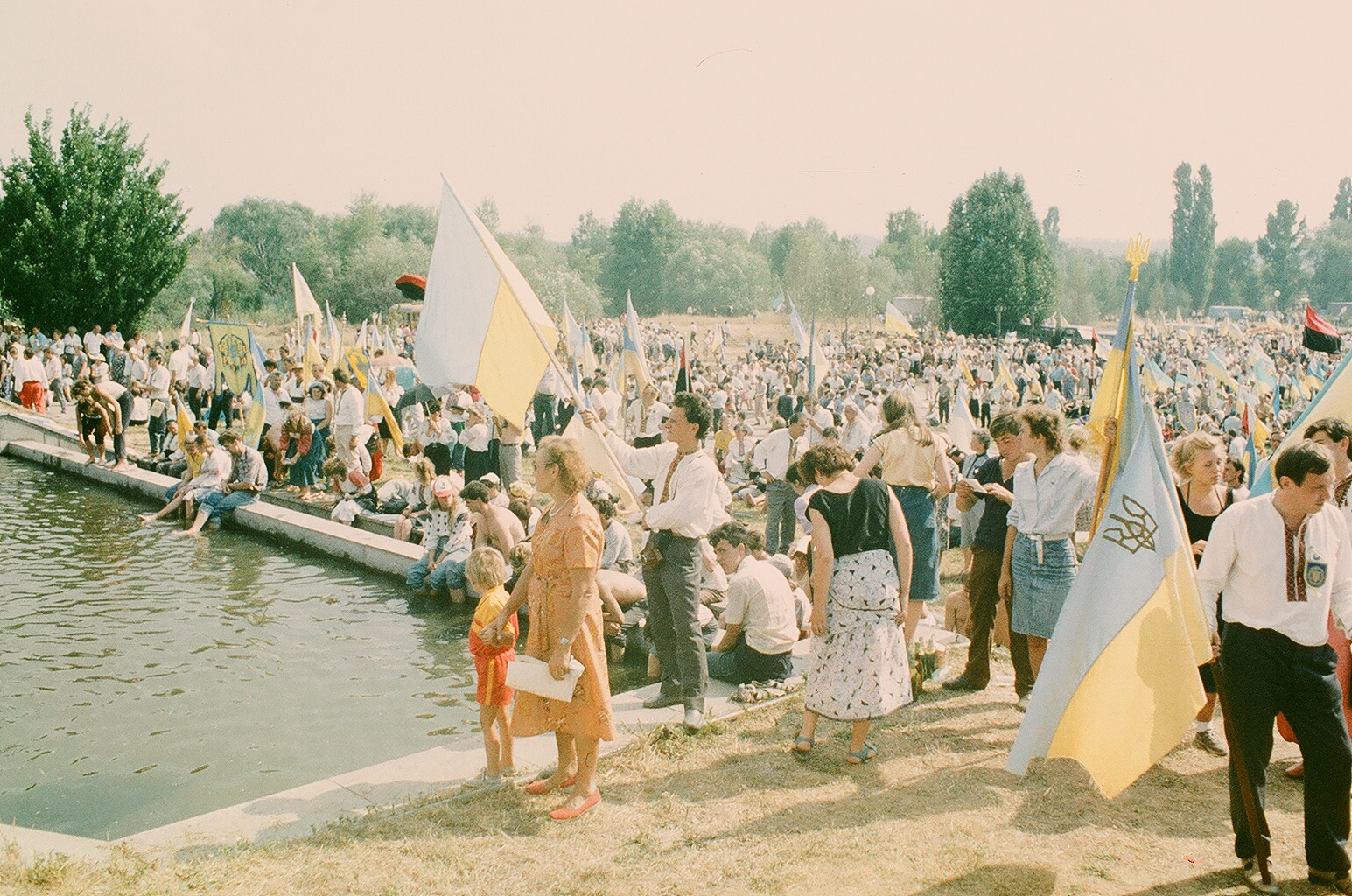
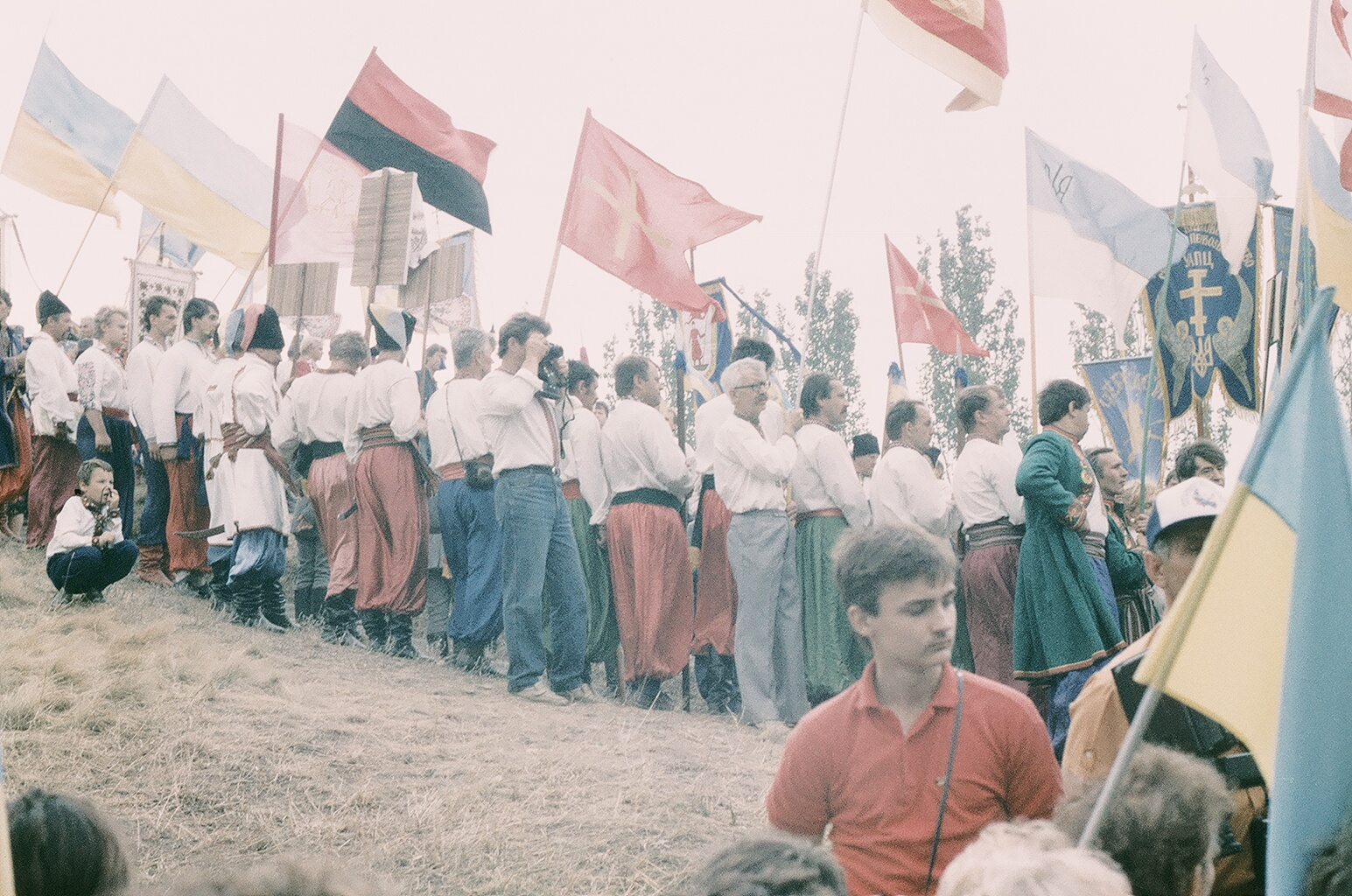
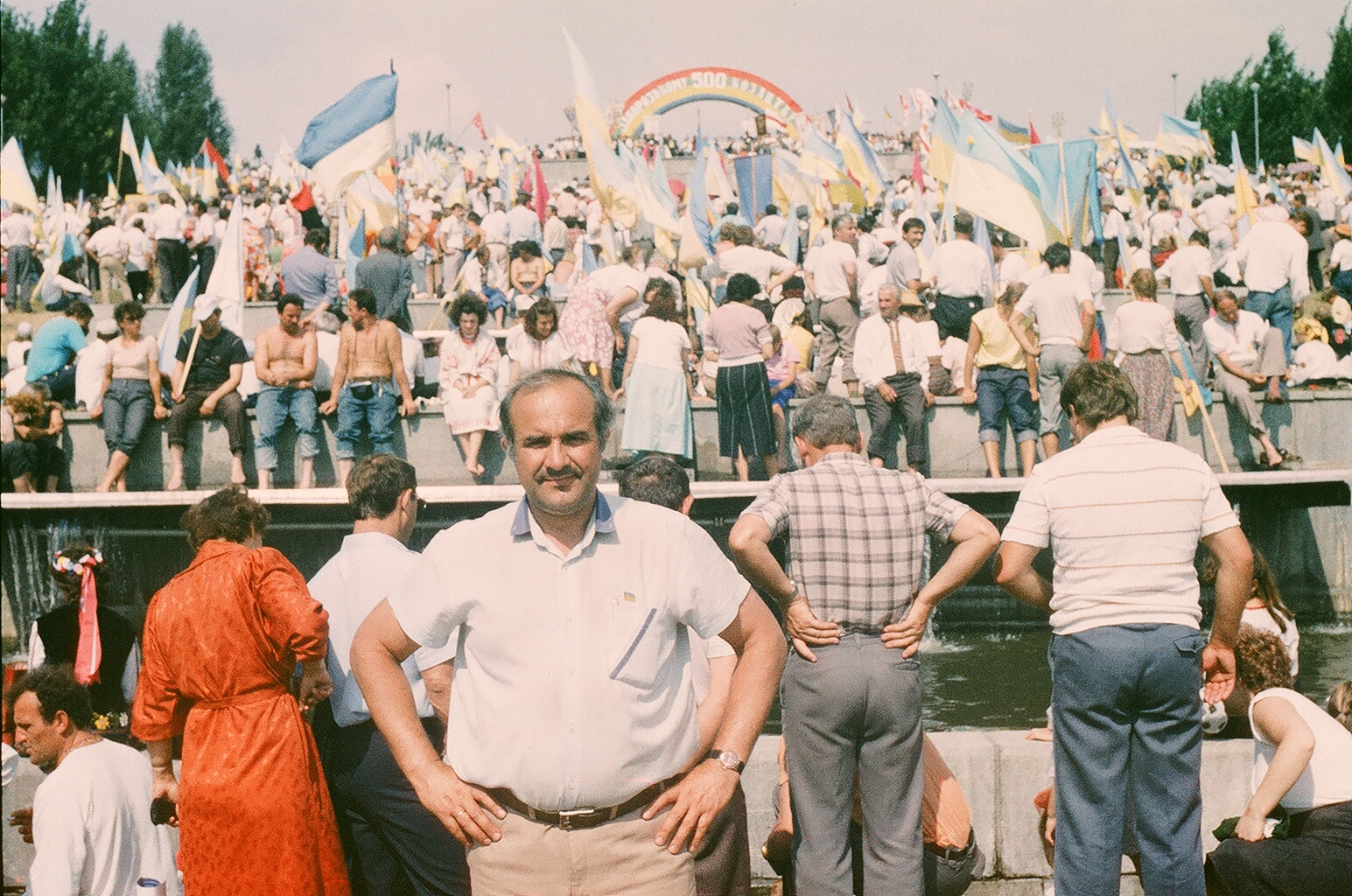
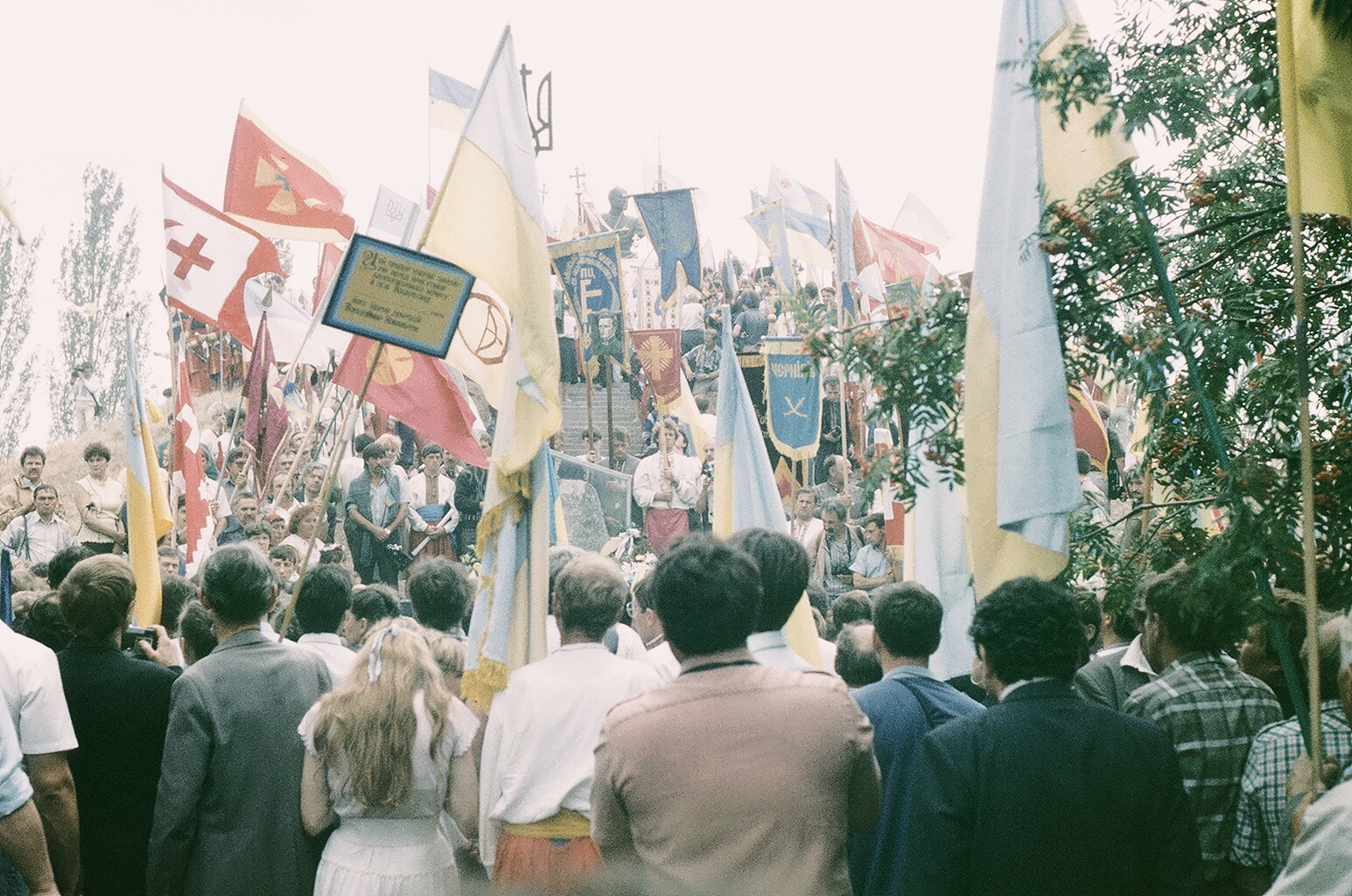
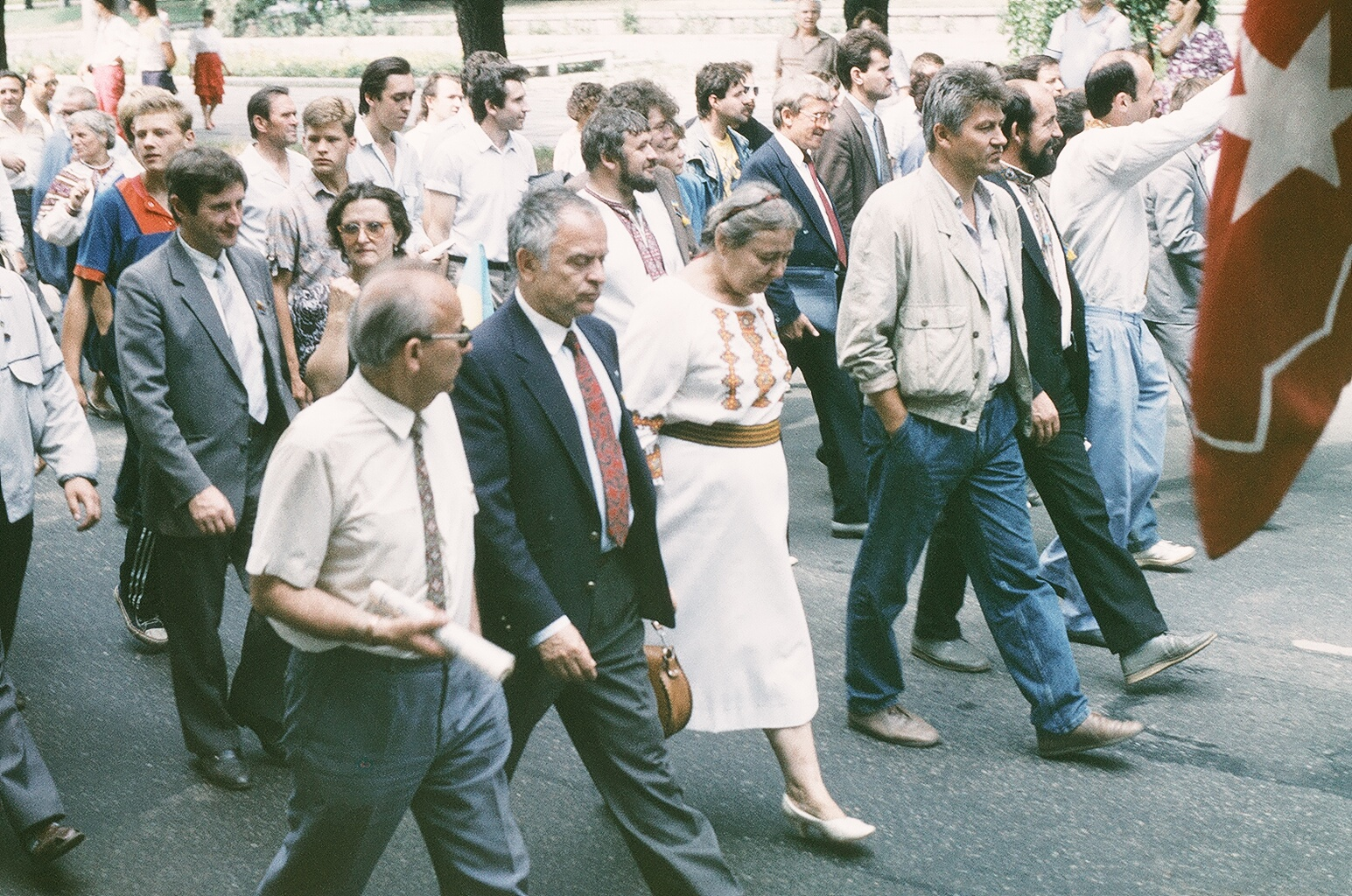
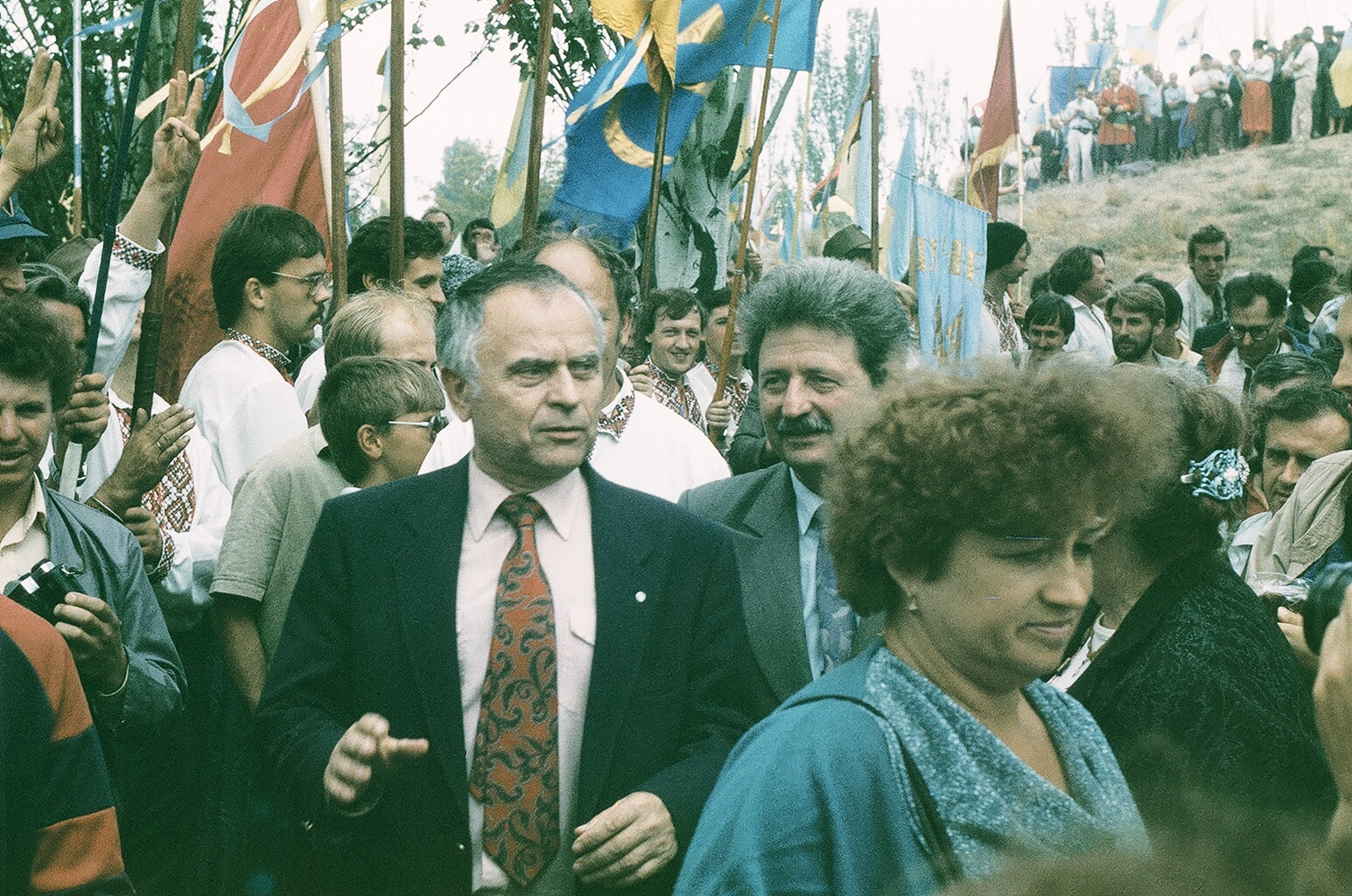
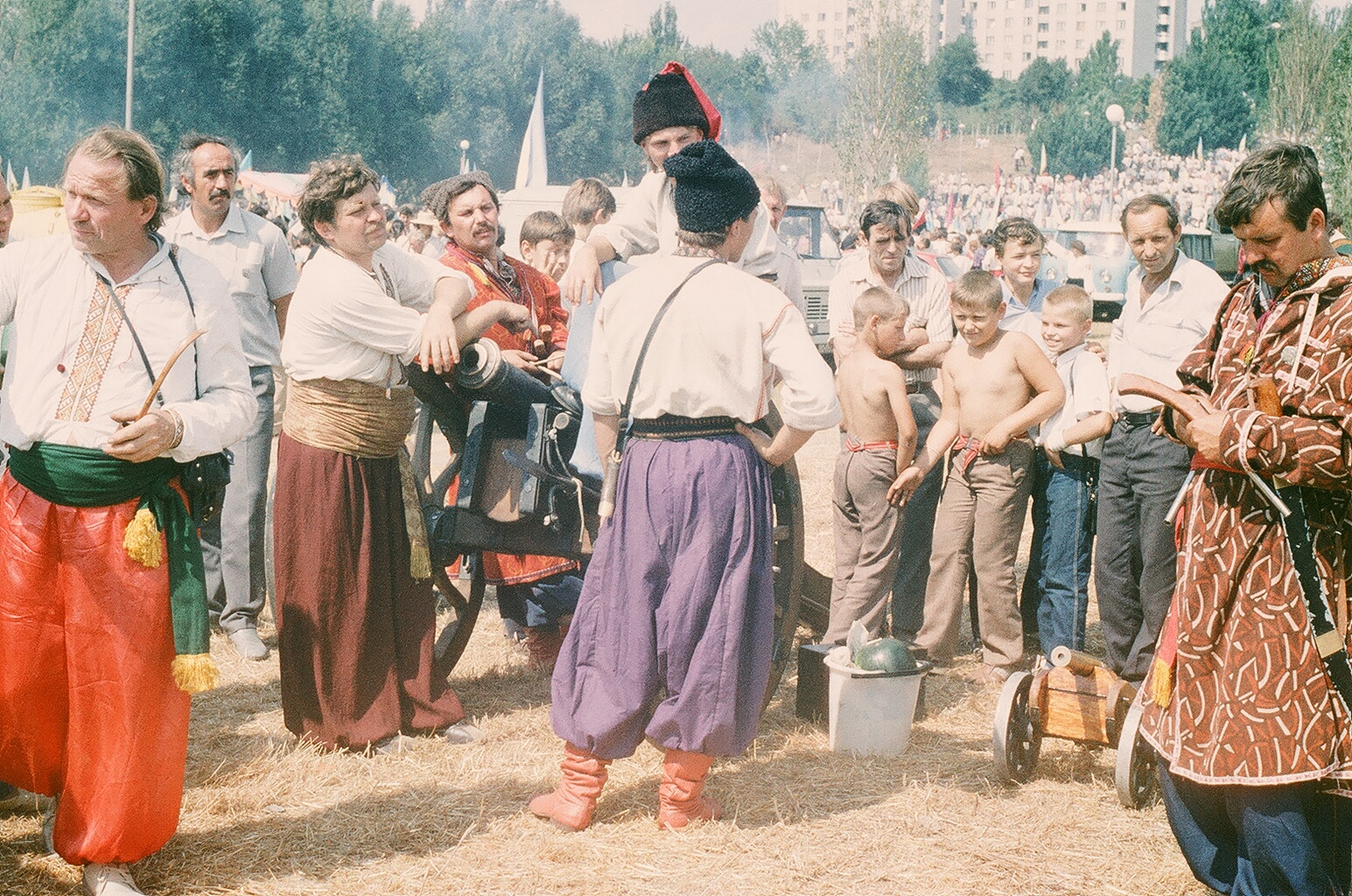
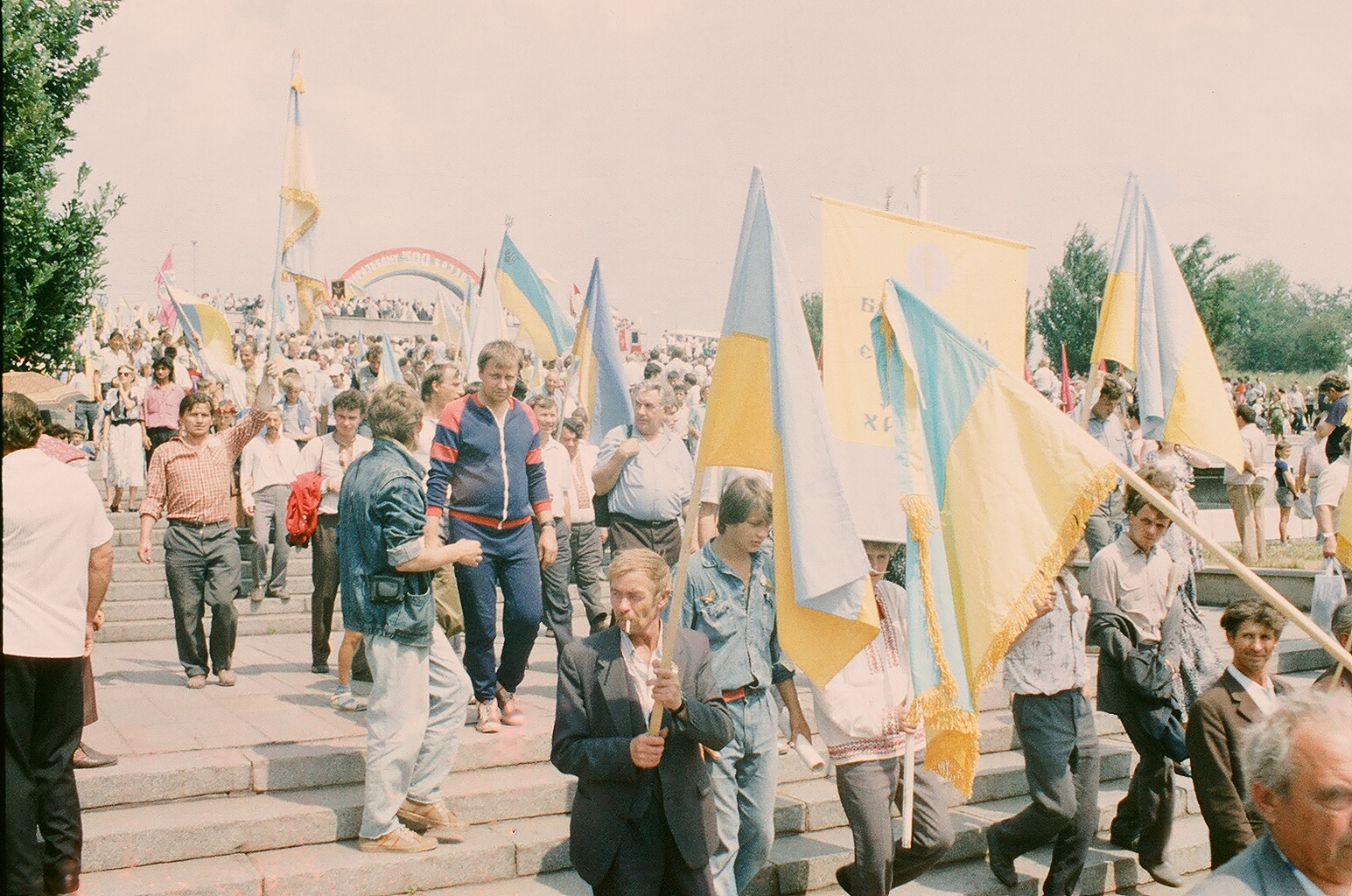
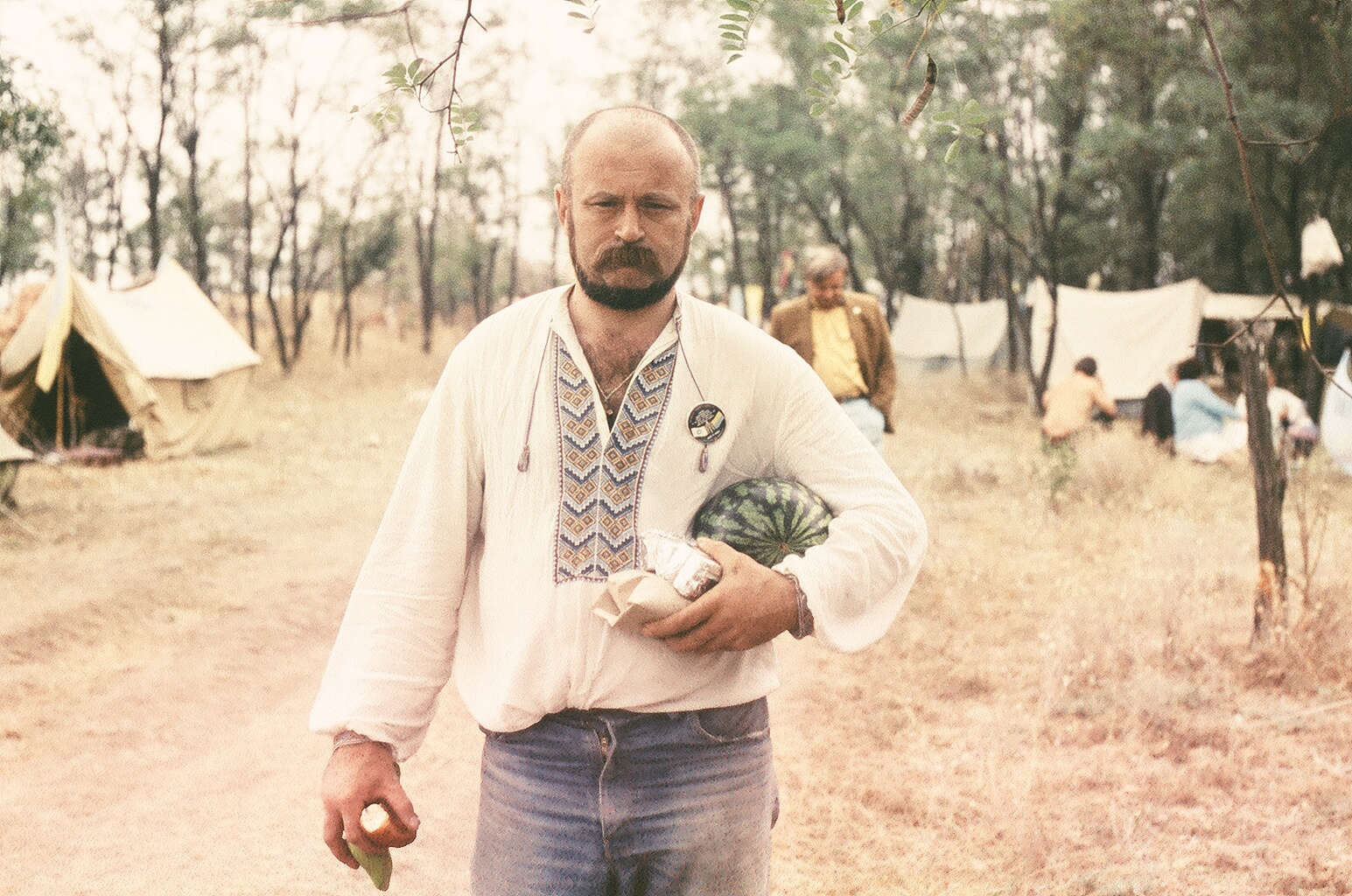
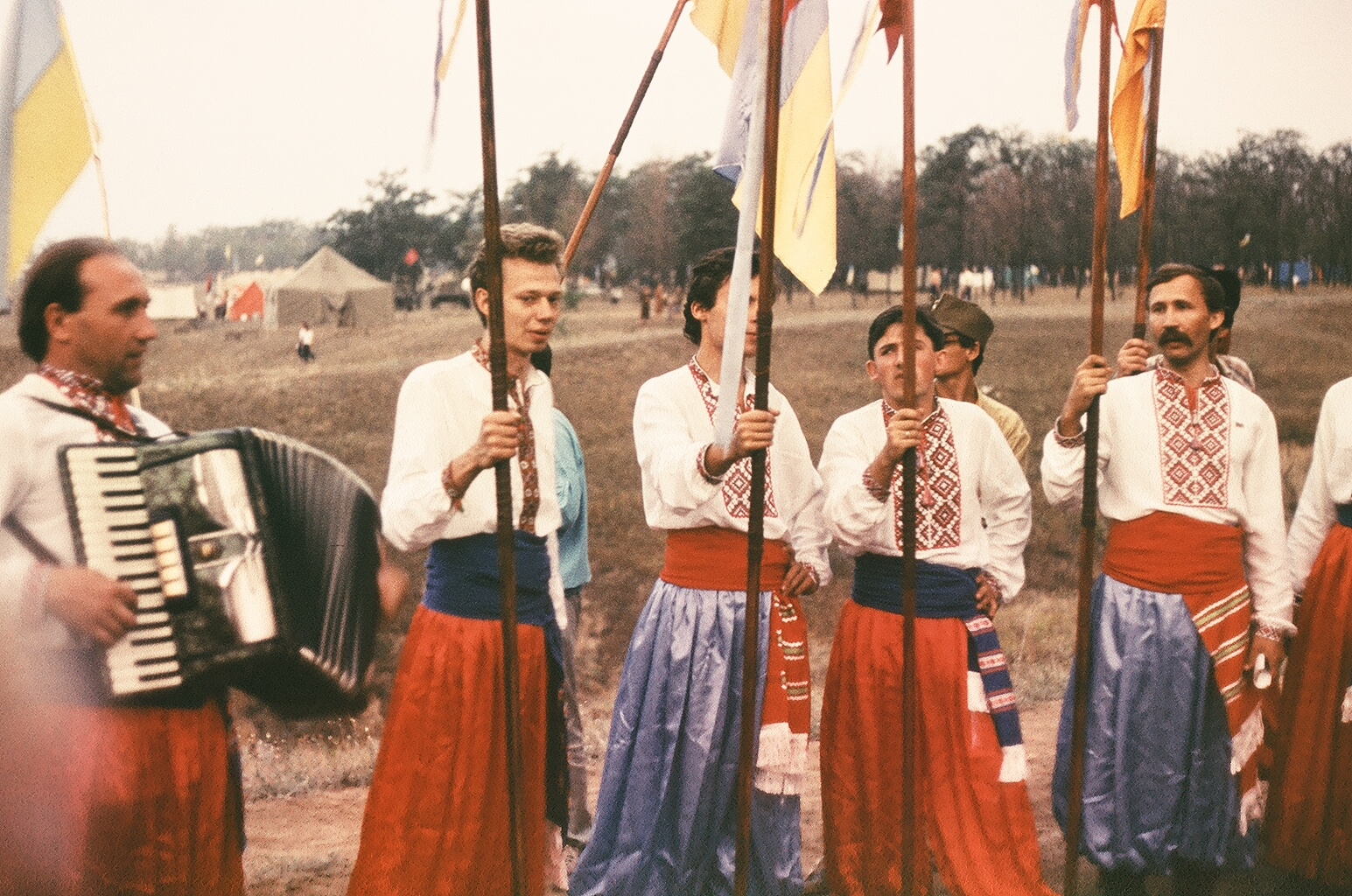
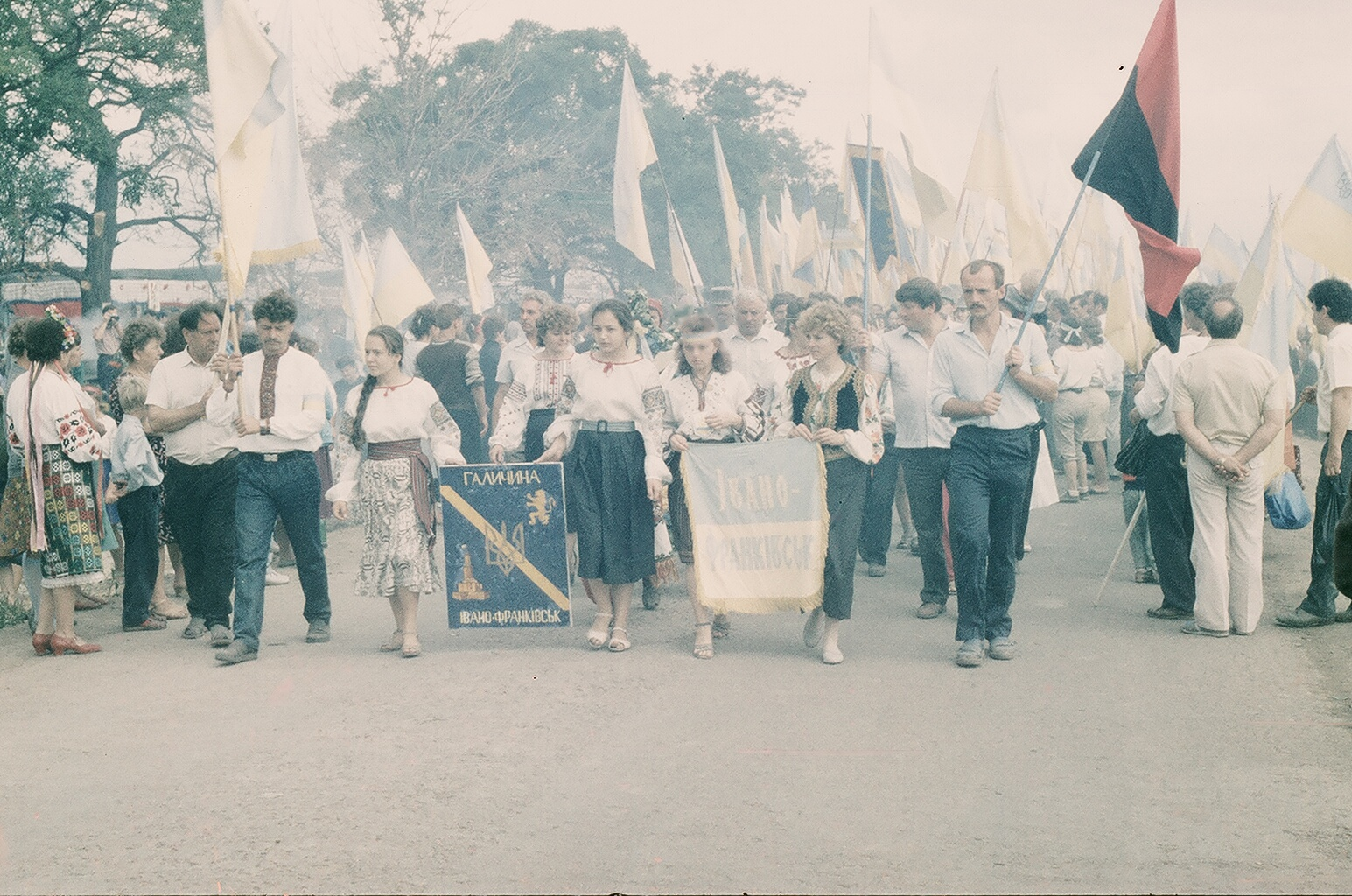
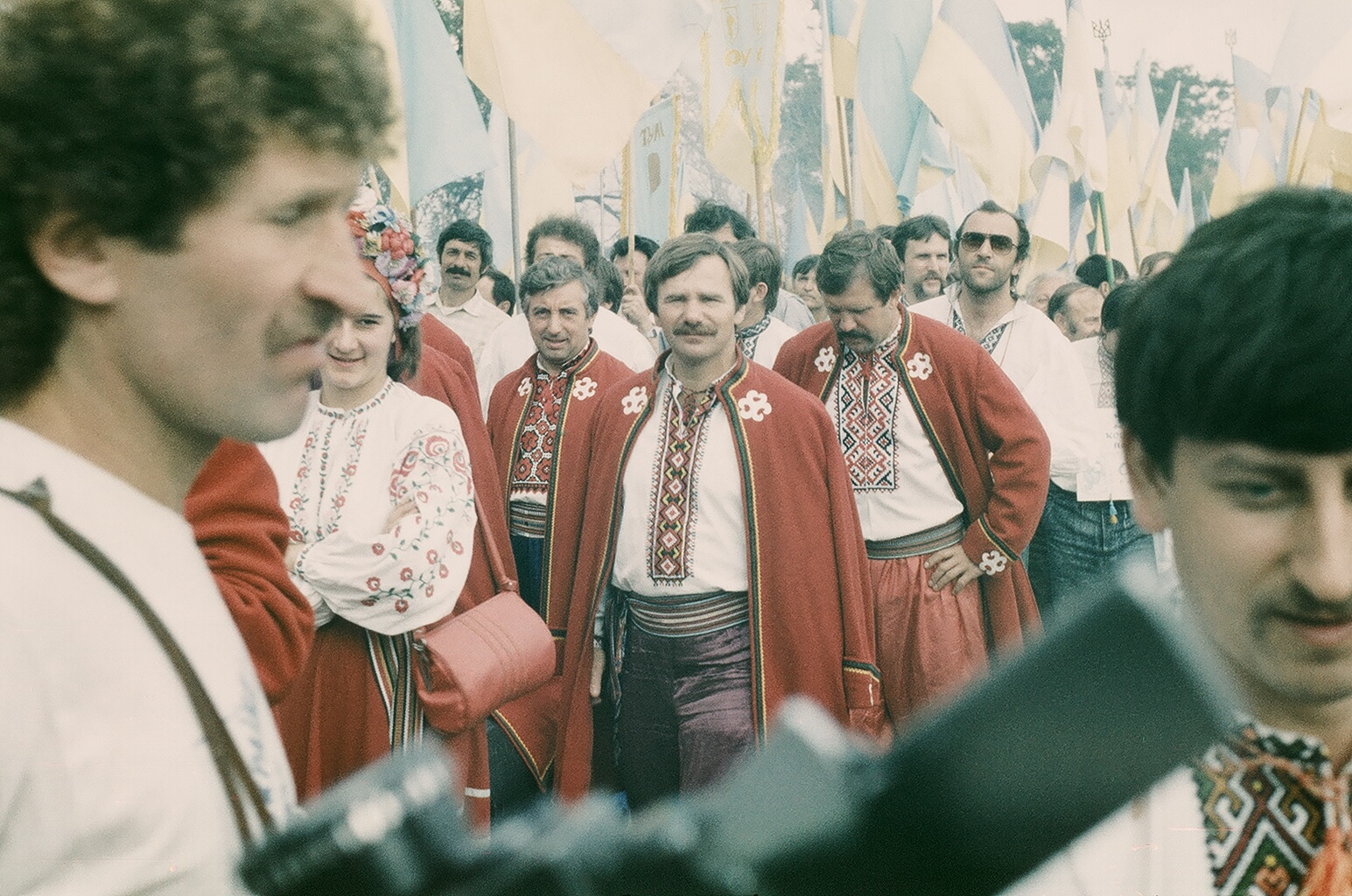
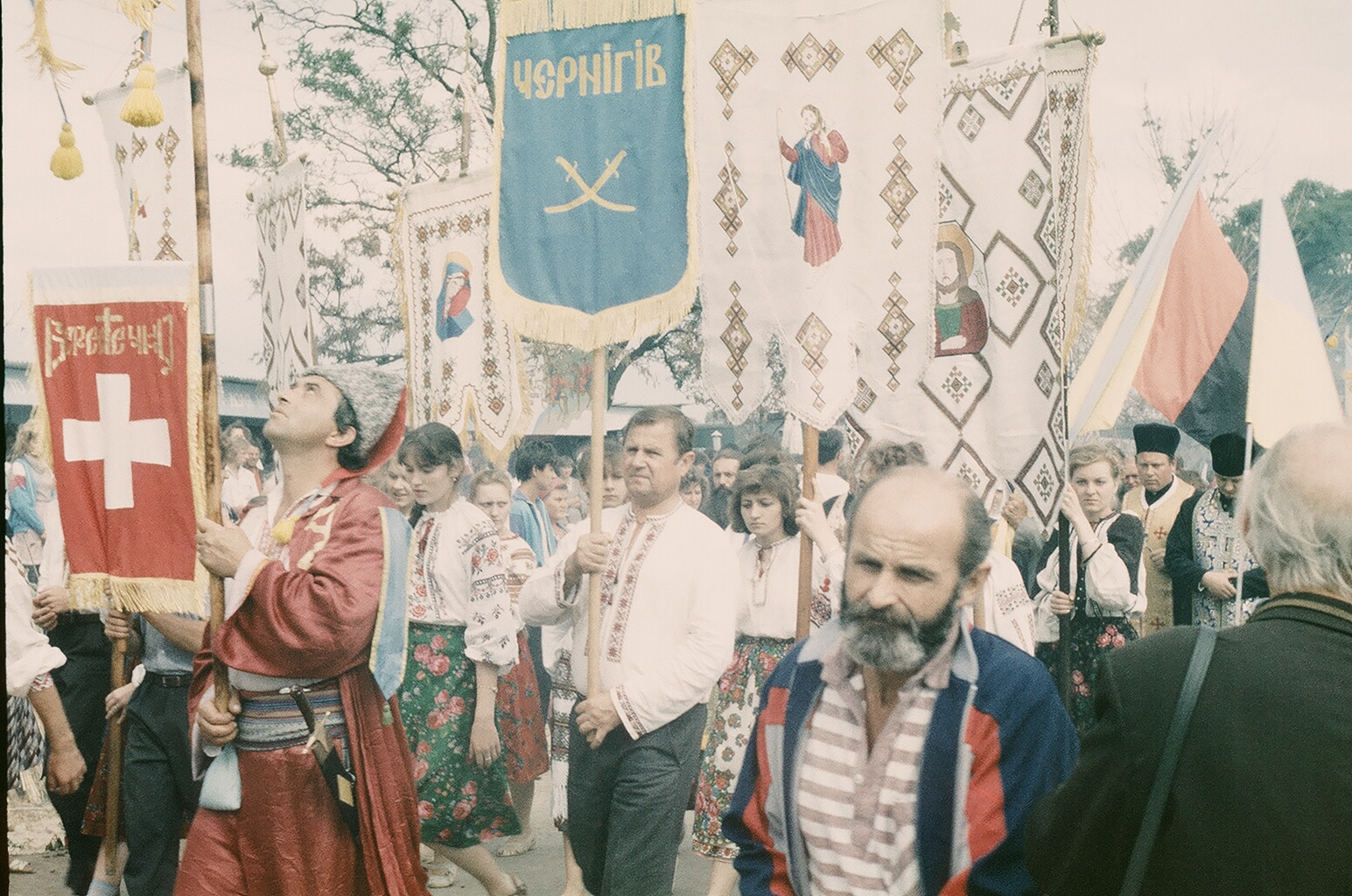
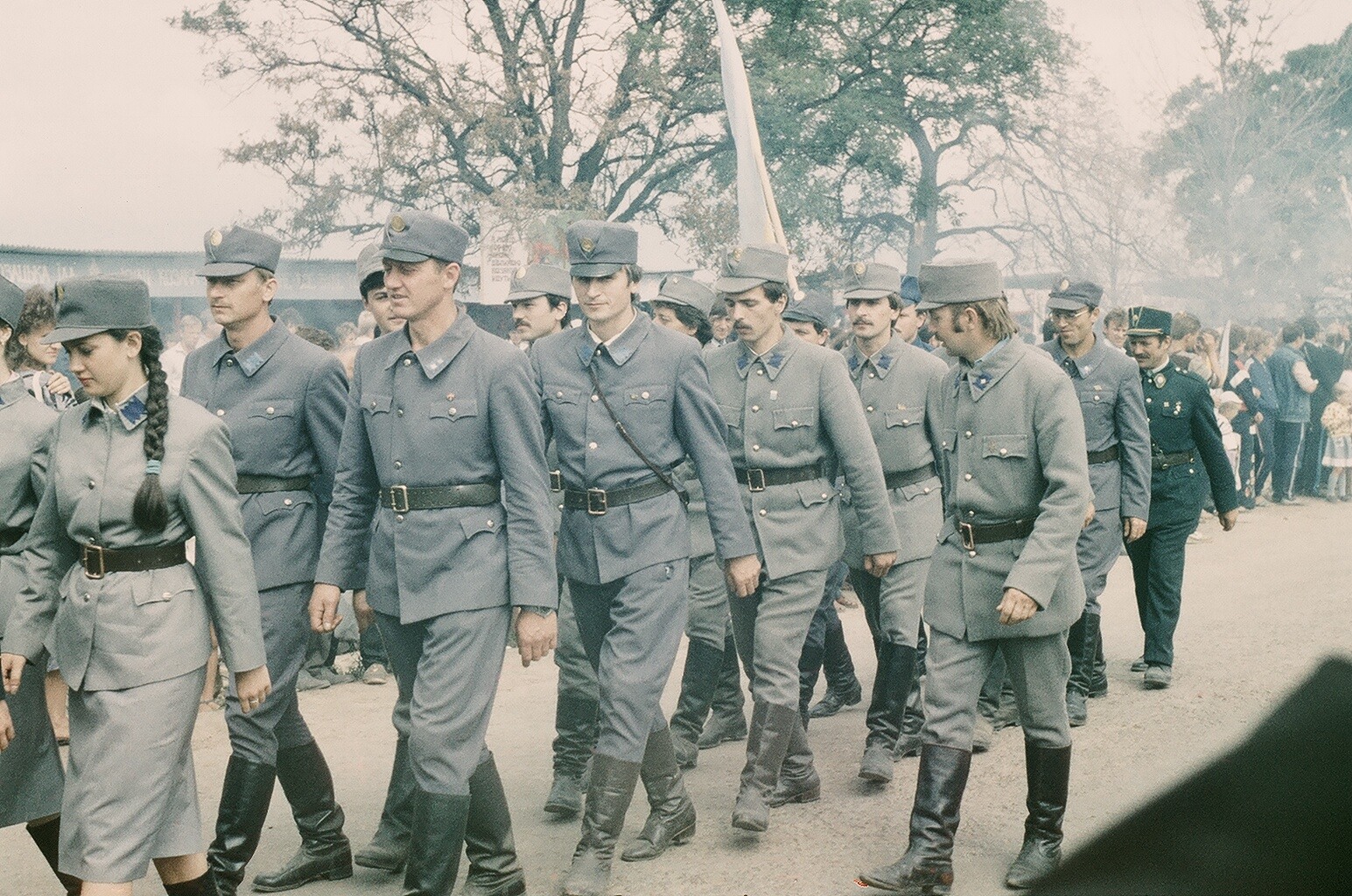
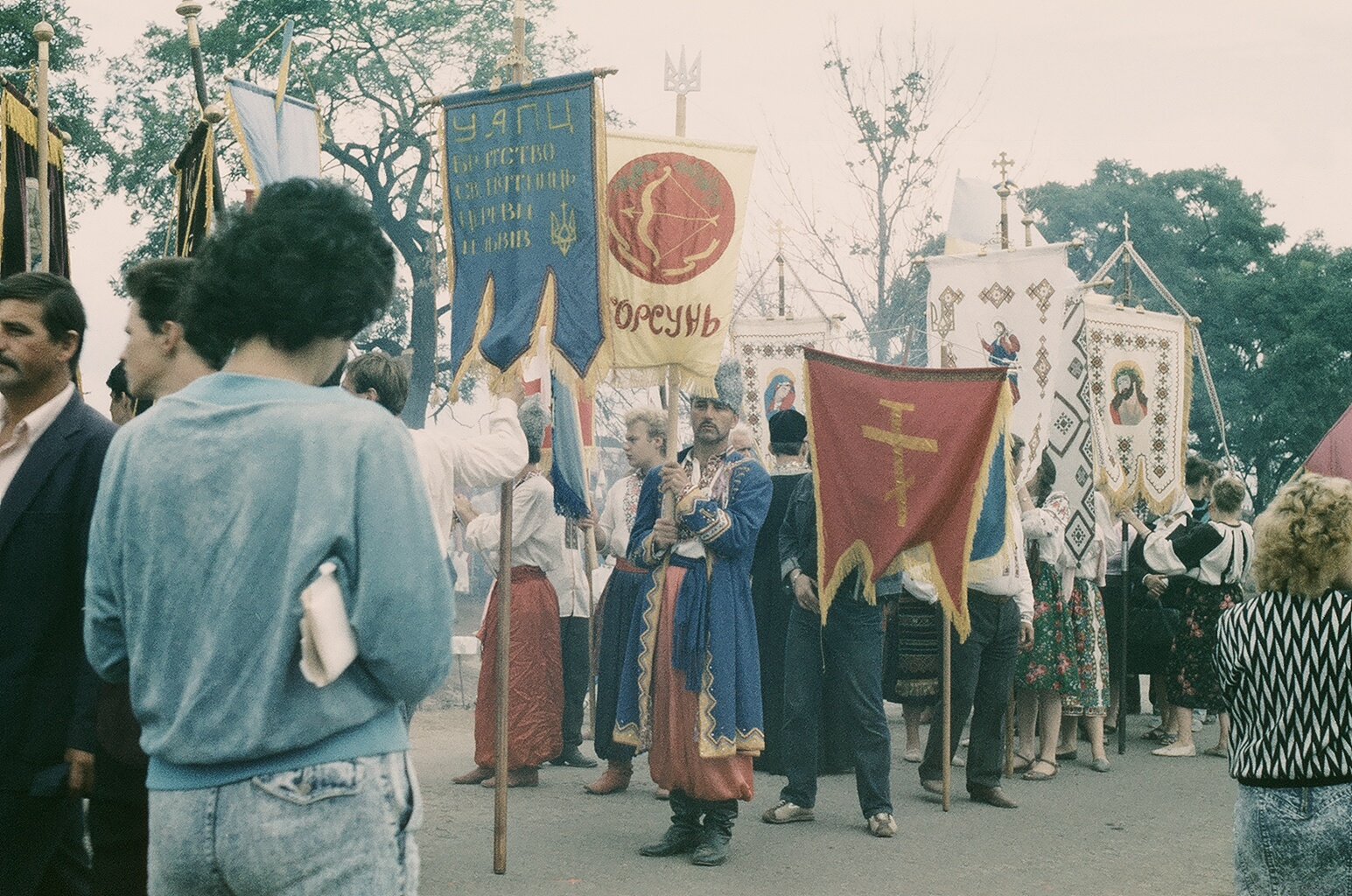
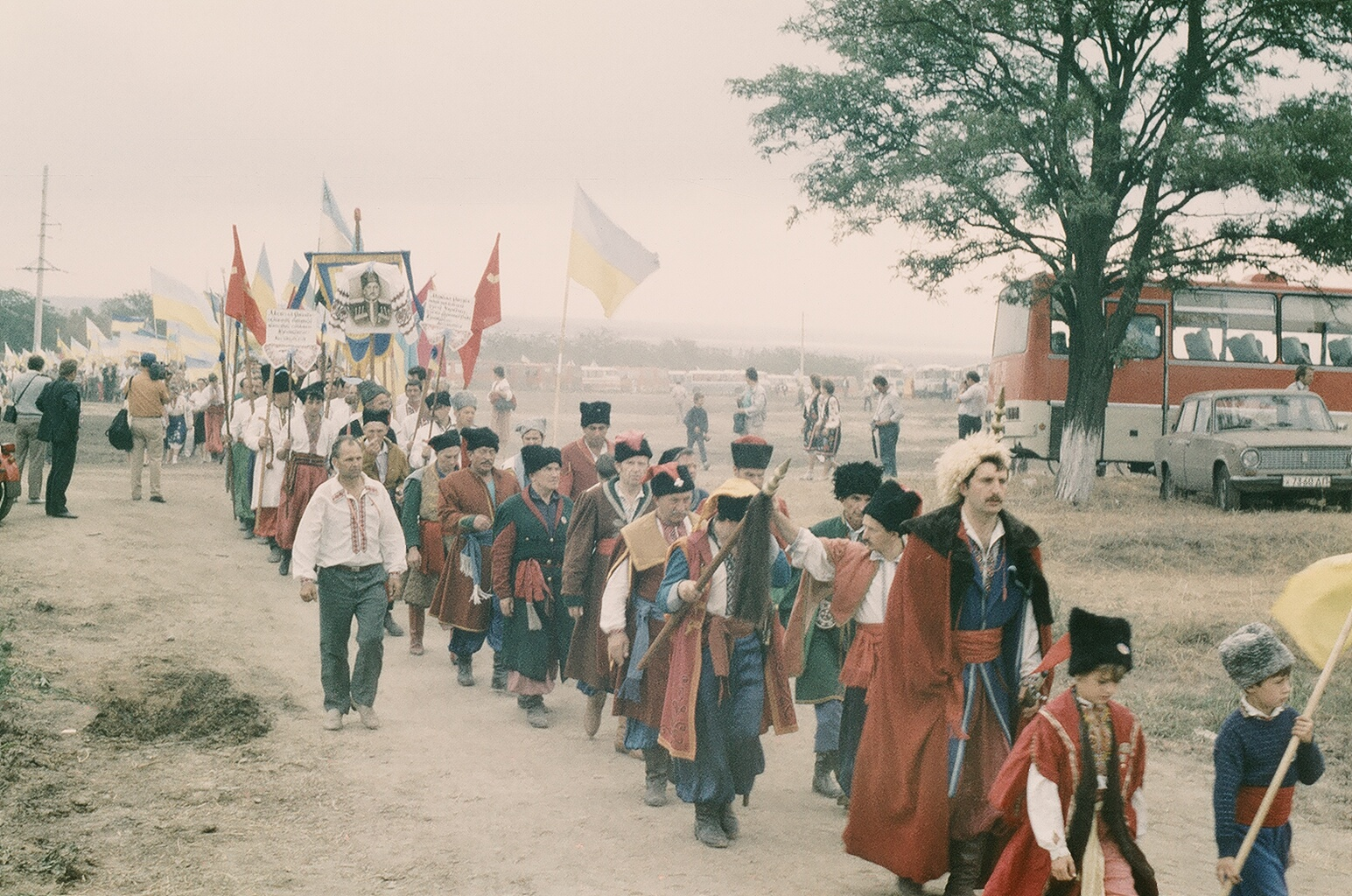
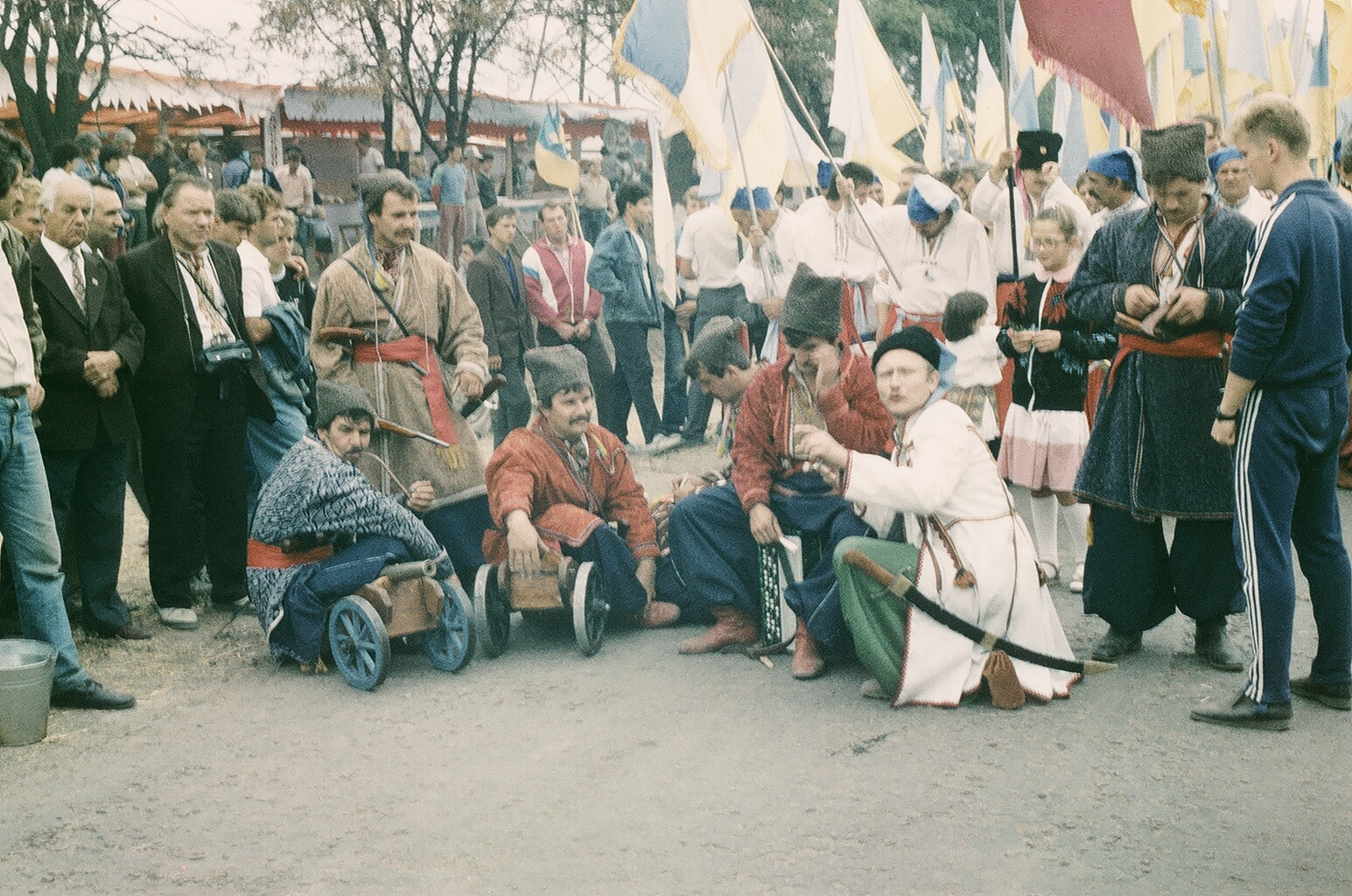
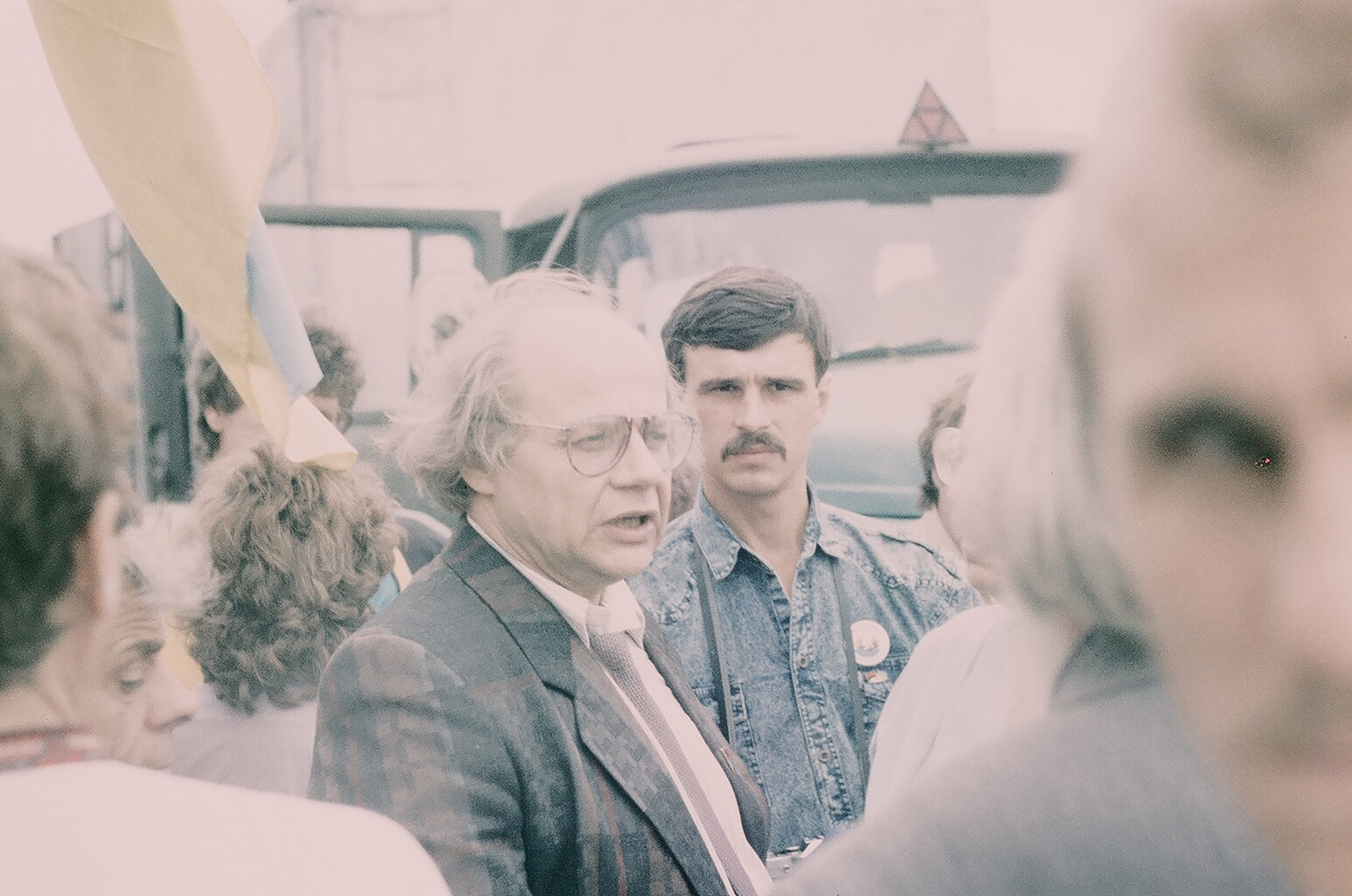
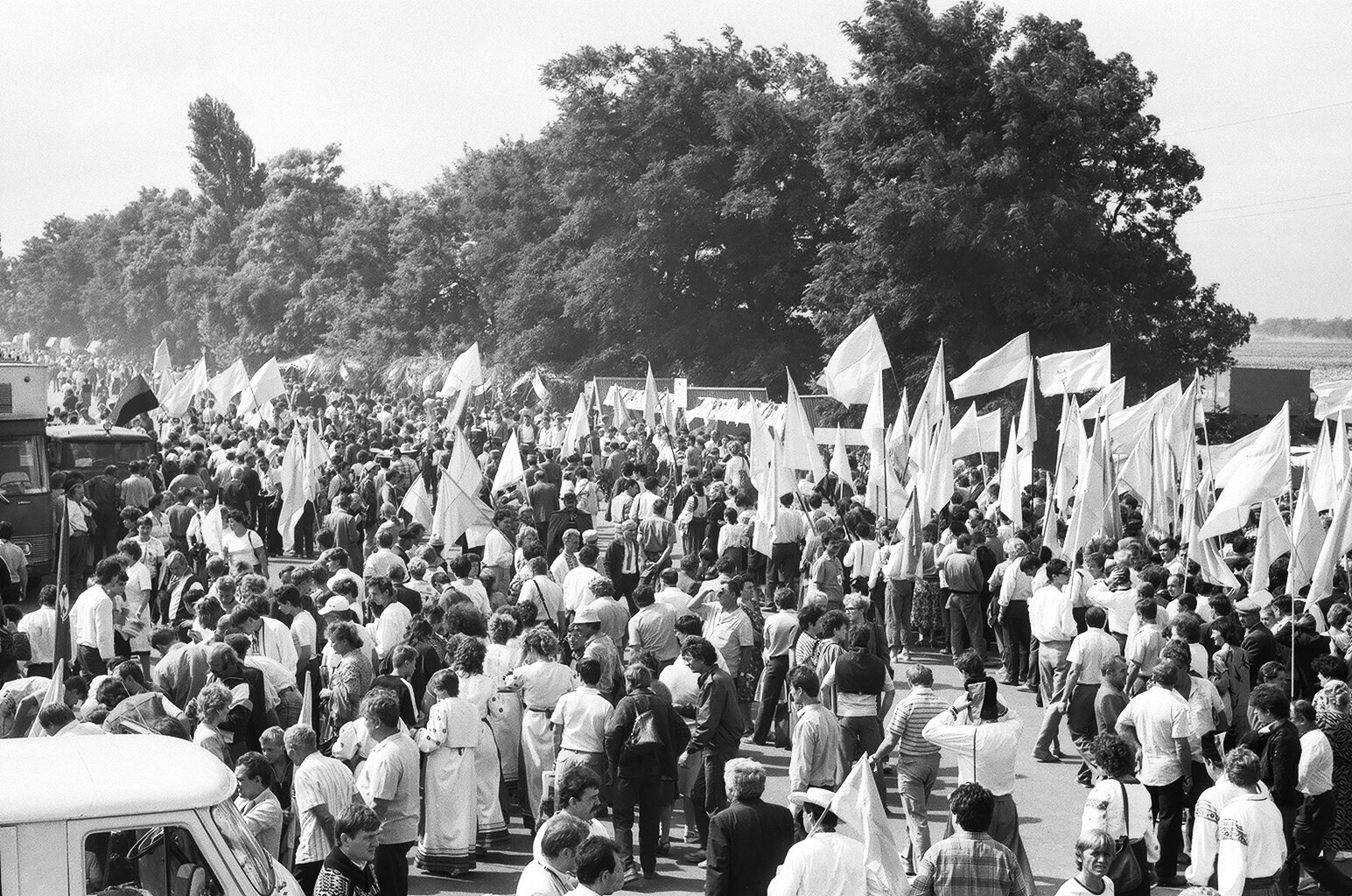
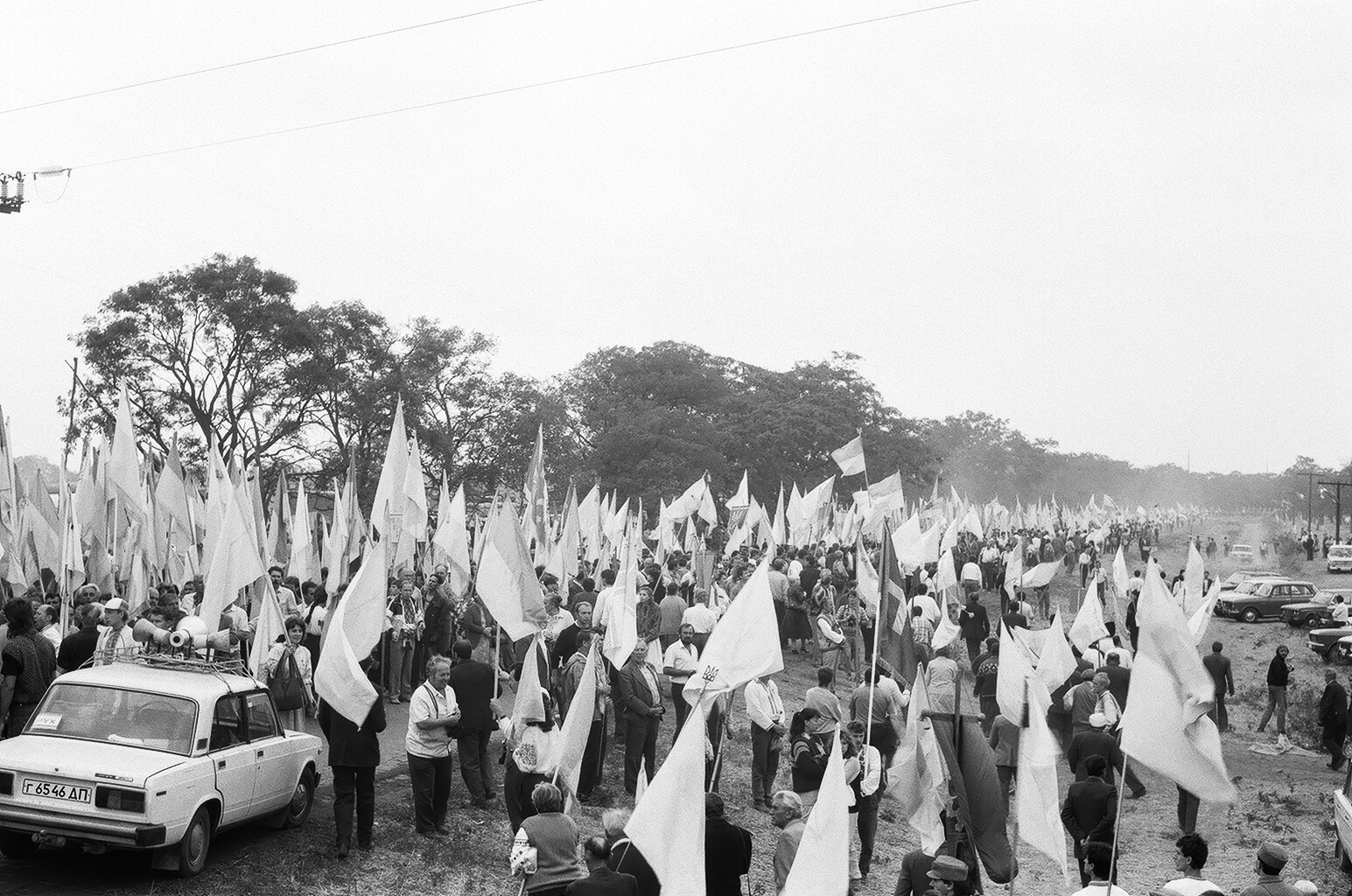
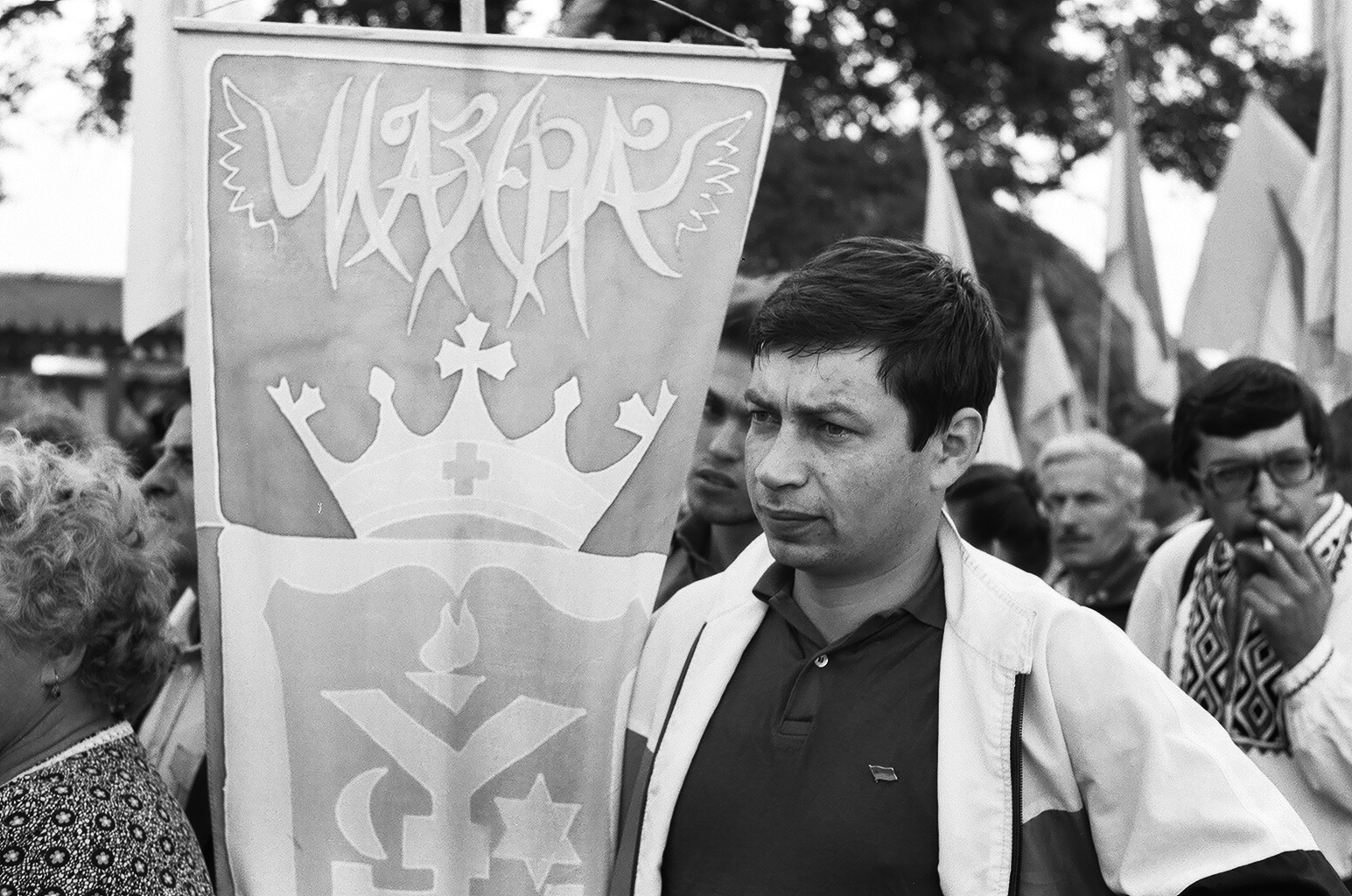
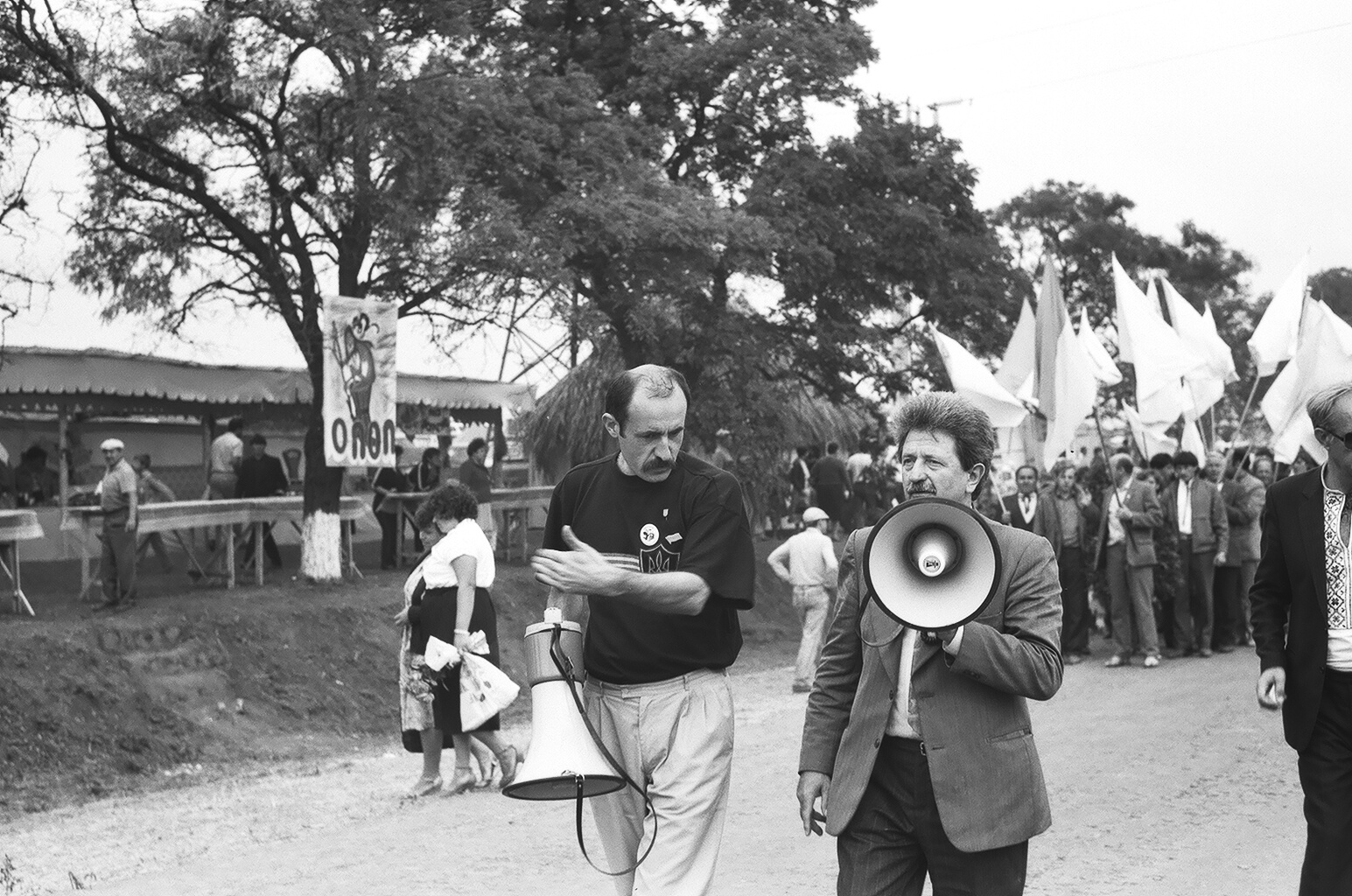
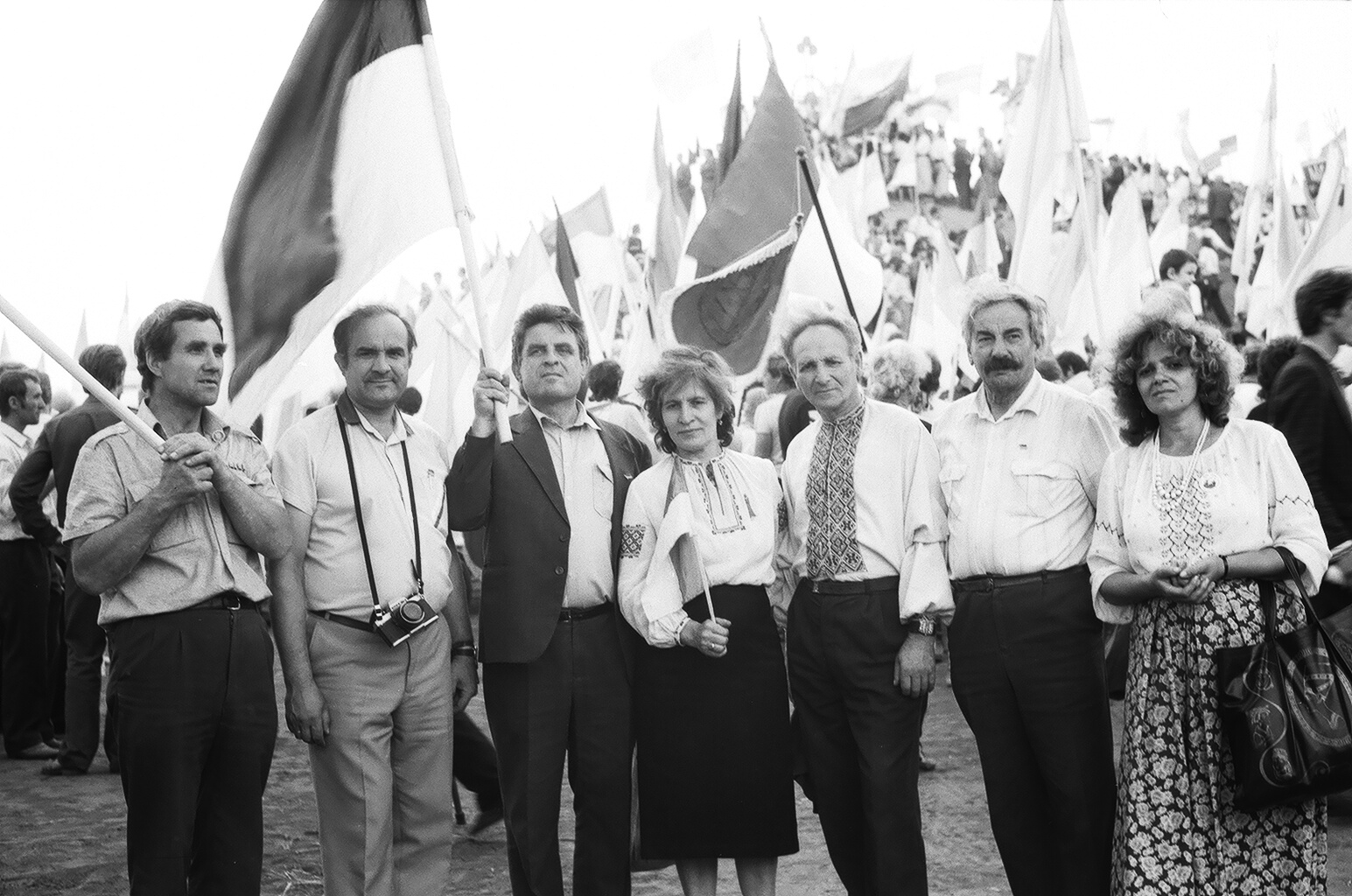
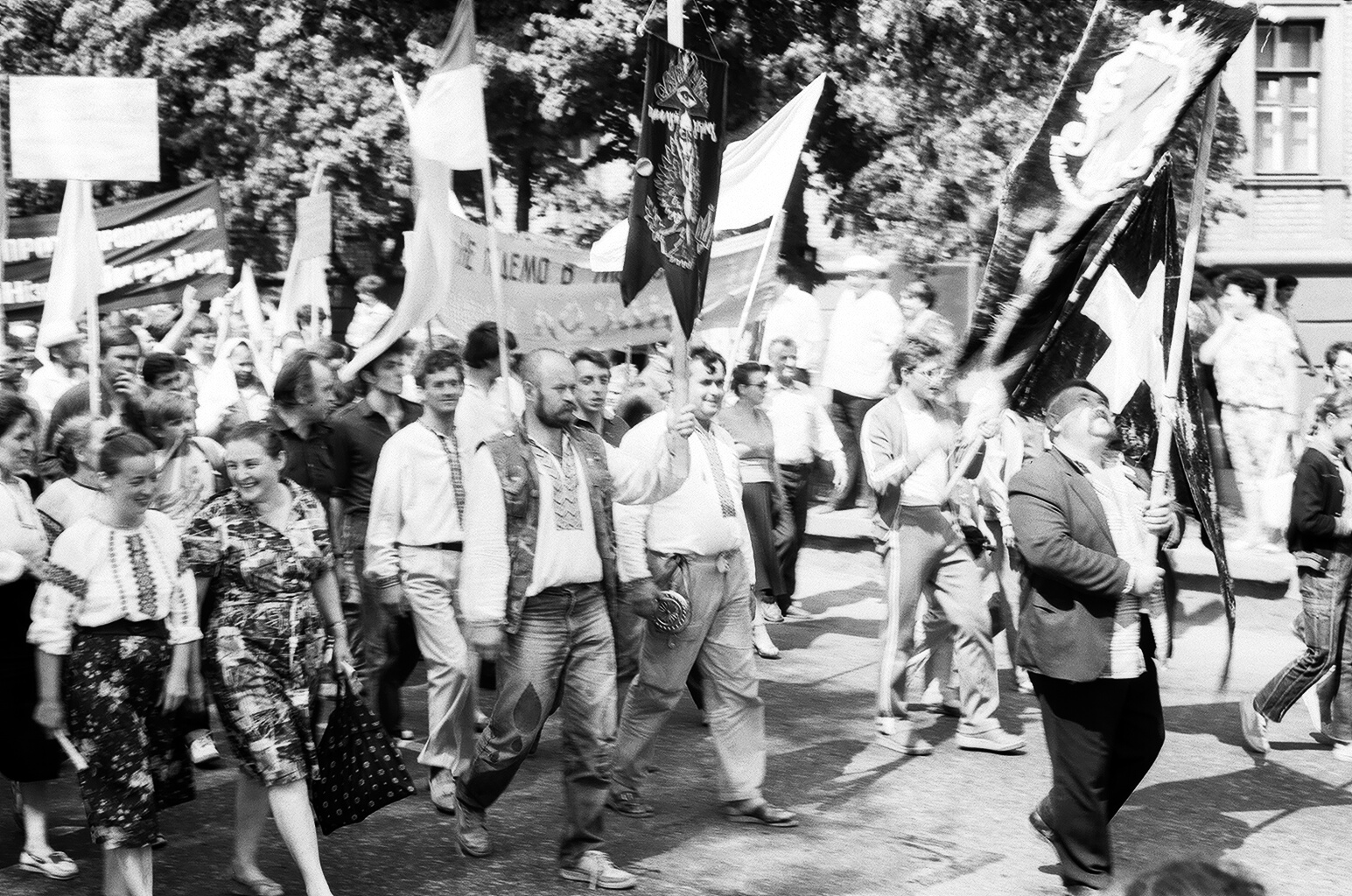
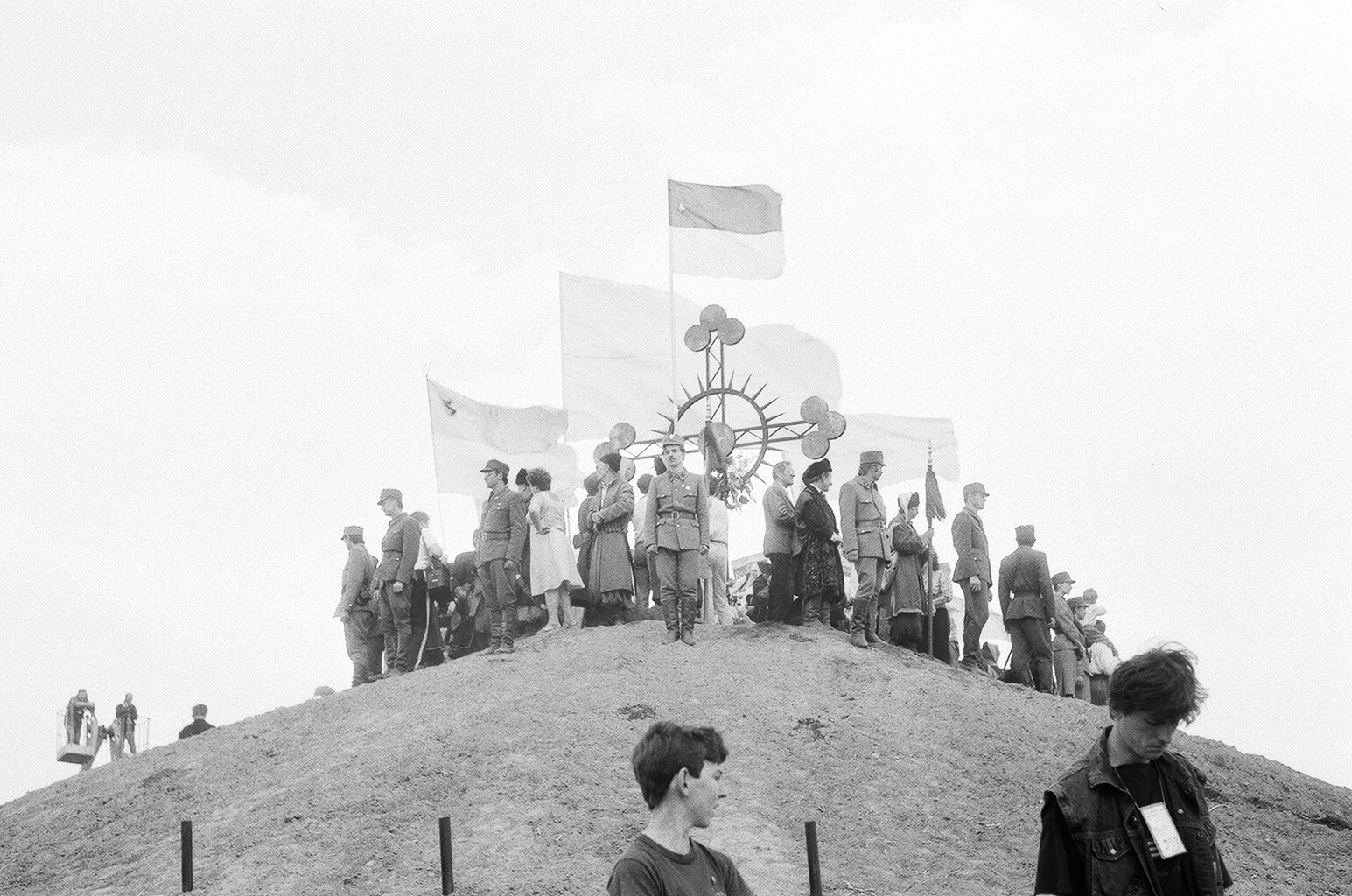
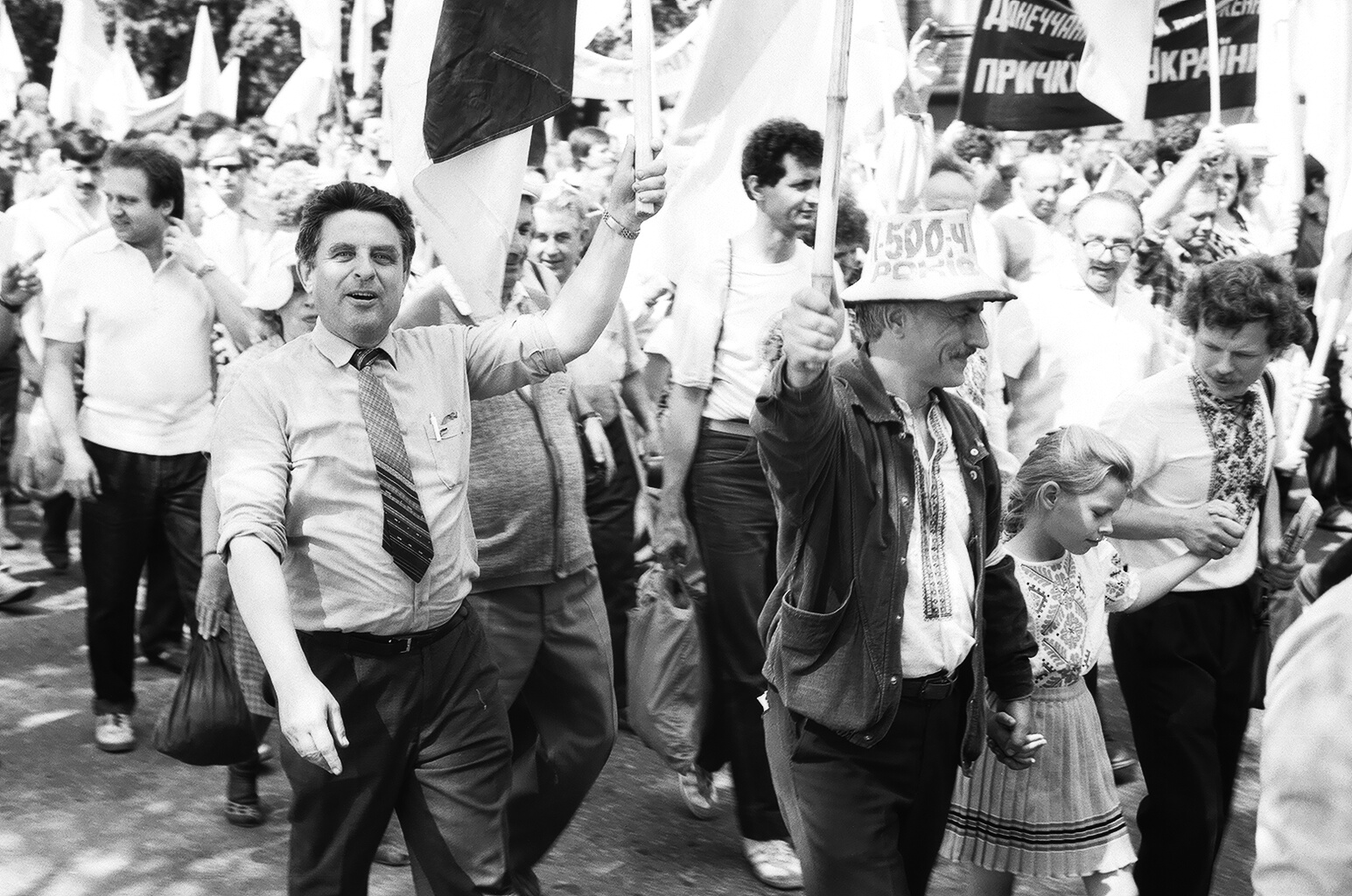
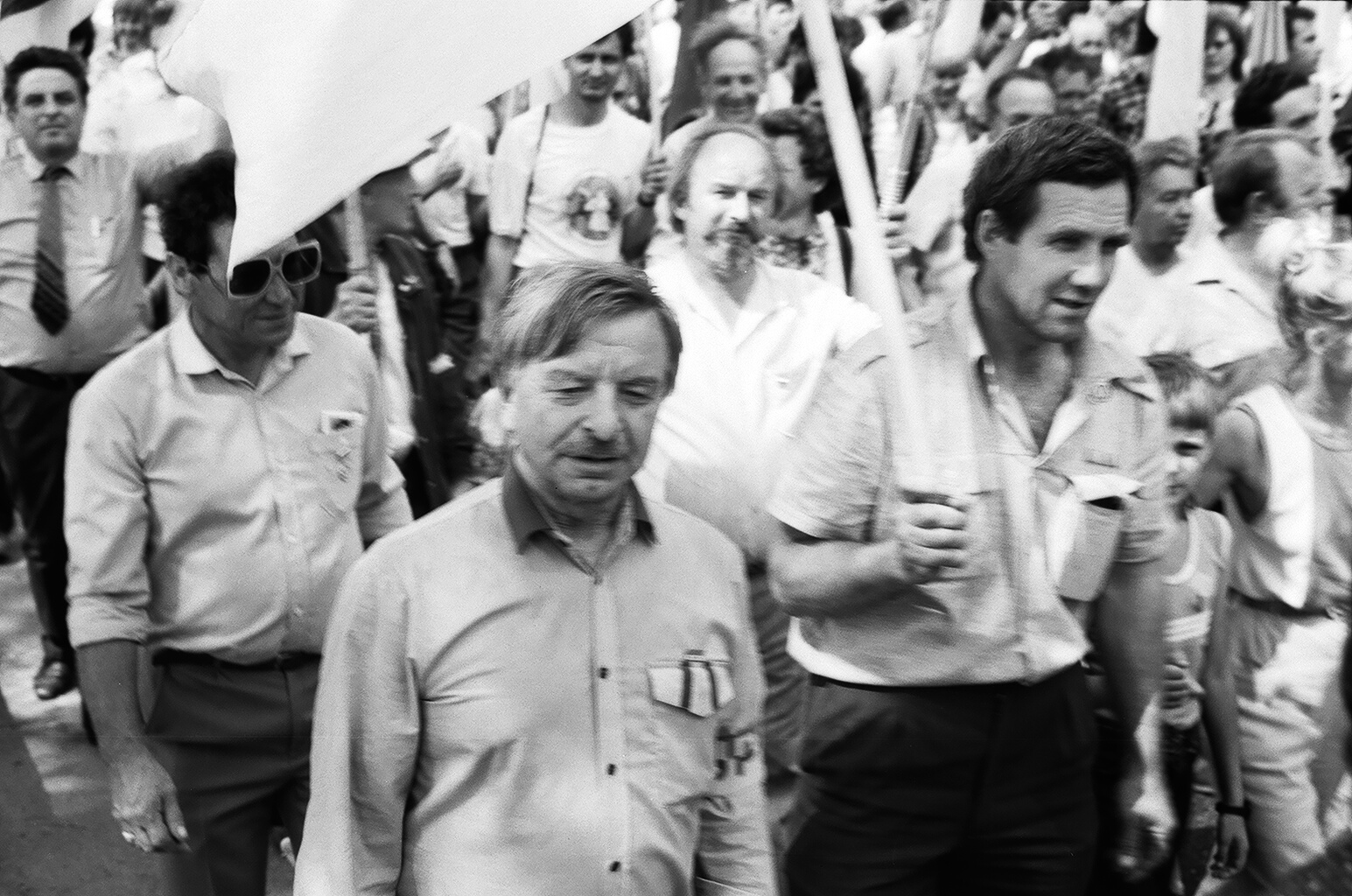
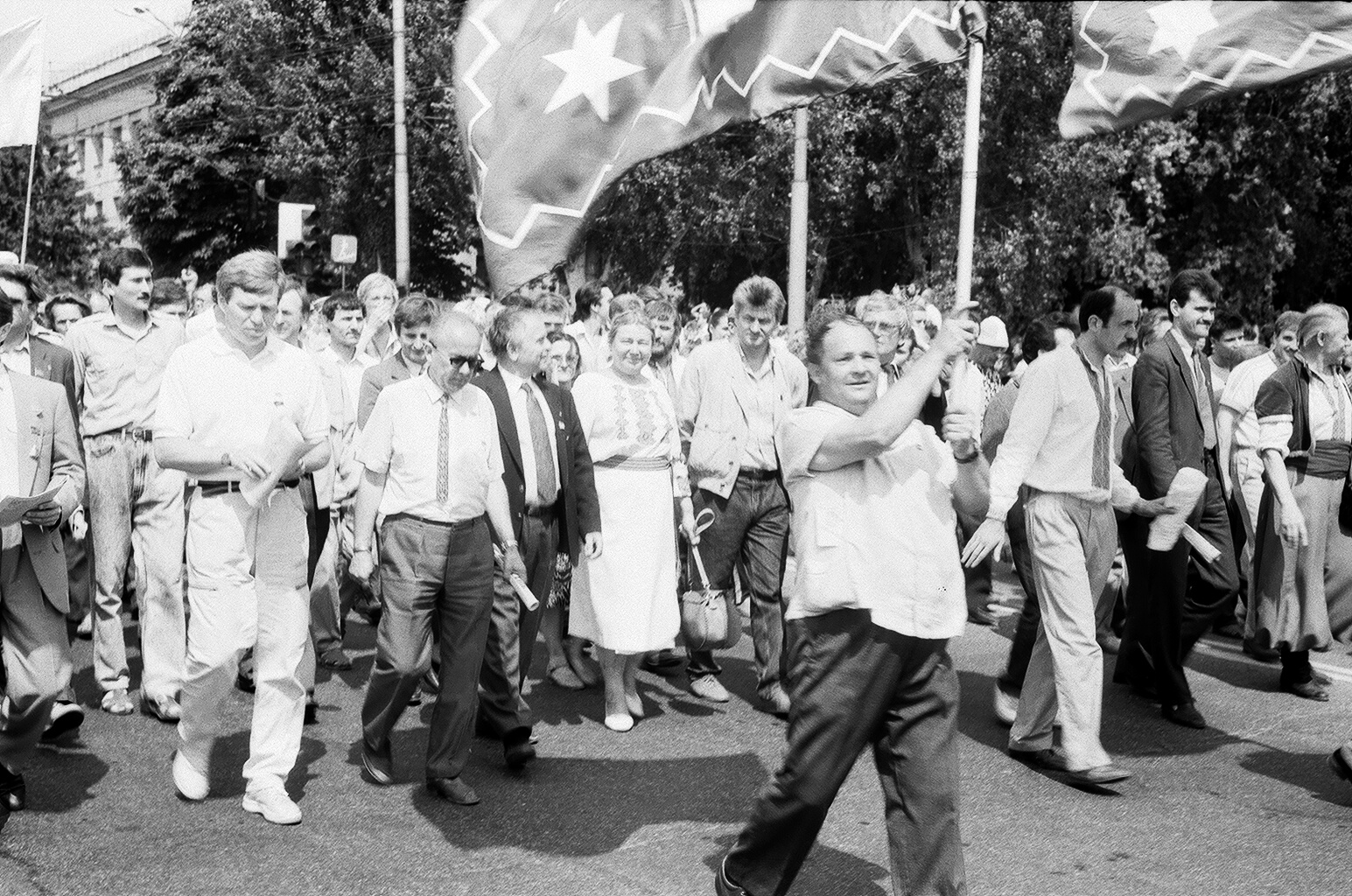
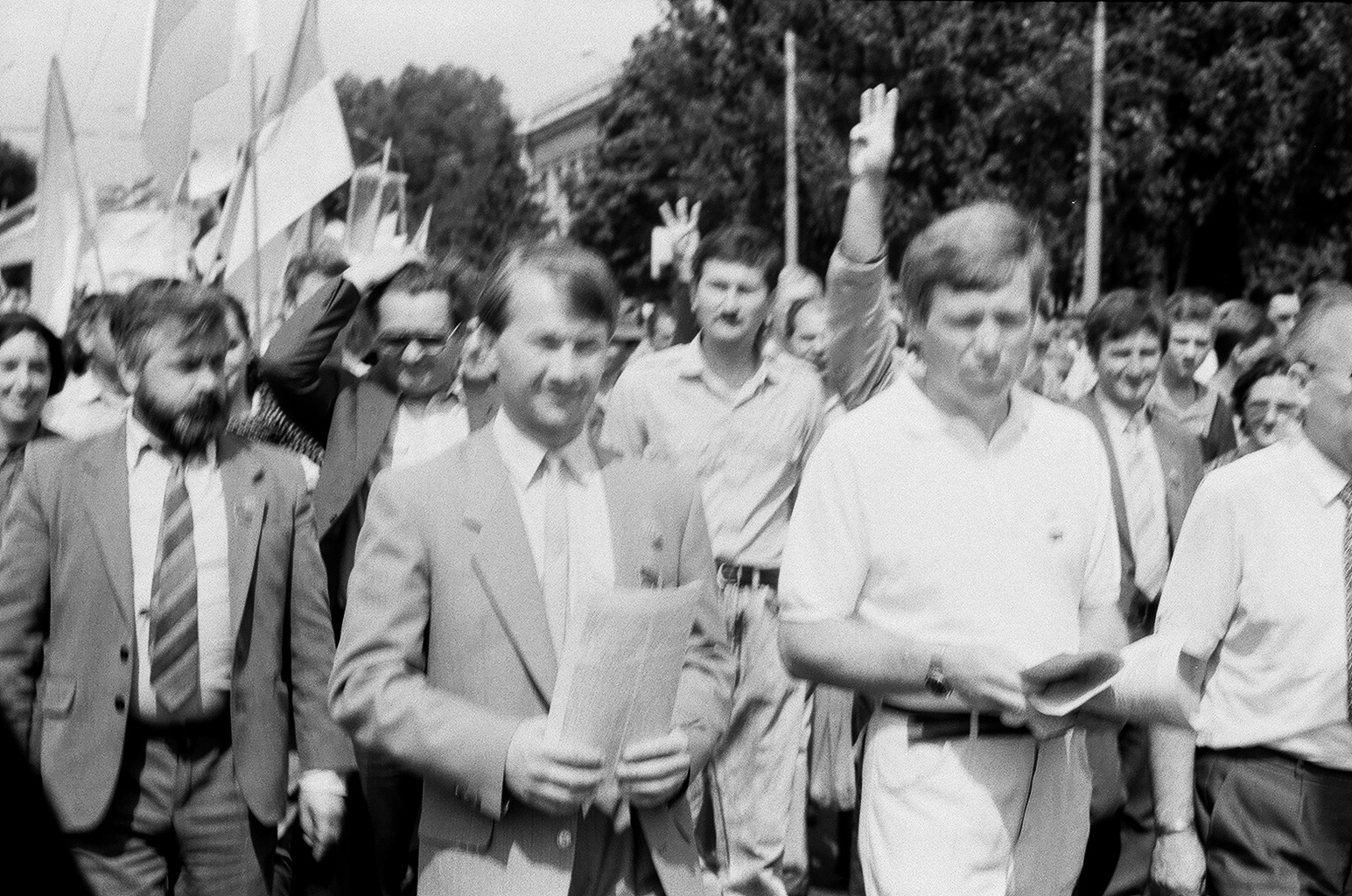
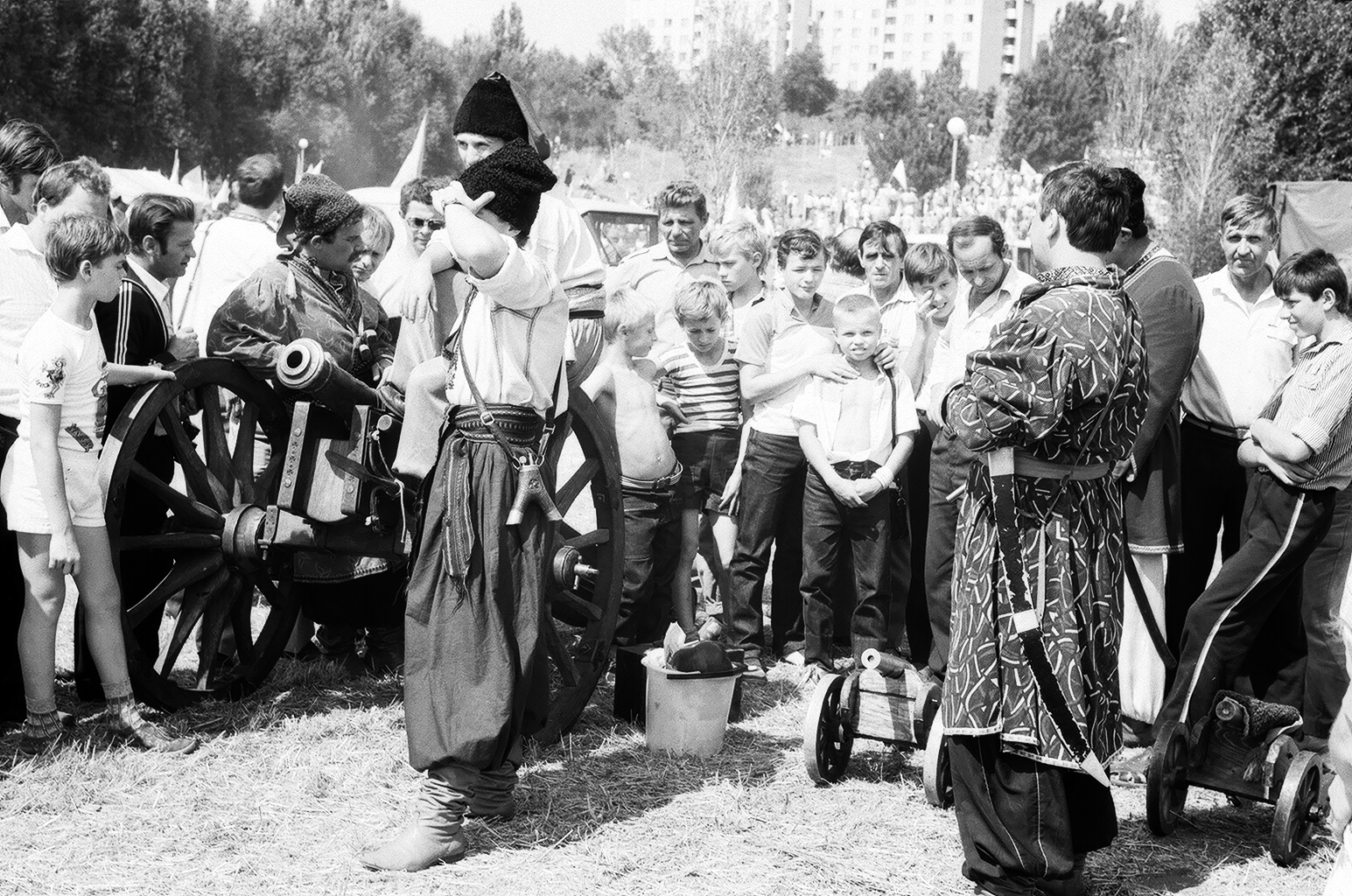

## Світлини Донецької делегації

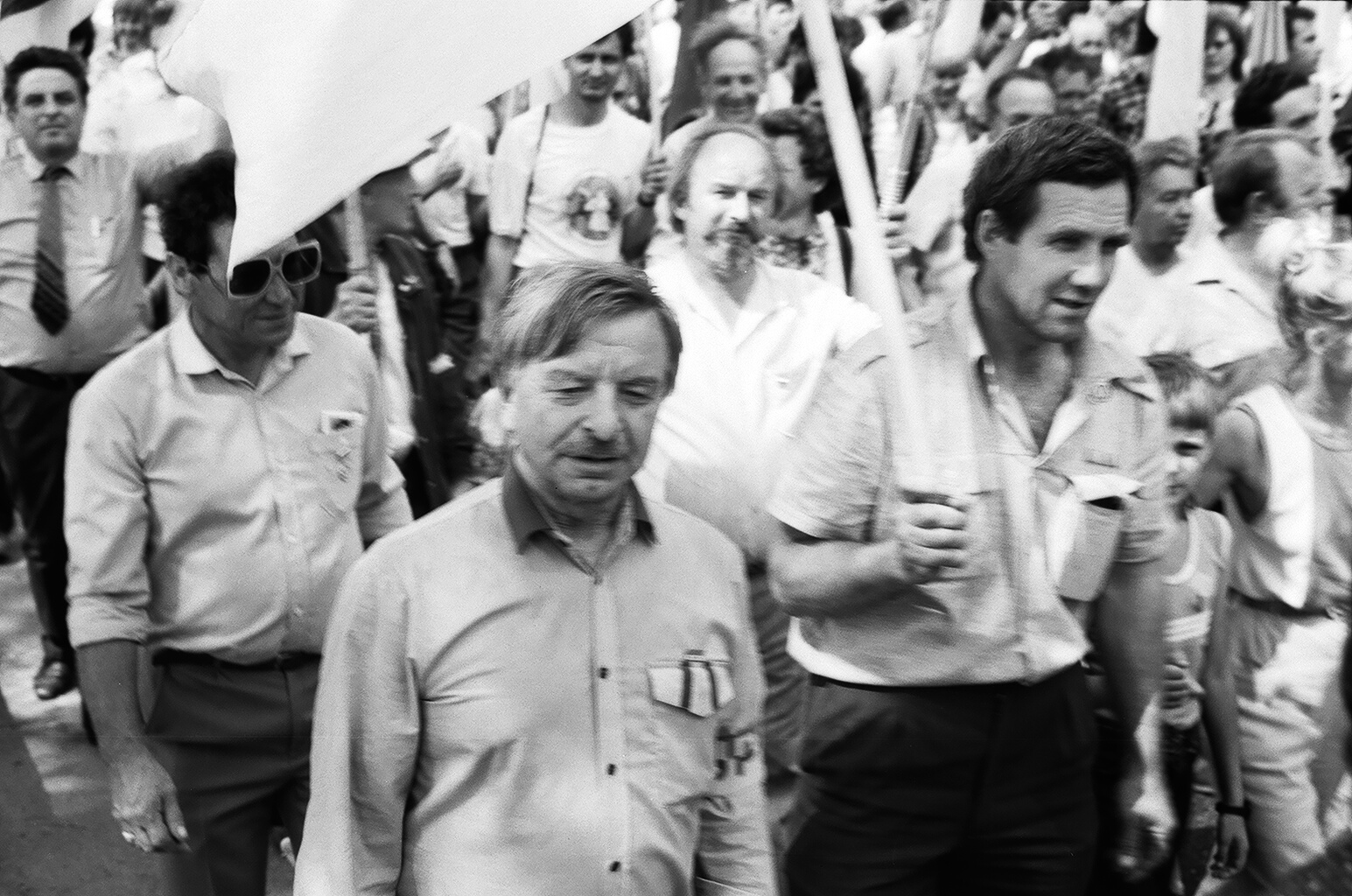
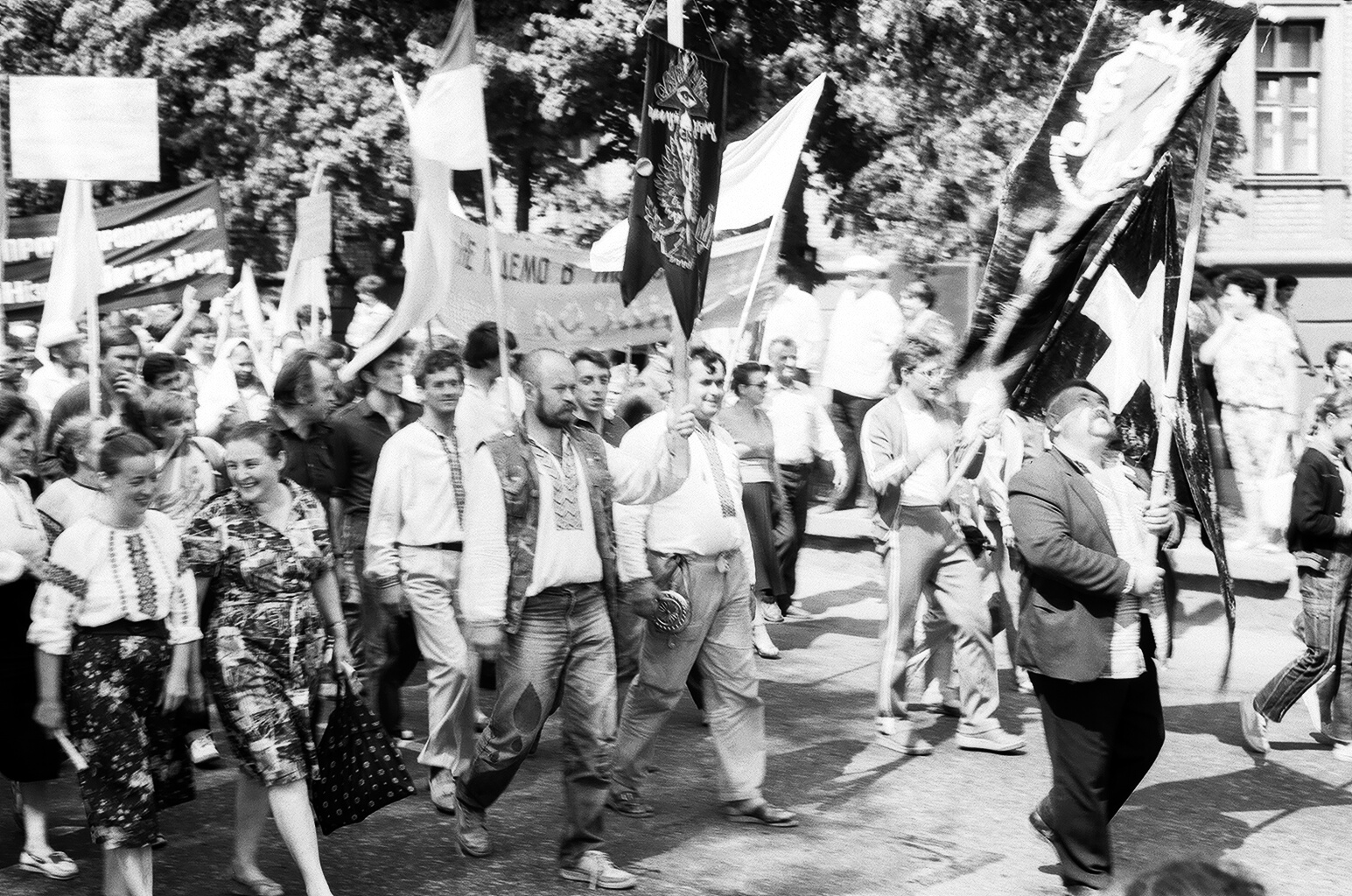
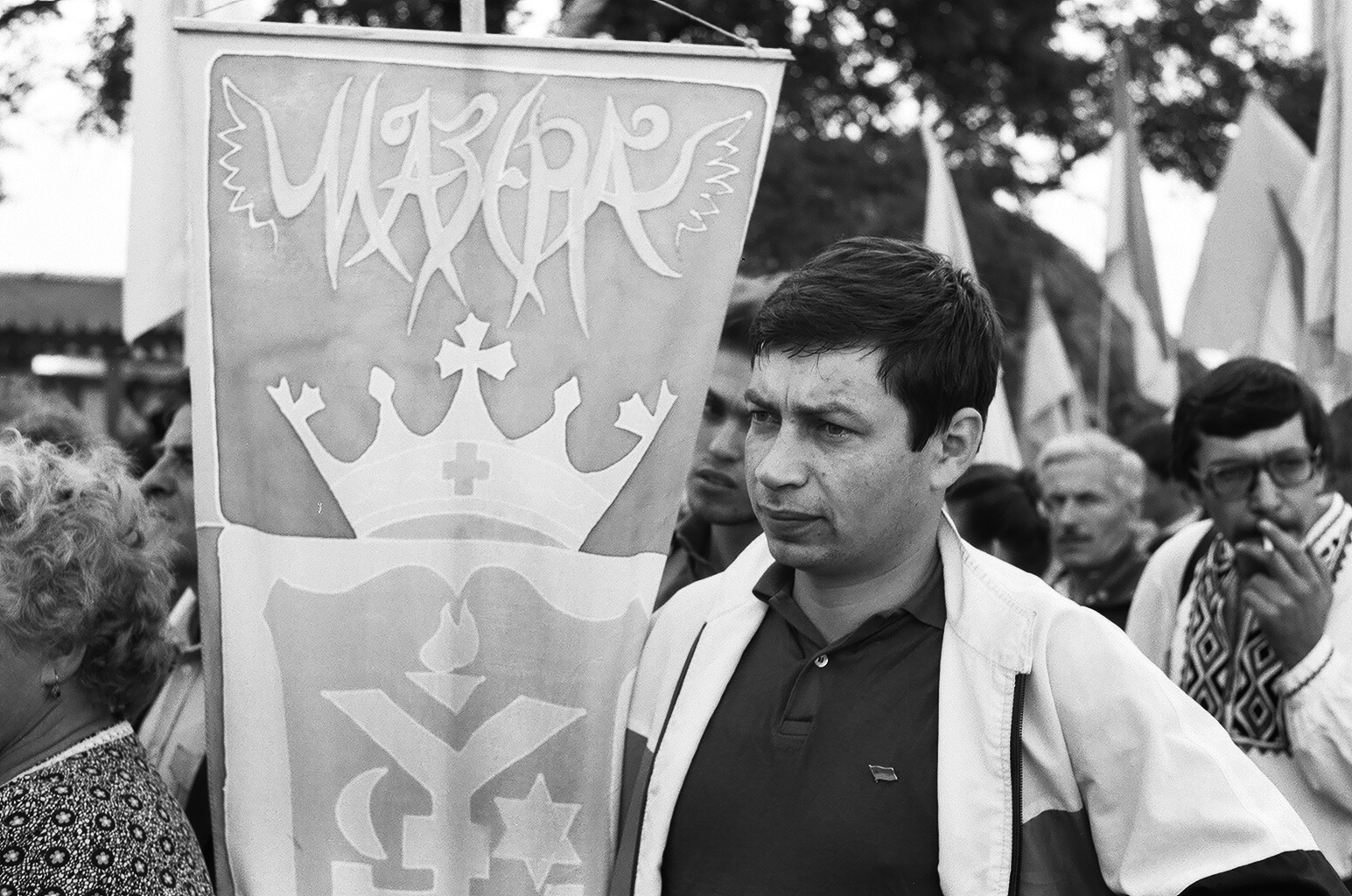
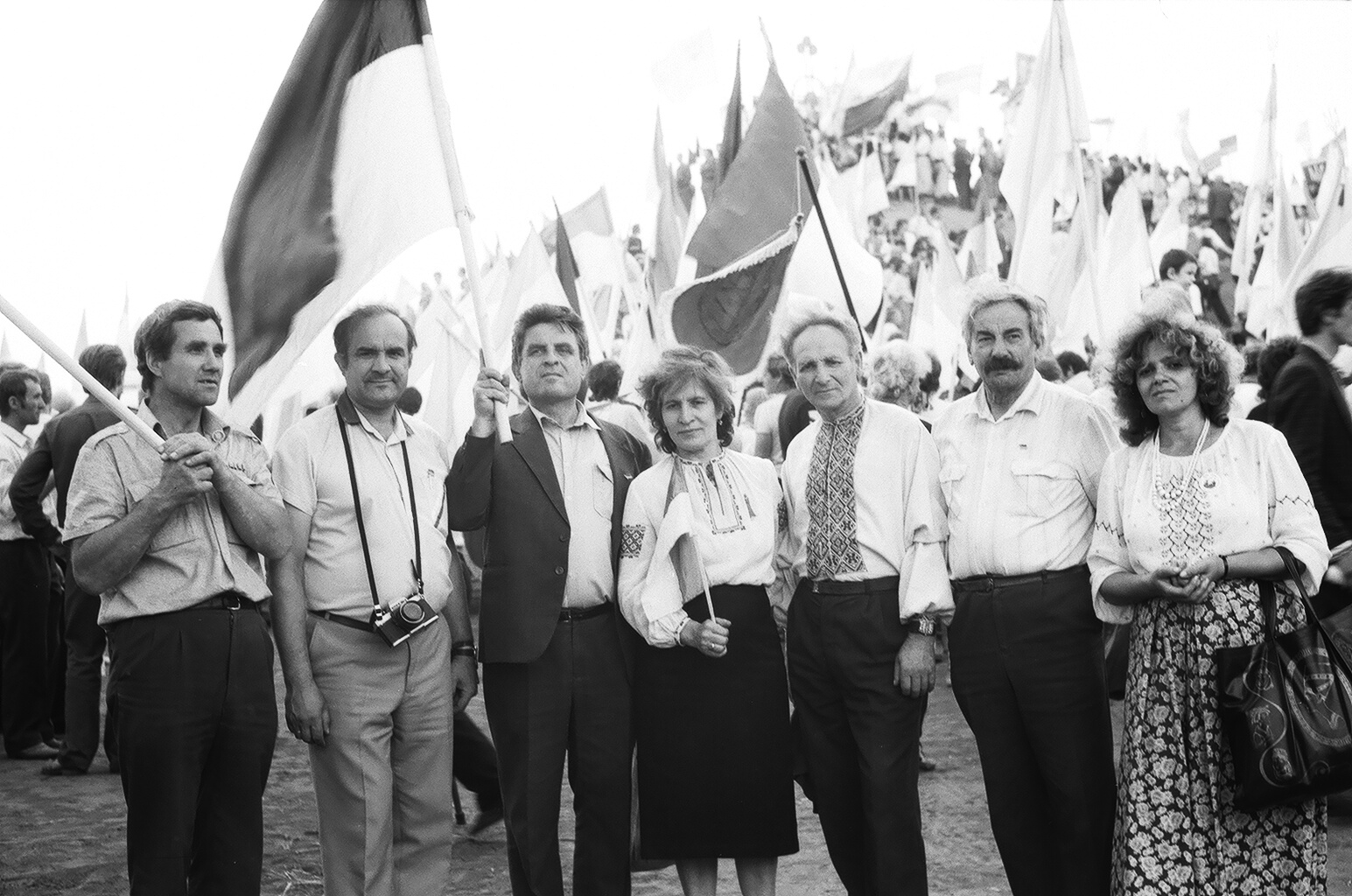
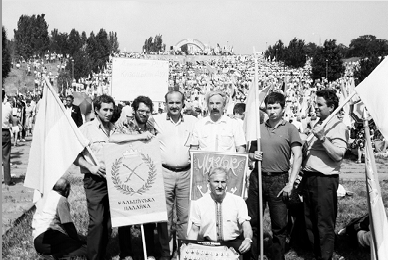

### Фрагменти ходу містом Запоріжжя

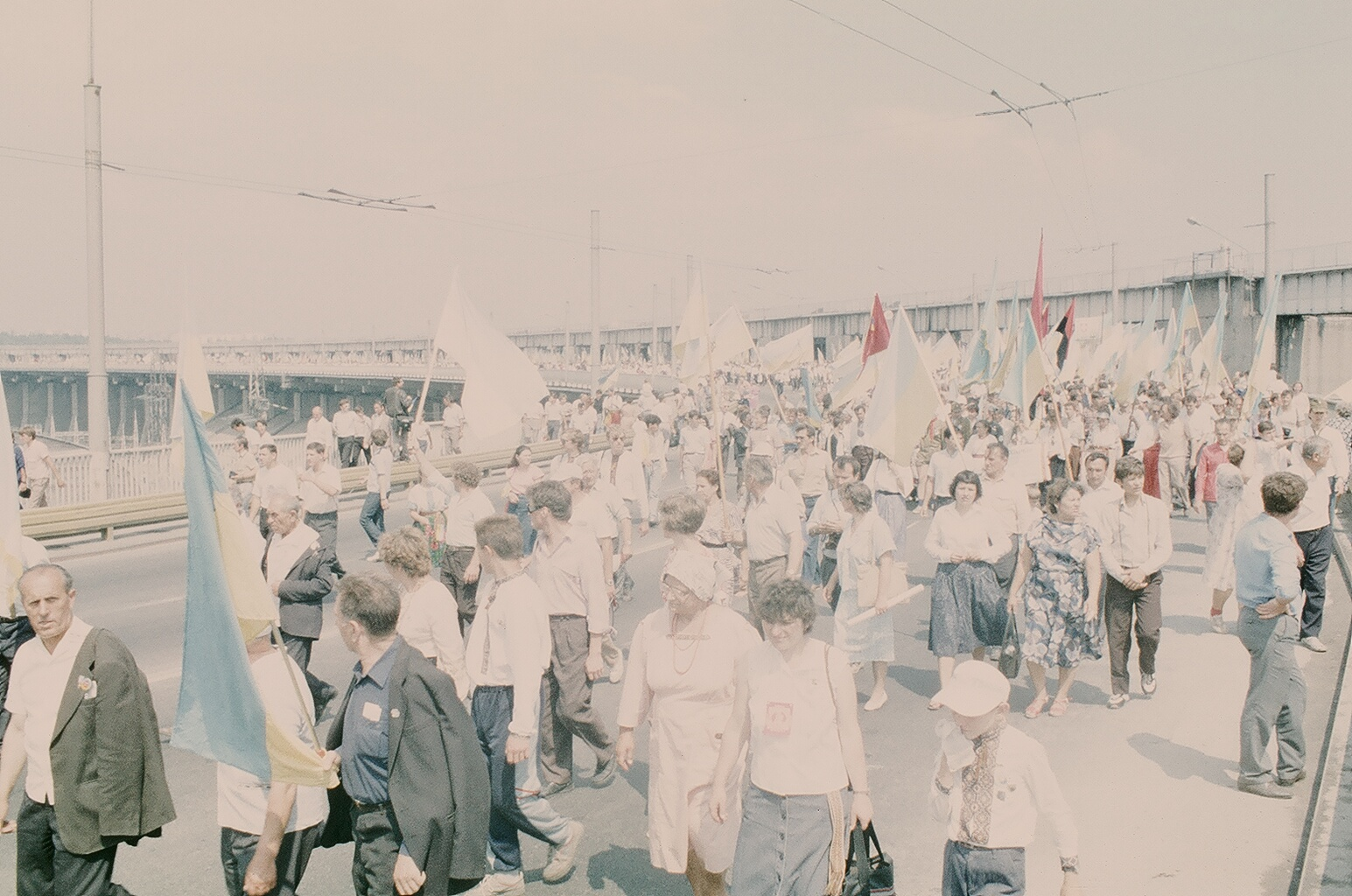
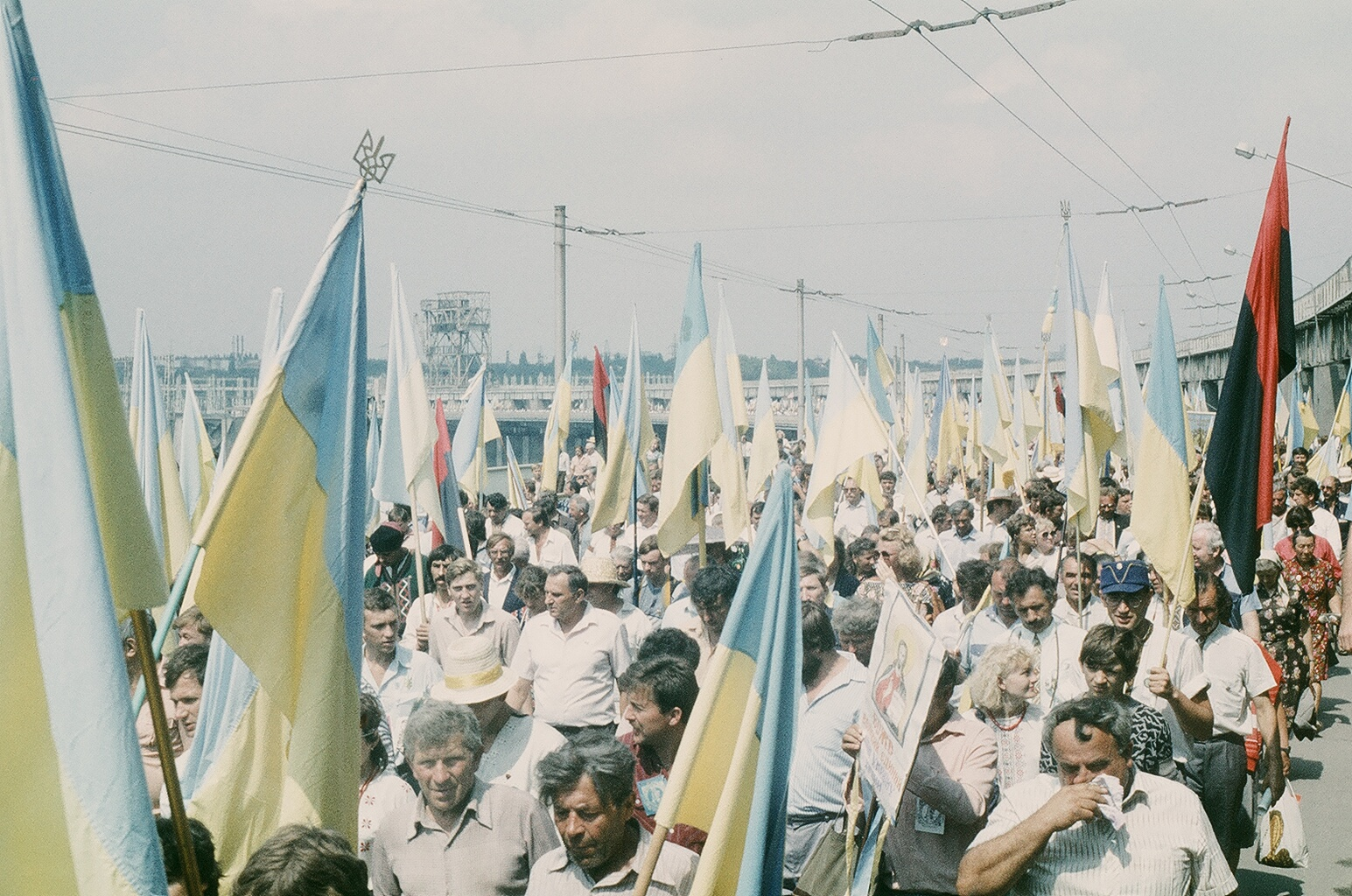
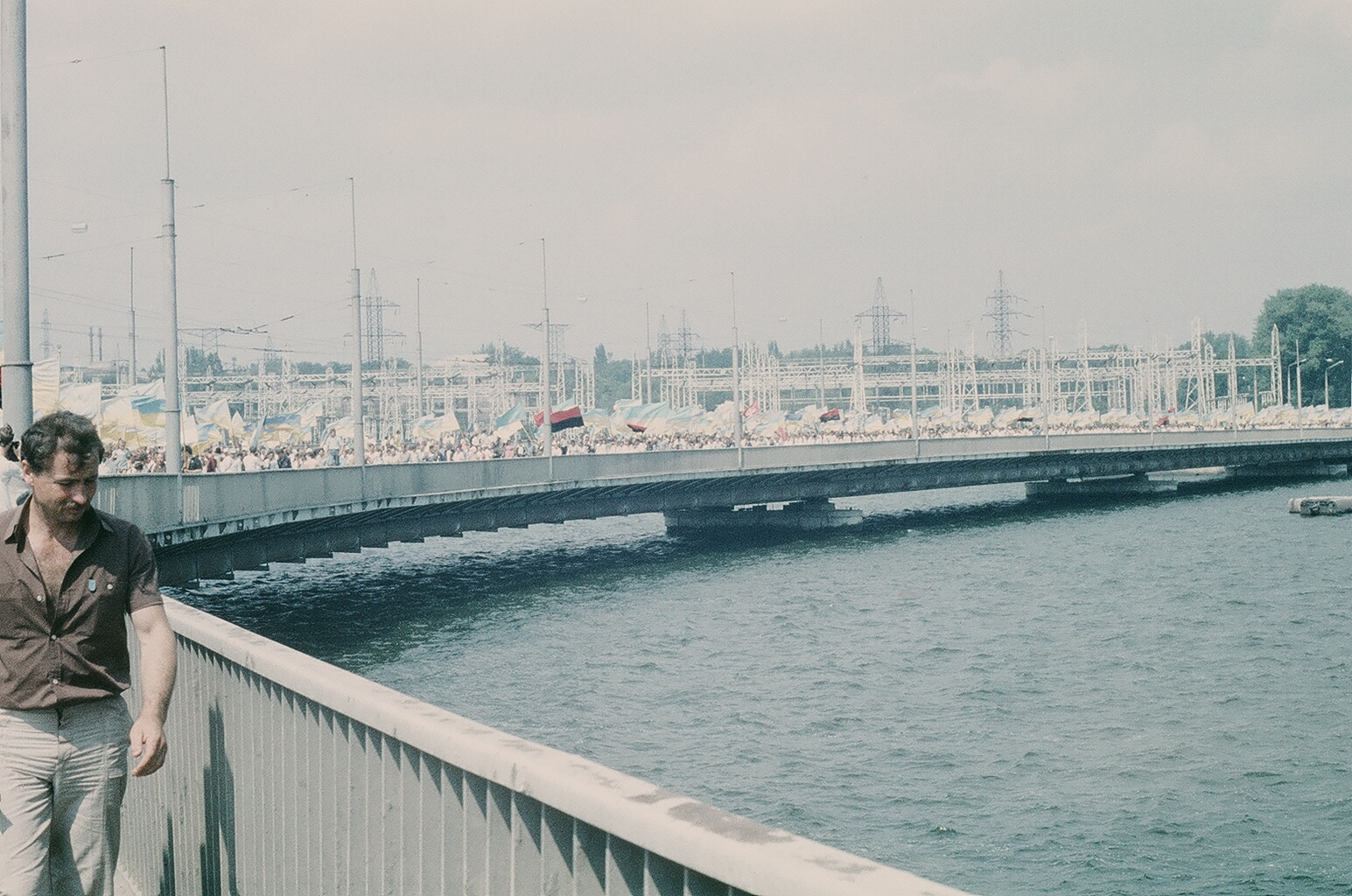
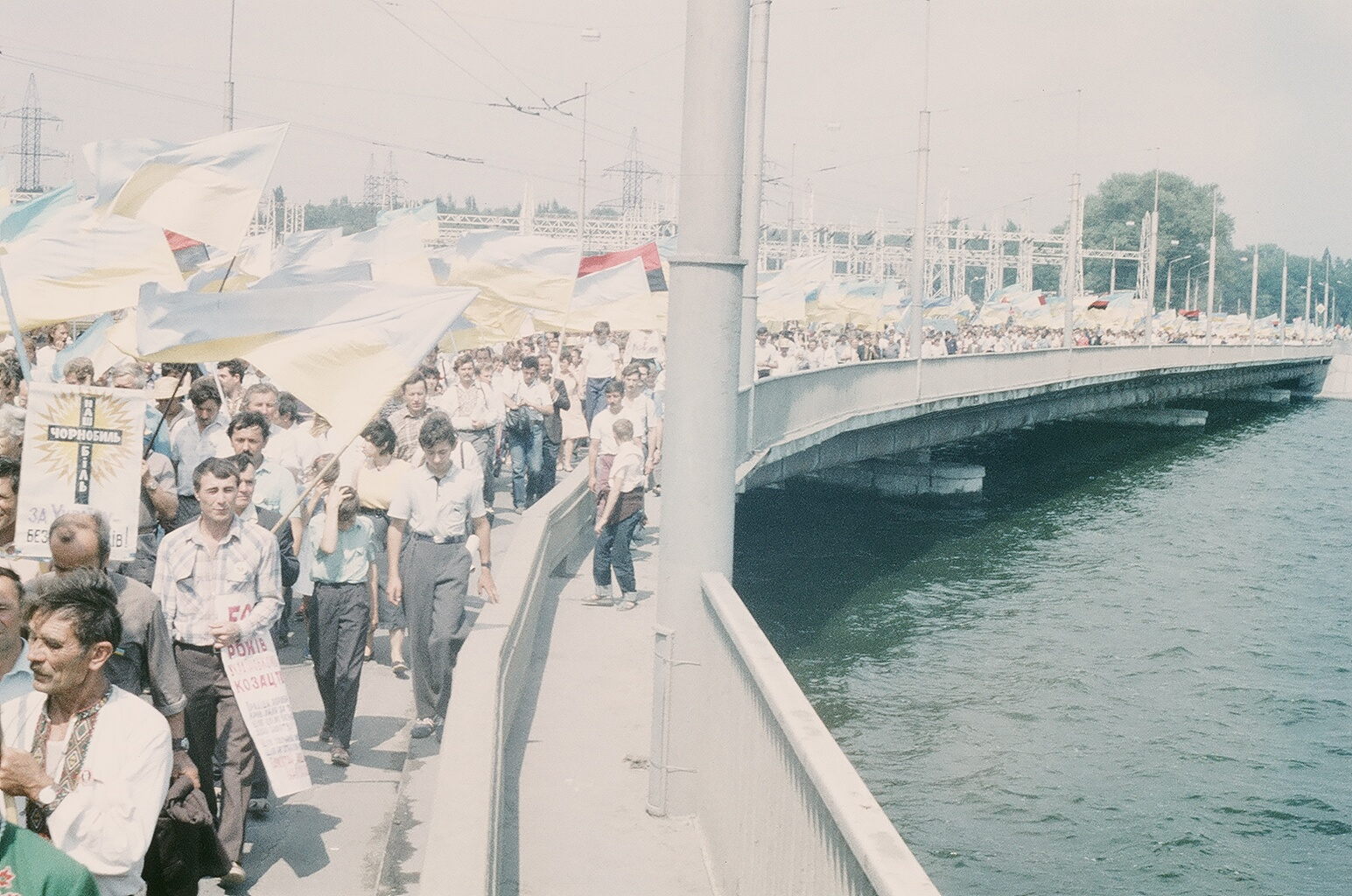
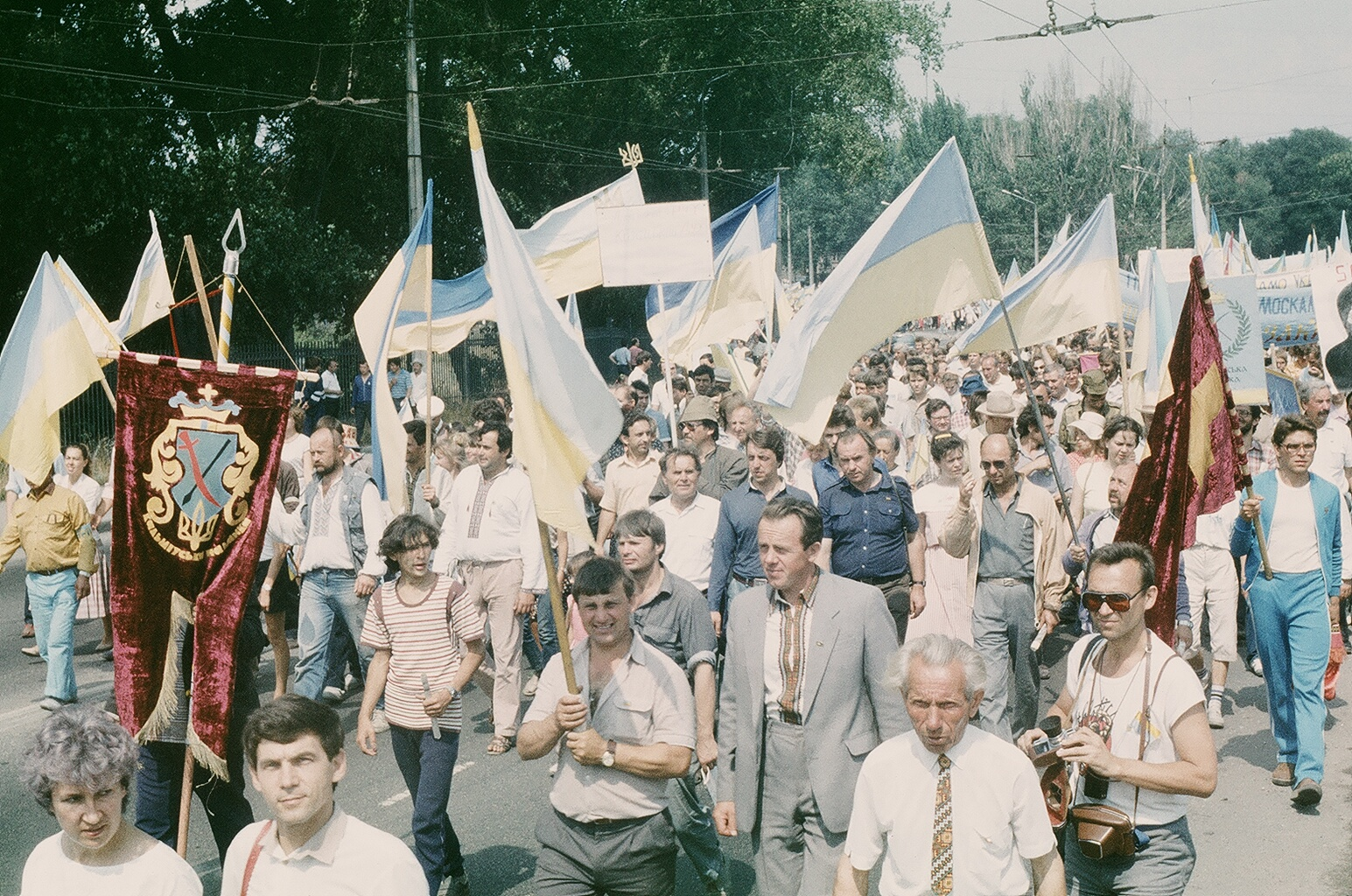
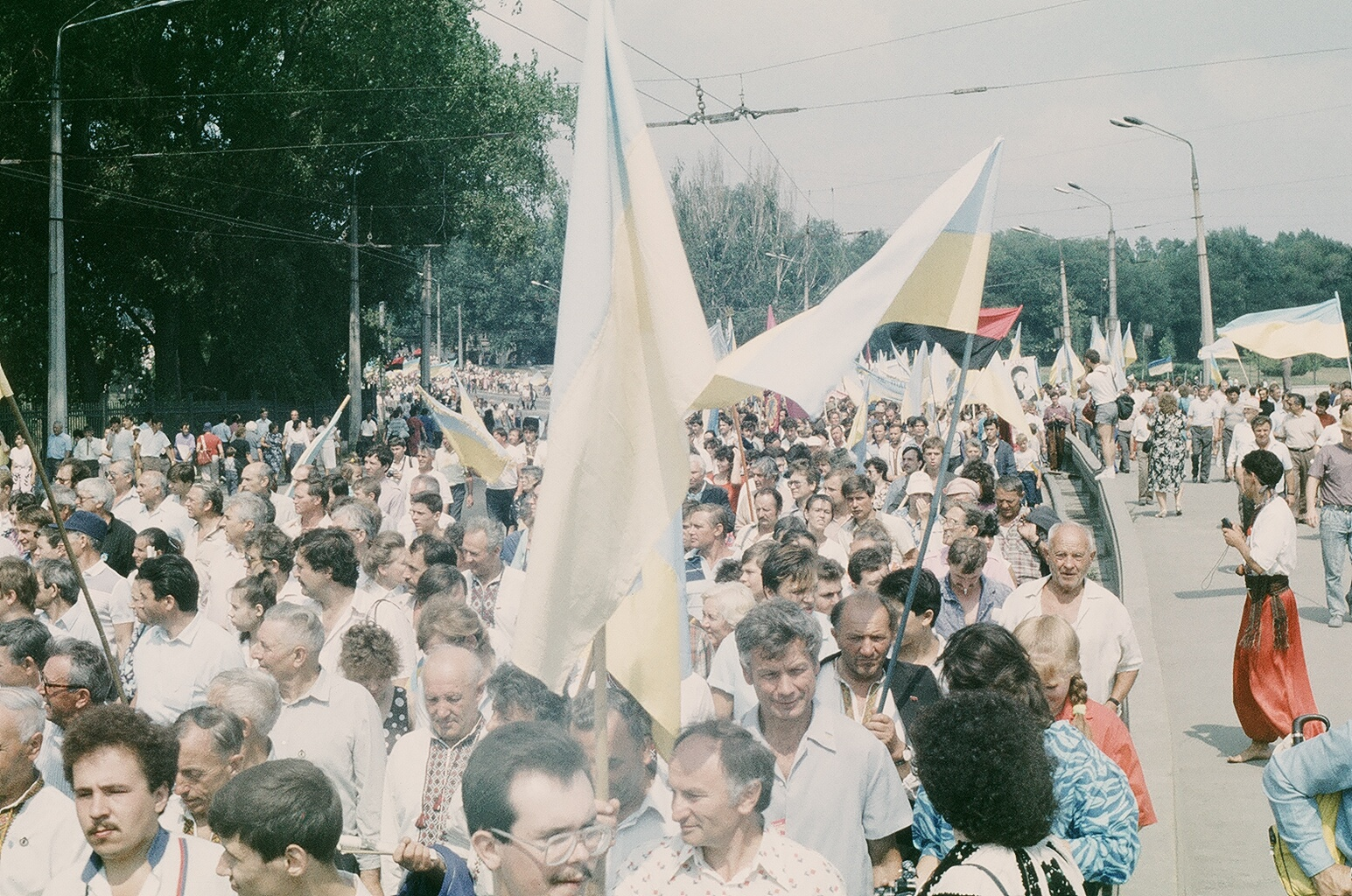
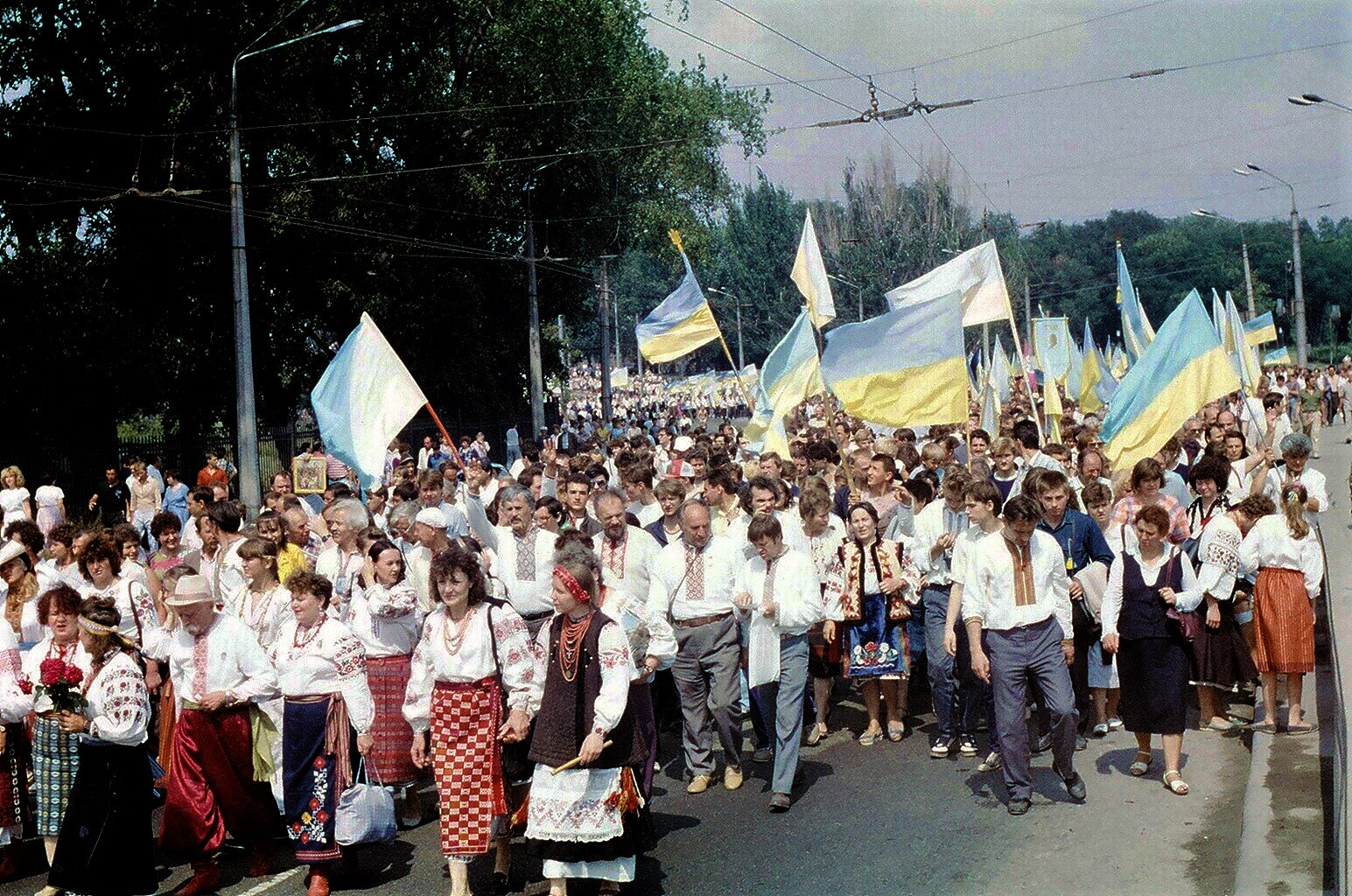
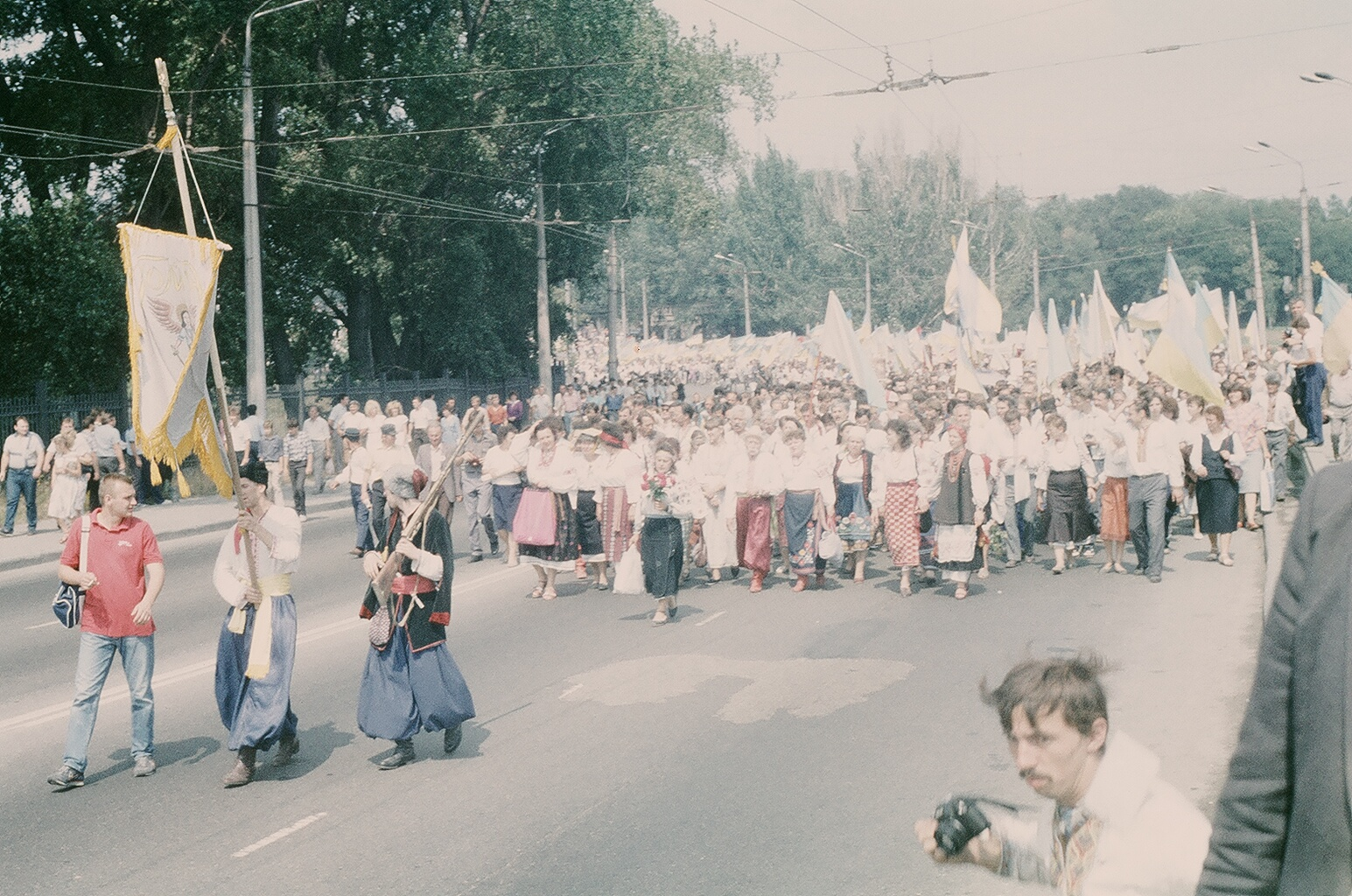
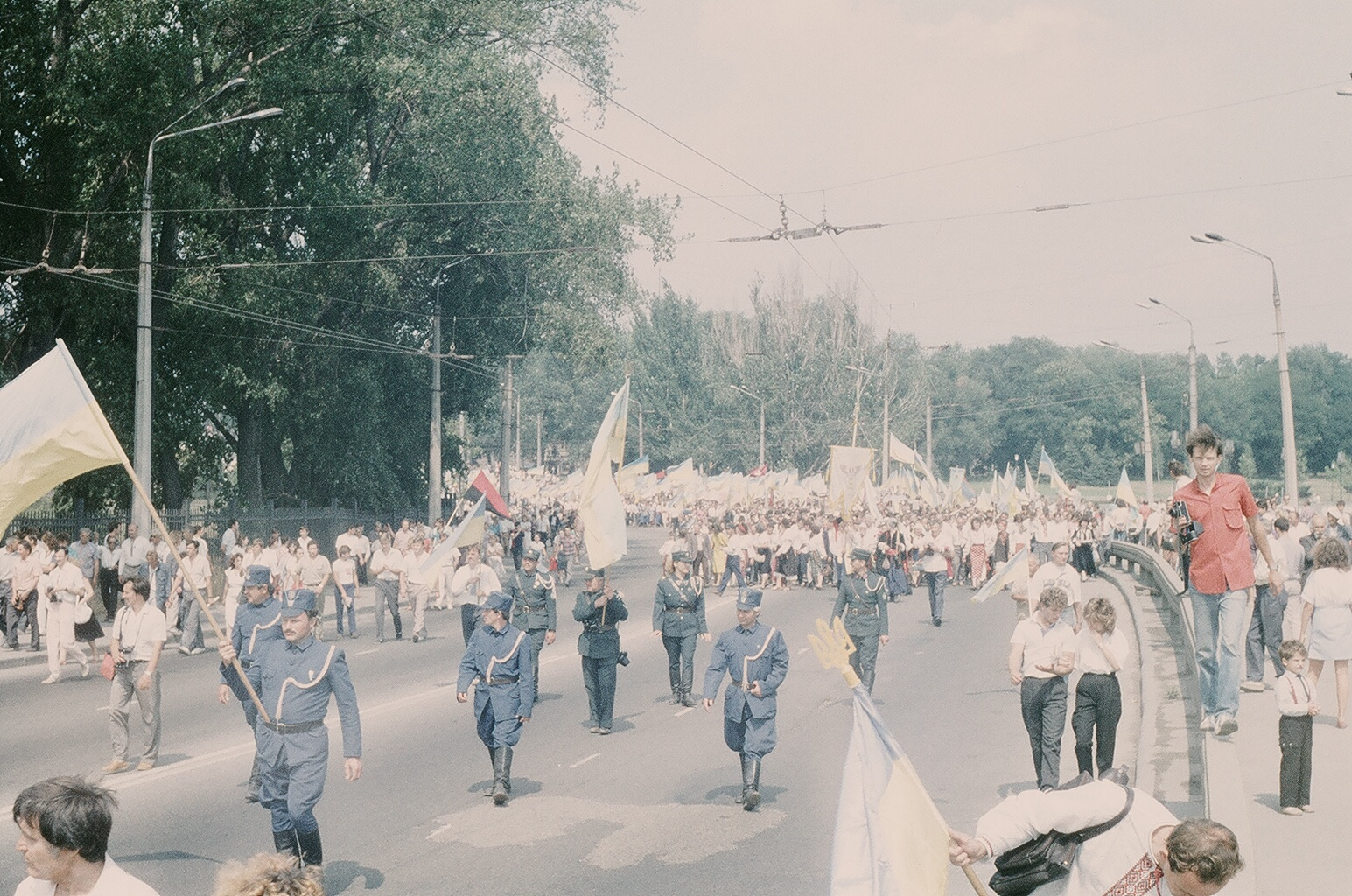
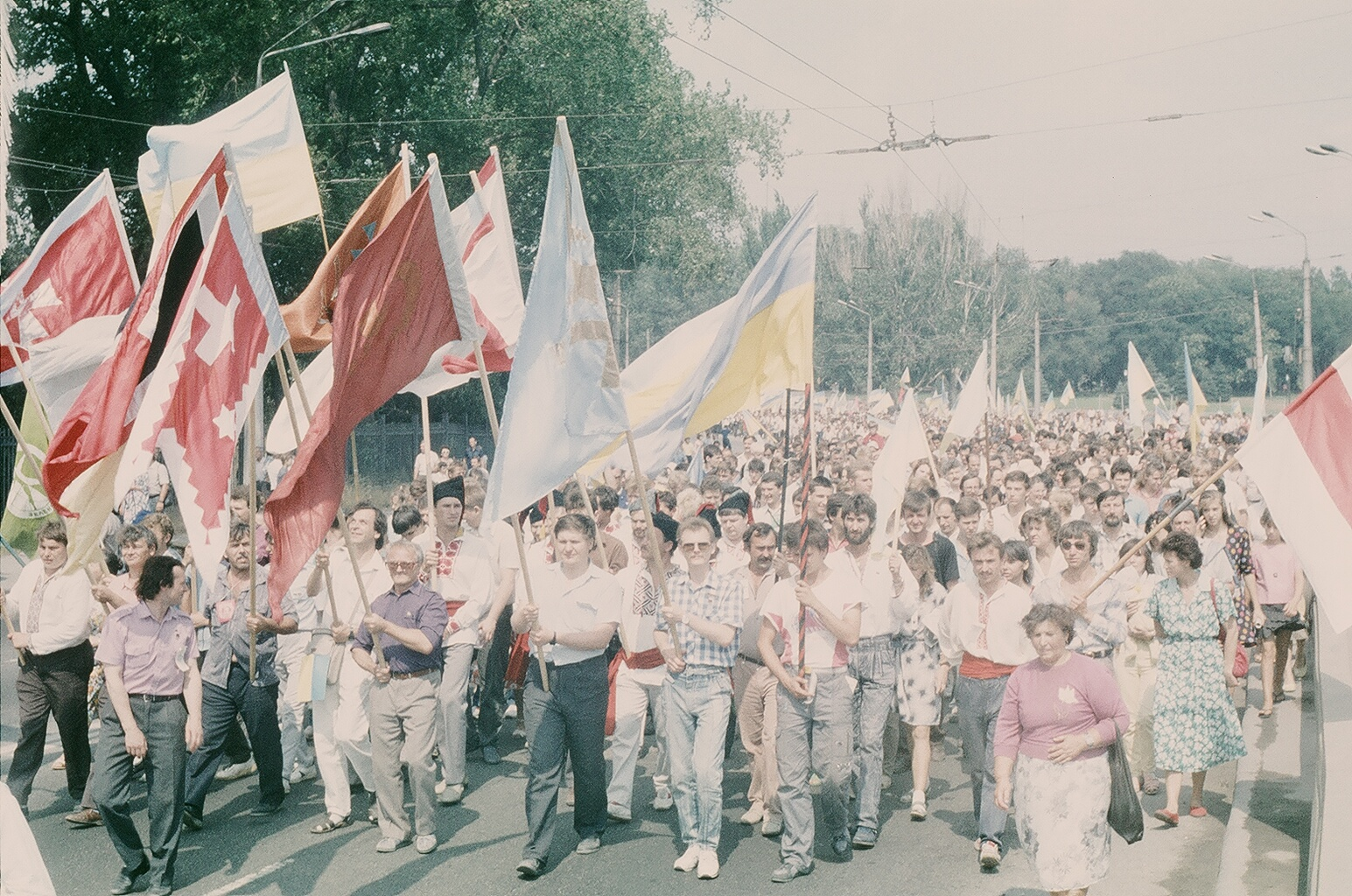
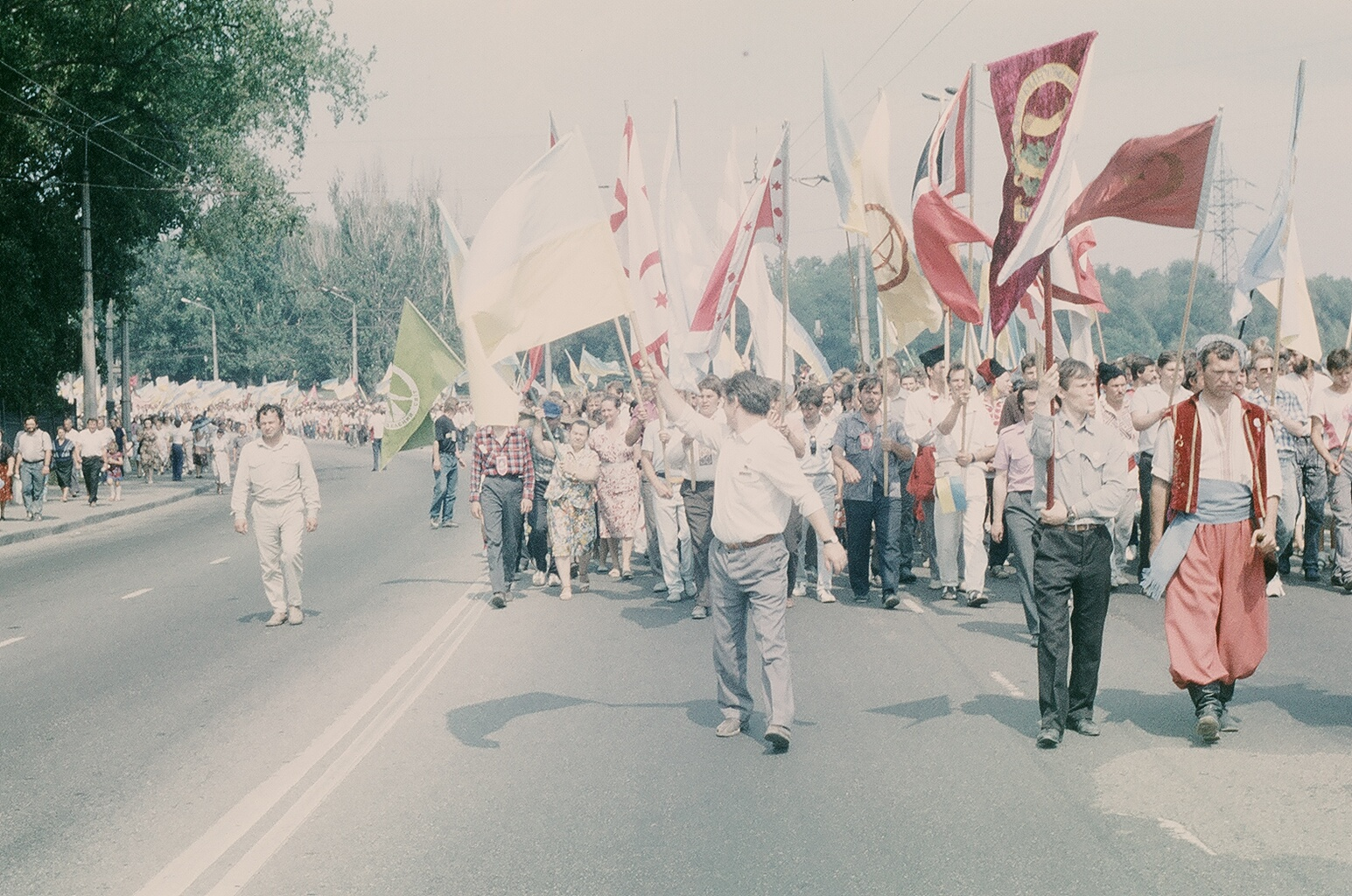
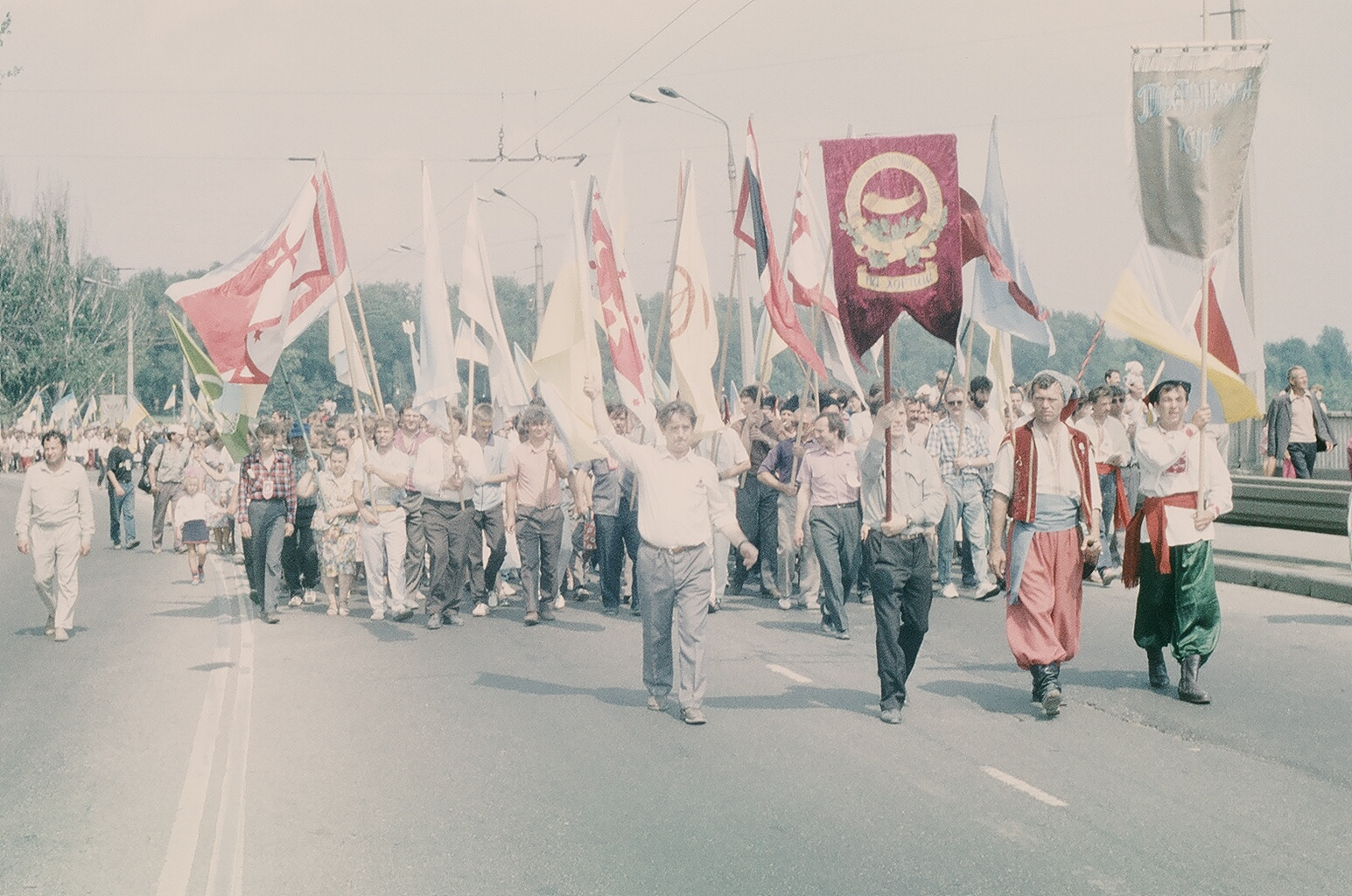

Див. також Великий Хід по Запоріжжю